# Список изобретений, сделанных в Китае

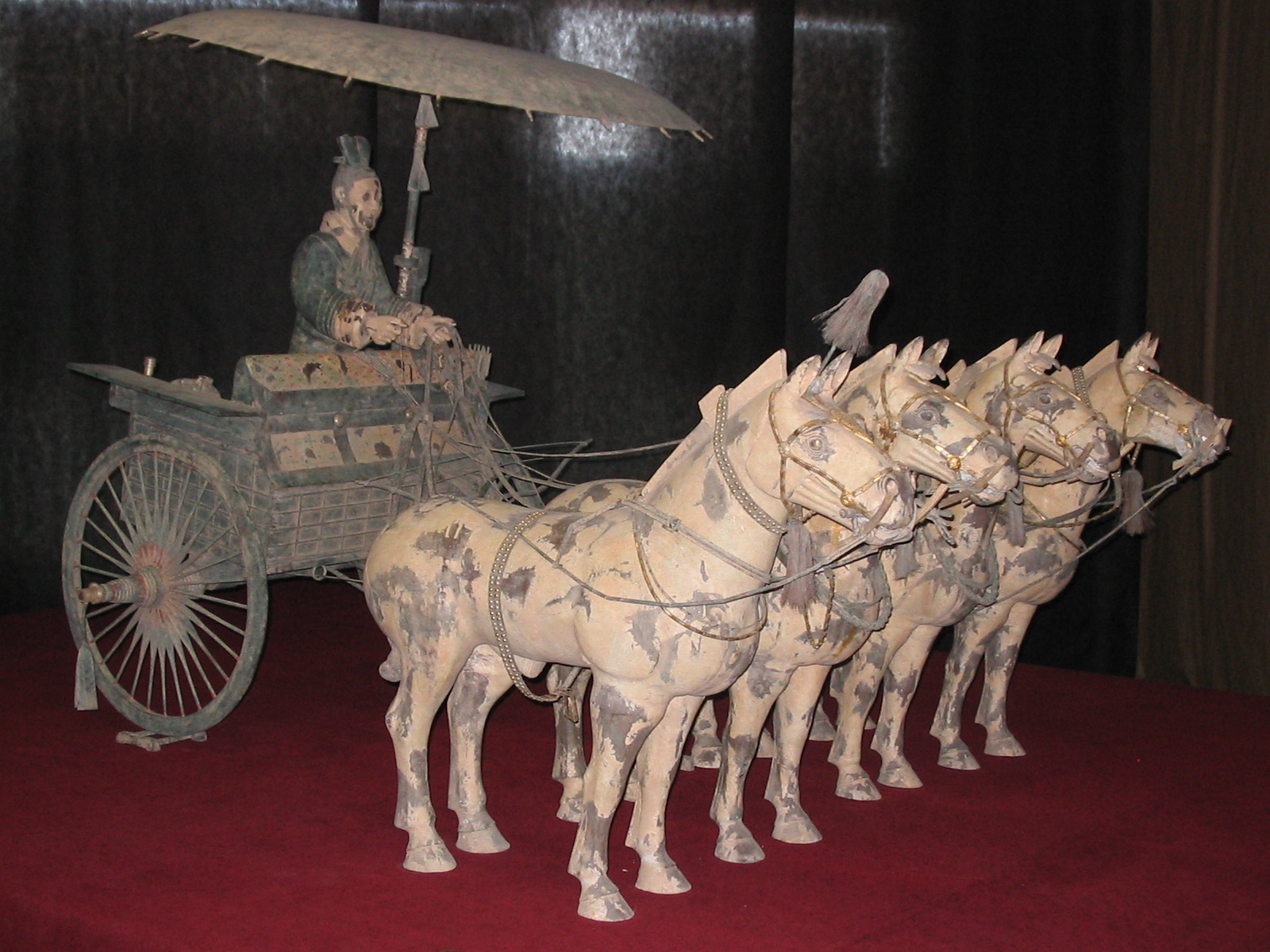
Колесница с зонтом в упряжке из четырёх лошадей из терракотовой армии гробницы Цинь Шихуанди (погребён в 210 г. до н. э.). Китайцы первыми изобрели складной зонт

Китай претендует на ряд значительных изобретений человеческой цивилизаций, в том числе четырёх великих изобретений: бумаги, компаса, пороха и книгопечатания (как ксилографии, так и наборного шрифта). Нижеприведённый список содержит эти и другие изобретения, которые впервые появились в Китае. Он не включает технологии, изобретённые в других странах и внедрённые в китайскую культурную сферу в результате контактов, такие как ветряная мельница с исламского Ближнего Востока или телескоп из Европы Нового времени. Он также не включает технологии, которые первоначально были изобретены в другом месте, но позднее были переизобретены китайцами в своём собственном качестве, как, например, цепной насос или одометр. Поскольку нет свидетельств того, что китайцы первыми изобрели письменность или календарь, такие изобретения, как китайское письмо и китайский календарь, также не упоминаются в этом списке. По этой же причине в список не попали китайская опера, китайская математика и китайская архитектура. Нет в списке и китайских открытий в области природных явлений, сделанных при изучении организма человека, других биологических организмов, или сделанных при изучении окружающей среды.
Китайцы изобрели оригинальные технологии в области механики, гидравлики, математики в приложении к измерению времени, металлургии, астрономии, сельскому хозяйству, конструированию механизмов, теорию музыки, искусству, мореплаванию и приёмам ведения войны. В Период Сражающихся царств (403—221 гг. до н. э.) китайцы имели самые передовые технологии в металлургии, включая доменные печи с дутьём и вагранки, а кричный горн и кузнечно-пудлинговый процесс были известны во времена династии Хань (202 г. до н. э. — 220 г. н. э.). Возникновение сложной экономической системы в Китае породило такое изобретение, как бумажные деньги во времена династии Сун (960—1279 гг.). Изобретение пороха (по крайней мере, в X веке) вызвало ряд уникальных изобретений, таких как горящее копьё, наземные мины, морские мины, пищали, взрывающиеся пушечные ядра, многоступенчатые ракеты и реактивные снаряды с аэродинамическими крыльями. Используя навигационный компас и применяя известный с I века штурвал с ахтерштевнем, китайские моряки достигли больших успехов в управления кораблём в открытом море, и в XI в. они доплывали до Восточной Африки и Египта. Первые механические часы с анкерным механизмом были изготовлены в Танском Китае в 725 году нашей эры И Сином и Лян Линцзанем. Китайцы также создали большие механические кукольные театры, приводимые в движение водяным колесом, колесо со спицами и торговый автомат, управляемый колесом с плицами.
Одновременно существовавшие культуры Пэйлиган и Пэнтоушань являются старейшими неолитическими культурами Китая, они возникли около 7000 лет до нашей эры. Изобретения эпохи неолита доисторического Китая включают серповидный и прямоугольный каменные ножи, каменные мотыги и лопаты, культивирование проса, риса и соевых бобов, шелководство, строительство сооружений из землебита, дома, оштукатуренные известью, создание гончарного круга, создание керамических изделий со шнуровым и корзиночным дизайном, создание керамического сосуда на трёх ножках (треножника), создание керамической пароварки, а также создание церемониальных сосудов для гадания. Франческа Брэй утверждает, что одомашнивание быков и буйволов в период культуры Луншань (3000-2000 гг. до н. э.), отсутствие в эпоху Луншань орошения и высокоурожайных сельскохозяйственных культур, полностью доказанное культивирование засухоустойчивых зерновых культур, которые дают высокую урожайность «только тогда, когда почва тщательно обработана» — всё это свидетельствует о том, что пахота была известна в Китае по крайней мере в период культуры Луншань. Это объясняет высокие урожаи сельскохозяйственной продукции, обусловившие рост китайской цивилизации во времена династии Шан (1600—1050 гг. до н. э.). Вместе с последующим изобретением рядовой сеялки и стального плуга с отвалом китайское сельскохозяйственное производство могло прокормить гораздо больше населения.

## Четыре великих изобретения древнего Китая
Четыре великих изобретения древнего Китая — так в одноимённой книге знаменитый исследователь китайской культуры Джозеф Нидэм окрестил изобретённые в Средние века бумагу, книгопечатание, порох и компас. Именно эти открытия способствовали тому, что многие направления культуры и искусств, ранее доступные лишь богачам, стали достоянием широких масс. Изобретения древнего Китая сделали возможными и дальние путешествия, что позволило открывать новые земли.
В этом разделе приводится описание четырёх великих изобретений древнего Китая в соответствии с представлением Джозефа Нидэма (позднего периода жизни), в хронологическом порядке, который принят в Китае.

### Бумага

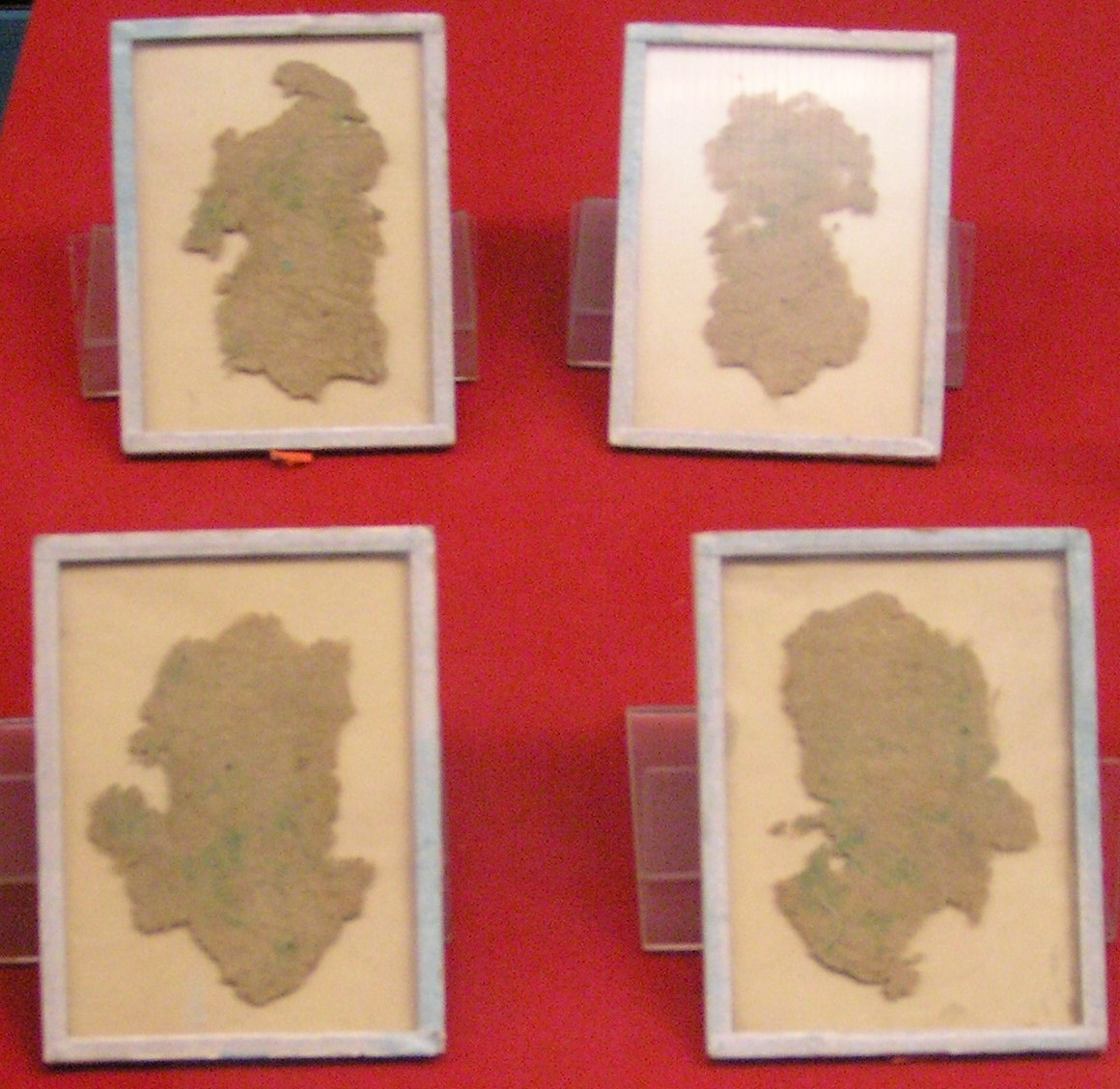
Фрагменты упаковочной а4 из пеньки, датированные периодом правления У-ди (141—87 гг. до н. э.)

Хотя в истории зафиксирован факт, что во времена династии Хань (202 г. до н. э. — 220 г. н. э.) придворный евнух Цай Лунь изобрёл процесс производства бумаги с применением новых сырьевых материалов, в Китае найдены такие артефакты, как древний набивочный материал и упаковочная бумага, датируемые вторым веком до нашей эры. Самым старым образцом бумаги является карта из Фанматаня (放马滩) вблизи г. Тяньшуй (天水). В третьем веке бумага стала широко применяться для письма, заменяя традиционные, но более дорогие материалы, такие как полоски из бамбука, скрученные в свитки, свитки и полоски из шёлка, глиняные таблички, обжигавшиеся затем в печи, и деревянные таблички. Самый ранний известный фрагмент бумаги с надписью на нём был обнаружен в развалинах китайской башни Цахартай в Алашани, где армия династии Хань покинула свои позиции в 110 г. н. э. после нападения хунну. В процессе производства бумаги, разработанного в 105 г. Цай Лунем, кипящая смесь из коры тутового дерева, пеньки, старых тканей и старых рыболовных сетей превращается в пульпу, растирается до пастообразного состояния и затем смешивается с водой. Сито из тростника в деревянной раме опускают в смесь, вытаскивают и встряхивают. Образовавшиеся листы бумаги сушат, а затем отбеливают под воздействием солнечных лучей. К. С. Том говорит, что этот процесс постепенно улучшался применением выщелачивания, полировки и глянцевания для получения гладкой, прочной бумаги.

### Книгопечатание

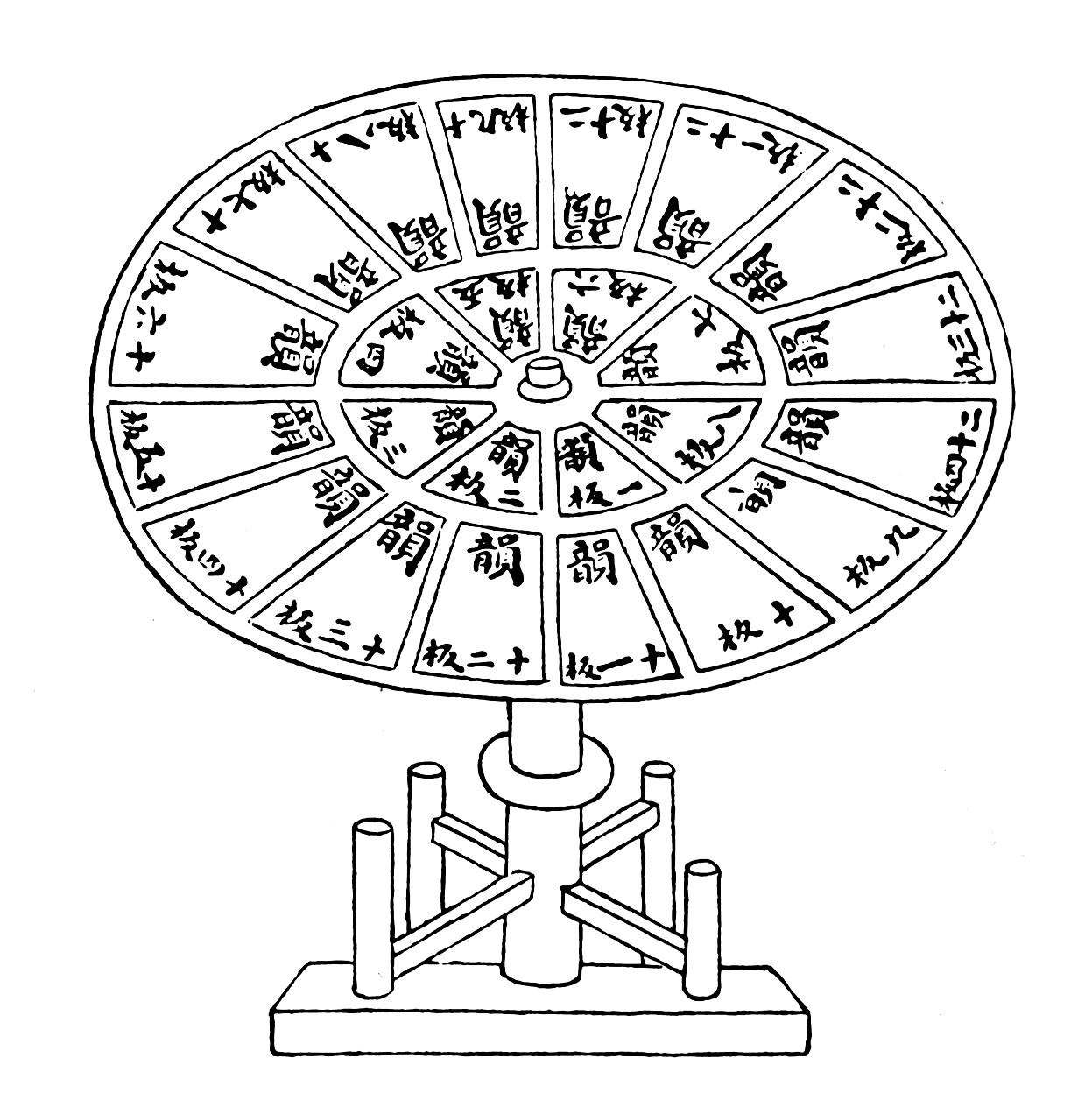
Иллюстрация, опубликованная в книге Ван Чжэня в 1313 году, показывающая литеры наборной печати, расположенные в строгом порядке по секторам круглого стола

Печать с деревянных досок: Самым старым известным образцом печати с деревянных досок является листочек с сутрой на санскрите, который был напечатан на бумаге из конопли между 650 и 670 годами н. э. Он был обнаружен в 1974 г. близ гробницы Тан (唐墓) в Сиане. Корейские миниатюрные сутры, обнаруженные в 1966 году и сохранившиеся в башне ступа, построенной в 751 году в эпоху Объединённого Силла, датируются не ранее 704 года, поскольку содержат китайское написание некоторых символов, использовавшееся только в эпоху правления императрицы У (690—705 гг.). Но самой ранней известной напечатанной книгой стандартного размера является Алмазная сутра, сделанная в эпоху династии Тан (618—907 гг.). Она содержит свитки длиной 5,18 м (17 футов) и описывает события 868 года, или «пятнадцатый день четвёртой луны девятого года» танского императора Ицзуна (唐懿宗; 859—873 гг.), правившего под девизом Сяньтун (咸通). Джозеф Нидэм и Цянь Цуньсюнь (Qián Cúnxùn, Tsien Tsuen-Hsuin 錢存訓) пишут, что методы печати, используемые в тонкой каллиграфии Алмазной сутры намного более совершенны и изысканны по сравнению с миниатюрной сутрой, напечатанной ранее. Два самых старых печатных китайских календаря датируются 877 и 882 годами. Они были найдены в буддийском центре паломничества Дуньхуан. Патриция Эрби считает неудивительным то, что одними из самых ранних печатных изданий были календари, поскольку китайцы считали необходимым рассчитывать и отмечать благоприятные и неблагоприятные дни.
Наборные шрифты: Разносторонний учёный-эрудит и государственный деятель Шэнь Ко (1031—1095) в эпоху империи Сун (960—1279) первым описал способ печати с помощью наборного шрифта в книге «Записки о ручье снов» (梦溪笔谈) (англ. Dream Pool Essays) в 1088 году, приписывая это новшество малоизвестному мастеру по имени Би Шэну (990—1051). Шэнь Ко описывает технологический процесс изготовления литер из обожжённой глины Би Шэна, изготовление наборных шрифтов, процесс печати, а также разборку шрифтов для нового использования. Би Шэн экспериментировал и с деревянными шрифтами, но по-настоящему использовать их начал Ван Чжэнь после 1297 года, который также предложил располагать литеры в строгом порядке по секторам специального круглого стола. В 1490 году Хуа Суй усовершенствовал наборные шрифты и стал изготавливать их из металла, а именно — из бронзы. А в 1718 году китайский учёный Сюй Чжидин из города Тайань, провинция Шаньдун разработал наборные шрифты из стекловидной эмали.
Влияние на переплётное производство: Появление печати в IX веке коренным образом изменило технику переплетения. В конце династии Тан книга превратилась из скрученных свитков бумаги в стопку листов, наподобие современной брошюры. Затем, во времена империи Сун (960—1279) листы стали сгибать по центру и делать перевязку типа «бабочка», и книга стала уже похожа на современную. Во времена династии Юань (1271—1368) появился корешок из жёсткой бумаги, а во времена империи Мин листы стали прошивать нитками. Не позднее начала XX века традиционный китайский переплёт был заменён на переплёт в западном стиле, а параллельно традиционное китайское книгопечатание уступило место современным печатным прессам, ведущим традиции от Иоганна Гутенберга.

### Порох

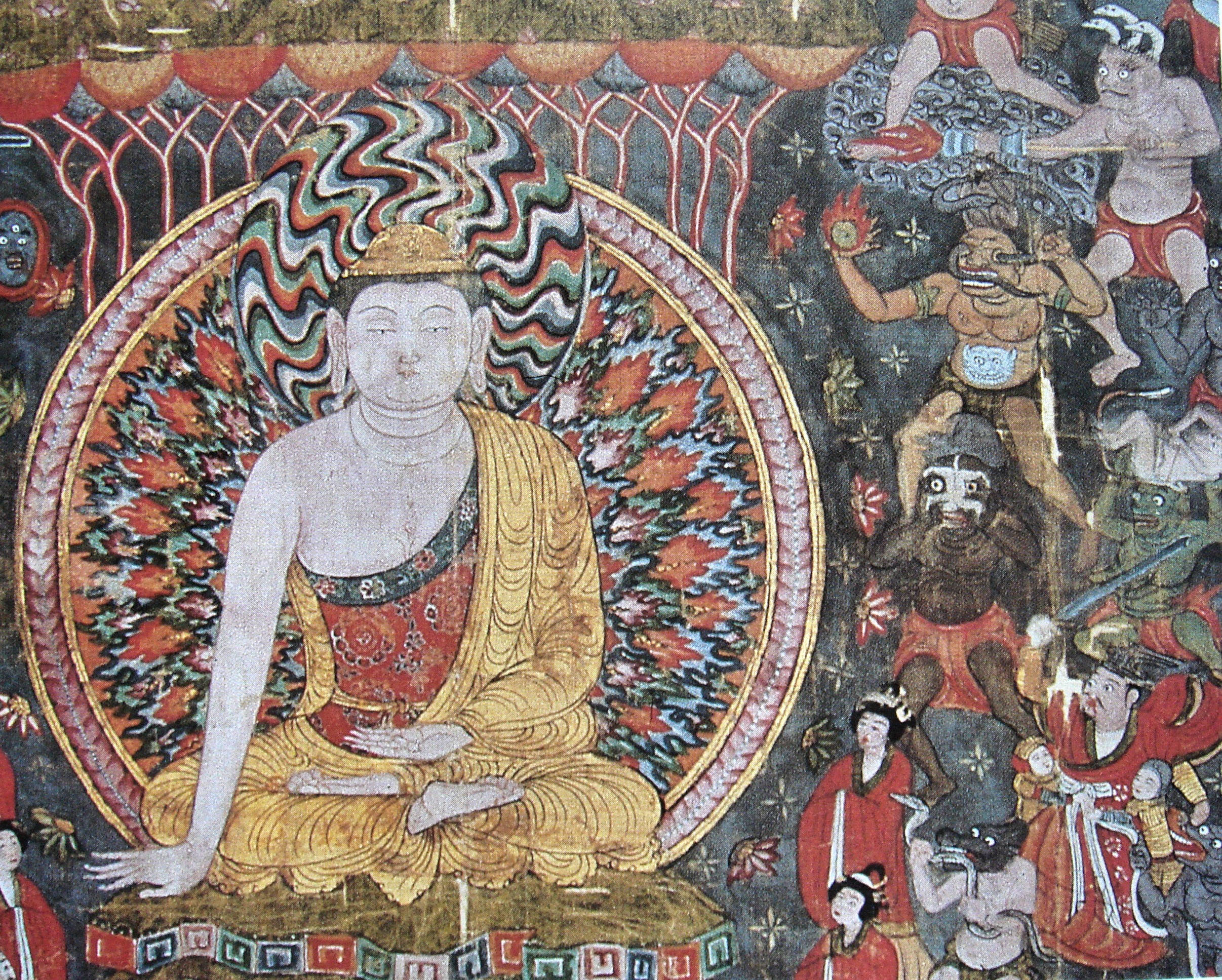
Самое раннее художественное изображение первого порохового оружия — огненного копья, живопись в Дуньхуане, эпоха пяти династий и десяти царств (907—960 гг. н. э.)

Хотя свидетельства первого применения пороха в Китае относятся к эпохе пяти династий и десяти царств (907—960), самый ранний известный рецепт пороха записан Цзэн Гунляном, Дин Ду и Ян Вэйдэ в военном манускрипте 1044 года «Уцзин цзунъяо» в эпоху империи Сун (960—1279).
Согласно тексту манускрипта, рецепт пороха автор узнал во время путешествия в Египет, от одного из жрецов, которого он спас от льва. Порох, формула которого описана, использовался в зажигательных бомбах, которые выстреливали из катапульт, сбрасывали с оборонительных стен или свешивали вниз на железных цепях, используемых как рычаги. Бомбы, выстреливавшиеся из метательных машин, установленных на баках морских судов, обеспечили победу империи Сун над объединёнными силами династии Цзинь (1115—1234) в битве Цайши (采石之战) в 1161. А армия монгольской династии Юань (1271—1368) использовала пороховые бомбы во время своего неудачного вторжения в Японию в 1274 и 1281 годах. В XIII—XIV веках порох стал более мощным (количество селитры повысилось до 91 %), пороховое оружие стало совершеннее и смертоноснее. Об этом свидетельствует военный манускрипт «Холунцзин» (en:Huolongjing) периода империи Мин (1368 −1644), составленный Цзяо Юйем и Лю Цзи (1311—1375) и завершённый незадолго до смерти последнего. Предисловие добавлено в 1412 при публикации этой работы в Наньяне.

### Компас

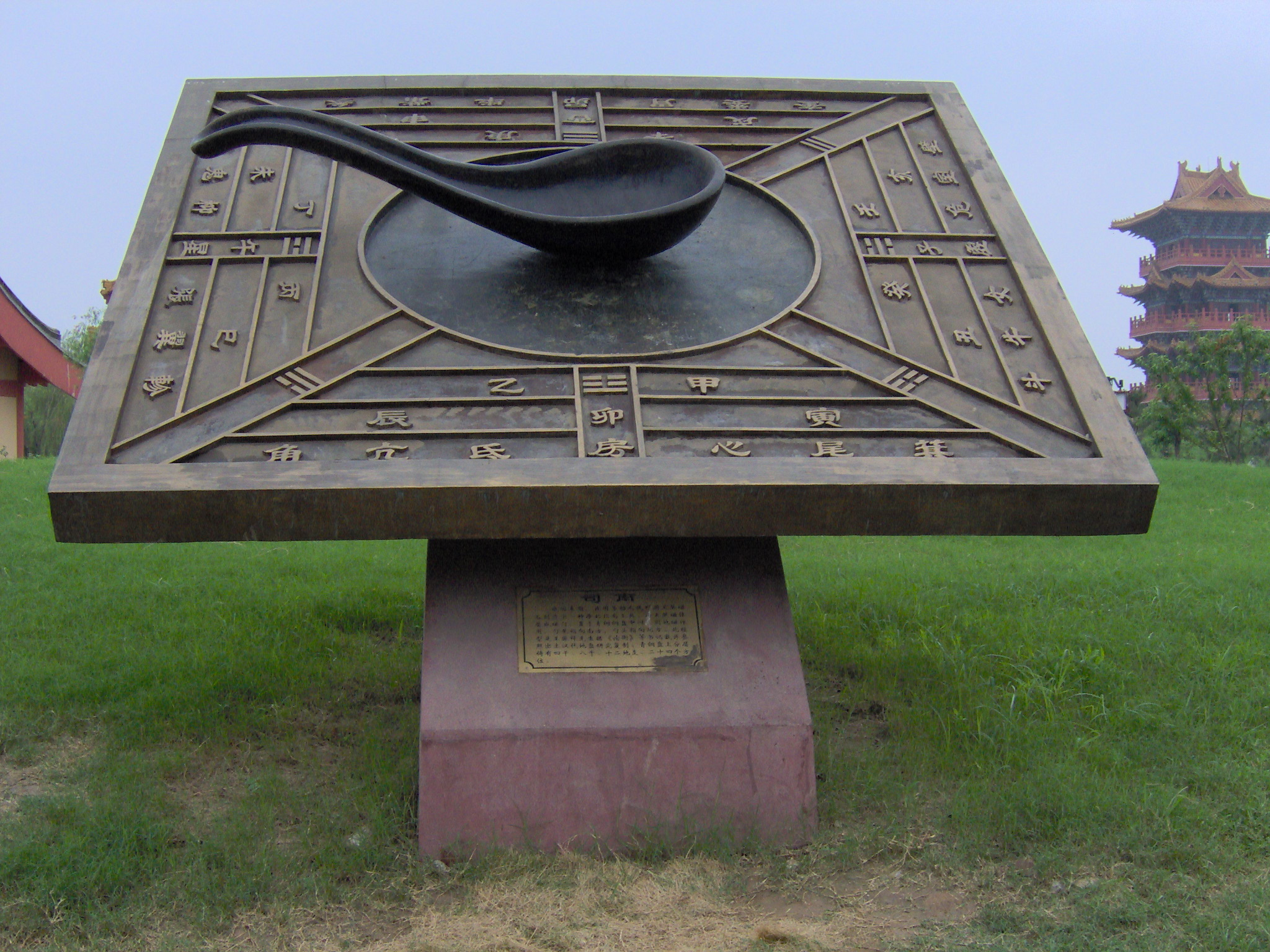
Модель китайского компаса ковшово-чашечного типа в Кайфэне, используемого в геомансии (разновидность гадания) во времена династии Хань (202 г. до н. э. — 220 г. н. э.). В исторической аутентичности модели сомневается Ли Шухуа (:en:Li Shu-hua)

Обнаруженный в Сан-Лоренцо Теночтитлан, штат Веракрус, Мексика древний артефакт из гематита ольмекской эпохи, датируемый приблизительно 1000 годом до н. э., указывает на то, что в Центральной Америке, возможно, использовали компас из магнитного железняка задолго до того, как он был описан в Китае, хотя ольмеки не знали железа, а китайцы после его открытия поняли, что оно намагничивается при контакте с магнитным железняком. Описание притягивания железа гематитом встречается в древних китайских трактатах: Чжуанцзы, Вёсны и осени господина Люя (呂氏春秋) (Master Lu’s Spring and Autumn Annals) и Хуайнань-цзы. В эпоху династии Хань (202 до н. э. — 220 н. э.) китайцы начали использовать ориентированный в направлении север-юг магнитный железняк в компасах ковшово-чашечного типа в геомансии и других гаданиях, а не для навигации. В классическом тексте Луньхэн (en:Lunheng), написанном Ван Чуном (27 — 100 н. э.), в главе 52 написано: «Этот инструмент похож на ложку, и когда его кладут на тарелку на земле, его ручка указывает на юг». Шэнь Ко (1031—1095), живший в эпоху империи Сун (960—1279), первым точно описал как магнитное склонение (отклонение от направления на истинный север), так и магнитный компас с иглой в своей книге «Записки о ручье снов» (梦溪笔谈) (en:Dream Pool Essays) в 1088 году. Другой автор, Чжу Юй, в своей книге, опубликованной в 1119 году, впервые упоминает о применении компаса для навигации на море. Однако, ещё до этого, в военном манускрипте 1044 года «Уцзин цзунъяо» описан компас на основе остаточной намагниченности из нагретых железных или стальных болванок, отлитых в форме рыбы, и помещённых в чашу с водой. В результате остаточной намагниченности и индукции возникали слабые магнитные силы. В манускрипте зарегистрировано, что такой прибор использовался в качестве указателя курса наряду с механической «Колесницей, указывающей на юг» (см. ниже).

## До династии Шан
Ниже перечислены в алфавитном порядке изобретения, которые возникли на территории современного Китая в эпоху неолита и ранней бронзы.
- Барабан или крокодиловая кожа: Барабаны из глины, датируемые периодом 5500 — 2350 гг. до н. э., были обнаружены на неолитических стоянках на большой площади, от провинции Шаньдун на востоке страны и до провинции Цинхай на западе. В письменных источниках барабаны относят к шаманским принадлежностям, они часто используются в ритуальных церемониях. Барабаны, покрытые крокодиловой кожей для церемониального использования, упоминаются в Ши-Цзин. В доисторическую эпоху аллигаторы, возможно, жили вдоль восточного побережья Китая, включая южный Шаньдун. Но спустя некоторое время, они были почти полностью истреблены из-за кожи, которую использовали для изготовления барабанов и сапог. Древние барабаны, сделанные в виде деревянного каркаса, покрытого крокодиловой кожей, встречаются в археологических раскопках в Даэнкоу (4100 — 2600 до н. э.), а также в нескольких местах группы неолитических культур Луншань (3000 — 2000 до н. э.) (провинция Шаньдун) и Таоси (2300—1900 гг. до н. э.) в южной части Шаньси.[11]
- Весло: Гребные вёсла используются с раннего неолитического периода. Каноэобразные керамические и шесть деревянных вёсел, датируемые 6000 г. до н. э., были обнаружены в культуре Гемуду (en:Hemudu culture), провинция Чжэцзян.[12] В 1999 году весло размером 63,4 см (2 фута) в длину, датируемое 4000 г. до н. э., было также обнаружена в префектуре Исикава, Япония.

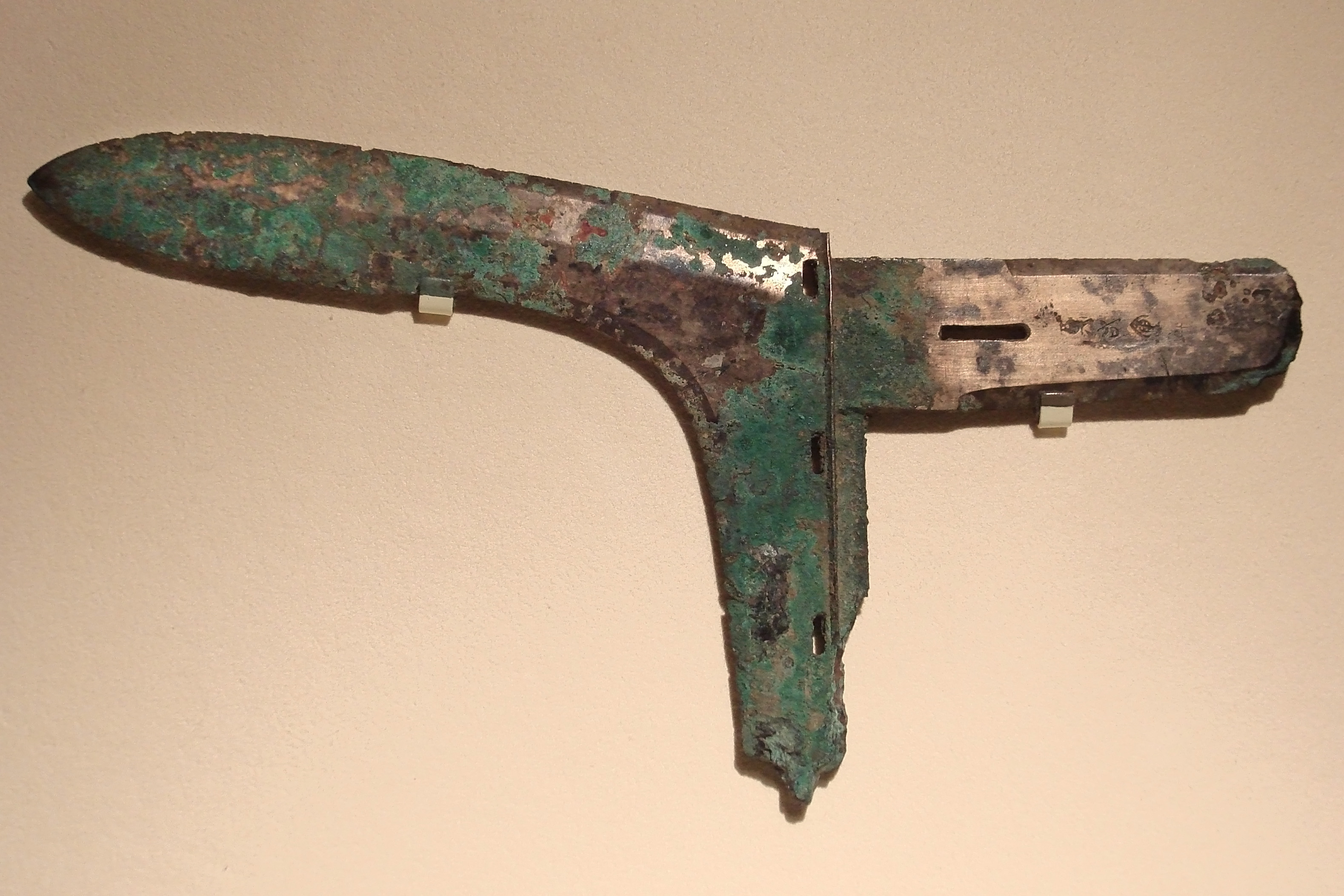
Бронзовый гэ. Этот вид оружия существовал в Китае с неолита

- Гэ: Кинжал-топор или гэ был разработан из земледельческих каменных орудий в эпоху неолита, археологи находят каменные гэ, относящиеся к культуре Луншань (3000-2000 до н. э.) на стоянках Мяодянь, провинция Хэнань. Гэ появился также в качестве церемониального и символического оружия из нефрита примерно в это же время, два таких, датируемые примерно 2500 г. до нашей эры, найдены на стоянке Линцзятань в провинции Аньхой.[13] Первые бронзовые гэ появились в эпоху ранней бронзы на стоянке Эрлитоу,[13] где в 2002 г. были найдены 2 гэ среди более чем 200 бронзовых изделий, там же были найдены 3 нефритовых гэ.[14] 72 бронзовых гэ обнаружены в гробнице 1004 на Хоуцзяжуан в Аньянге, 39 нефритовых гэ — в гробнице Фу Хао и свыше 50 нефритовых гэ на стоянке Цзиньша были найдены поодиночке.[13] Гэ был основным оружием пехоты эпохи Шан (ок. 1600—1050 до н. э.) и Чжоу (1050—256 до н. э.), хотя он иногда использовался «гарпунёром» из экипажа колесниц. Гэ состоял из длинного деревянного древка с бронзовым лезвием на конце под прямым углом к древку. Оружие можно было двигать к себе или от себя, чтобы захватить и порезать противника. В начале династии Хань (202 до н. э.—220 н. э.) военное применение бронзовых гэ стало весьма ограниченным (осталось в основном церемониальное), они были постепенно заменены железными копьями и алебардами цзи.
- Колокол: Колокола из керамики были найдены во многих археологических раскопках: в Яншао (провинция Хэнань), Мацзяяо (провинция Ганьсу), Цицзя (провинция Ганьсу) и других.[15] Самые ранние металлические колокола датируются примерно 2000 г. до н. э. Возможно, они были сделаны по ранее существовавшему керамическому прототипу. Ранние металлические колокола были не только источниками звука, но играли и важную культурную роль. С появлением других видов колоколов во время династии Шан (1600—1050 гг. до н. э.), им были отведены вспомогательные функции, например, для оснащения лошадей и колесниц или как деталь ошейника собак.

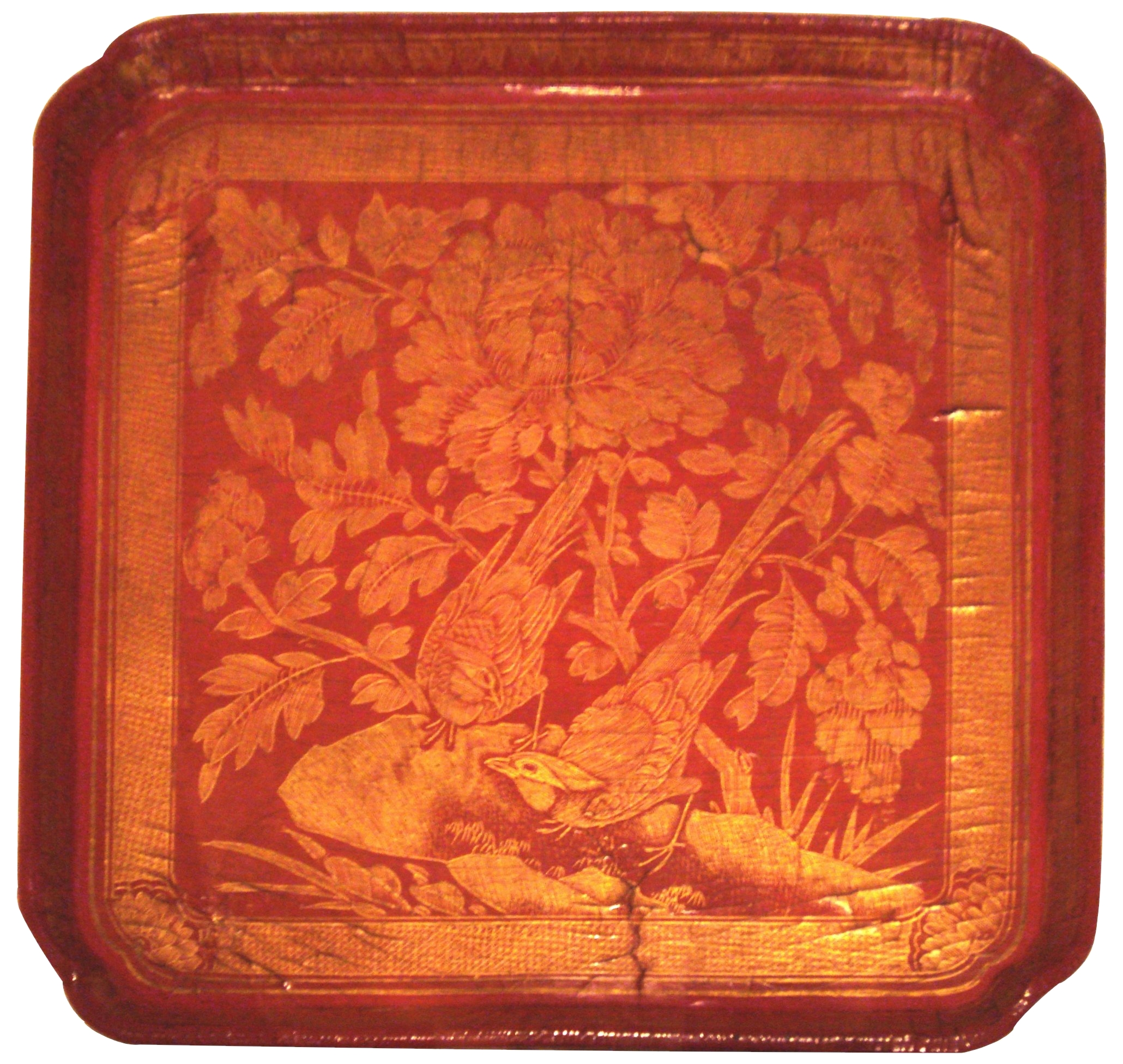
Поднос, покрытый красным лаком и украшенный золотой фольгой с гравировкой, XII — начало XIII столетия, эпоха империи Сун

- Лак: Лак, изготовленный из экстракта лакового дерева, использовался в Китае с эпохи неолита. Самым древним сосудом с лаковым покрытием считается красная деревянная чаша, обнаруженная на неолитической стоянке Гемуду (en:Hemudu culture) в провинции Чжэцзян (5000 — 4500 до н. э.).[16] Майкл Лоуэ считает, что гробы, найденные во многих раскопках начала бронзового века, видимо, были покрыты лаком, покрытие лаком предметов из дерева было общепринятым. Самые ранние хорошо сохранившиеся образцы лаковых изделий дошли до нас из Восточной династии Чжоу (771—256 до н. э.).[17] Однако, Ван Цзуншу с этим не согласен, заявив, что самые старые хорошо сохранившиеся лаковые предметы найдены в 1977 году при раскопках культуры Нижнего Цийджидиана (2000—1600 до н. э.). Эти покрытые красным лаком предметы представляют собой сосуды в форме бронзовых сосудов для вина династии Шан. Ванг считает, что многие предметы эпохи династии Шан (1600—1050 до н. э.), как, например, фрагменты коробок и чашек, были покрытыми лаком, а чёрные предметы, такие, как китайский дракон и таоте имели первый слой лака красного цвета. Королева Фу Хао (умерла ок. 1200 г. до н. э.) была похоронена в лакированном деревянном гробу. Во времена династии Хань (202—220 н. э.) существовало три императорских мастерских, созданных исключительно для целей разработки лаковых предметов. К счастью для историков, лаковые предметы империи Хань помечались расположением мастерской, где они производились, и датой, когда они были сделаны. Например, для кубка, найденного в колонии Хань в северо-западной части Кореи с такой пометкой, сразу стало очевидно, что он был сделан в мастерской вблизи Чэнду, провинция Сычуань, и именно в 55 г. до нашей эры.

- Пластромантия: Самое раннее использование панциря черепах найдено археологами на стоянке Цзяху. Панцири, содержащие небольшие камешки различного размера и цвета, были просверлены небольшими отверстиями и связаны попарно друг с другом. Аналогичные находки были обнаружены в захоронениях культуры Давэнькоу ок. 4000—3000 до н. э., а также в провинциях Хэнань, Сычуань, Шэньси и Цзянсу.[18] Погремушки из панциря черепах по большей части сделаны из панцирей земных черепах, относящихся к виду Cuora flavomarginata. Эти погремушки были обнаружены в большом количестве, 70 штук были обнаружены на стоянке Цзяху, ещё 52 — на стоянке Дадуньцзы культуры Давэнькоу, провинция Шаньдун.[15] Археологи считают, что эти погремушки использовались либо в церемониальных танцах, шаманских средствах исцеления, либо в качестве ритуальной атрибутики для целей предсказания.
- Пароварка: Археологические раскопки показали, что использование пара для приготовления пищи началось с керамических сосудов, известных как пароварка «янь». Янь состояла из двух сосудов: цзэн с перфорированным дном, установленный на горшок или котелок с треножным основанием и верхней крышкой. Самая ранняя пароварка янь, датированная около 5000 г. до н. э., была обнаружена на стоянке Банпо.[19] В нижнем течении Янцзы сосуды цзэн впервые появились в культуре Гемуду (5000—4500 до н. э.) и Лянчжу (3200—2000 до н. э.), они использовались для пропаривания риса. Существуют также пароварки янь, раскопанные на нескольких стоянках Лянчжу, в том числе 3 найдены в Чодуне и Лодуне на юге провинции Цзянсу. Три крупных пароварки янь, относящиеся к культуре Луншань (3000—2000 до н. э.), были обнаружены на стоянке Тяньван в западной части провинции Шаньдун.[20] Изображения различных предметов пищевой техники, в том числе пароварки янь, наносили на бронзовые сосуды в эпоху династии Шан (1600—1050 до н. э.). Они были обнаружены в гробнице Фу Хао, относящейся к XIII веку до н. э.[21]
- Вилка: Вилка использовалась в Китае намного раньше палочек. Костяные вилки были обнаружены археологами в захоронениях культуры Цицзя бронзового века (2400—1900 до н. э.). И только в средние века в Китае начали использовать палочки. Вилки были найдены также в захоронениях эпохи династии Шан (1600—1050 до н. э.) и последующих династий.[22]

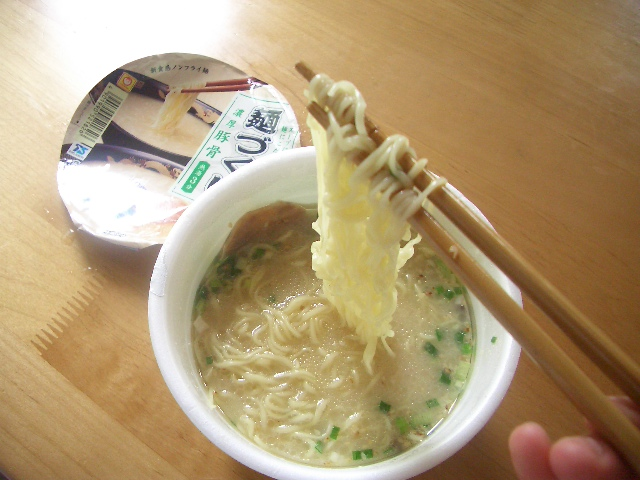
Лапша для Лагмана, похожа на такую же 4 000-летней давности, сделанную из проса, найденного в Лацзя

- Лапша: При проведении археологических раскопок в 2005 году в Лацзя (en:Lajia) археологическая культура Цицзя (2400—1900 до н. э.), была обнаружена лапша 4000-летней давности из проса (вместо традиционной пшеничной муки), сохранившаяся в перевёрнутой глиняной миске, которая изолировала её от окружающих осадочных отложений. Лапша напоминает традиционную современную китайскую лапшу для лагмана, которая делается путём «многократного раскатывания и растяжки теста руками».
- Культивирование проса: Открытие в северной части Китая одомашненных разновидностей проса и чумизы, датированные 8500 г. до н. э. или ранее, свидетельствует о том, что культивирование проса могло предшествовать рису в некоторых частях Азии.[23] Очевидные свидетельства выращивания проса в 6500 г. до н. э. найдены на стоянках Цышань, Пэйлиган и Цзяху.[24] Археологические находки в Цышане представляют собой около 300 ёмкостей для хранения, просо найдено в 80 из них, в общей сложности ёмкость хранилищ проса на стоянке оценивается в 100 тонн зерна. К 4000 г. до н. э. в большинстве районов Яншао использовалась интенсивная форма выращивания чумизы, искусные способы хранения урожая, созданы инструменты для обработки почвы и уборки урожая. Успехи доисторических китайских фермеров в производстве проса до сих пор отражаются в ДНК многих жителей восточной Азии. Исследования показали, что предки этих жителей, вероятно, прибыли в этот район между 30000 и 20000 гг. до н. э., а их генетическая комбинация (гаплотип) по-прежнему содержится в сегодняшнем населении всей восточной Азии.

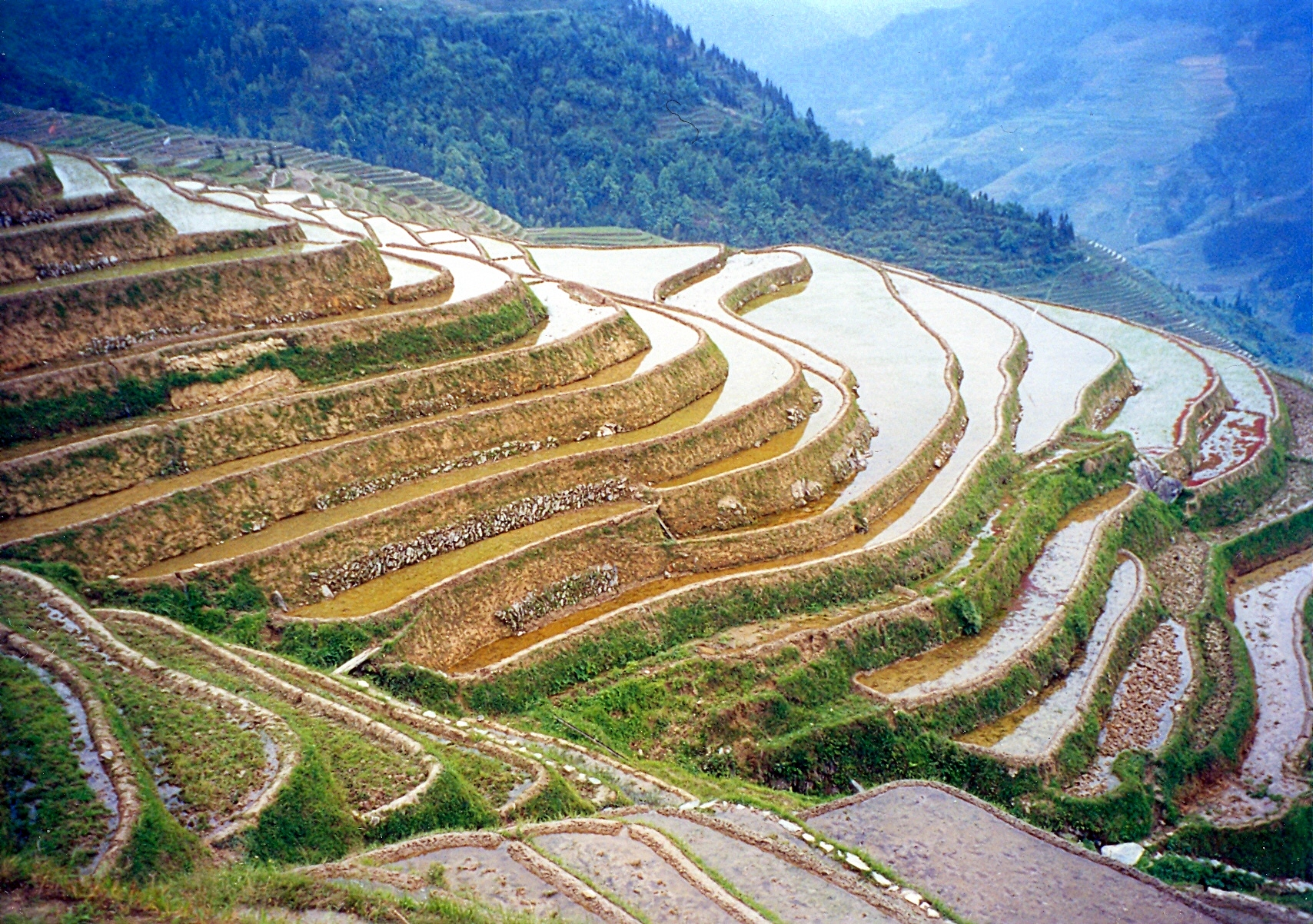
Рисовые террасы в Лунцзи, Гуанси, Китай

- Культивирование риса: В 2002 году китайские и японские учёные сообщили об обнаружении в восточном Китае окаменелого фитолита одомашненного риса, используемого, по-видимому, начиная с 11900 г. до н. э. или ранее. Вместе с тем, данные по фитолиту носят противоречивый характер в связи с потенциальными проблемами загрязнения исследуемых образцов.[25] Доказанные данные свидетельствуют о том, что рис культивировался в долине Янцзы в 7000 г. до н. э. Об этом говорят находки культуры Пенгтушан в Башиданоге, провинция Хунань. К 5000 г. до н. э. рис был одомашнен в культуре Гемуду недалеко от дельты Янцзы и готовился в горшках.[26] Хотя просо оставалось главной культурой в северных районах Китая на протяжении всей истории, со стороны государства были предприняты несколько спорадических попыток ввести культуру риса вокруг залива Бохай в начале I века н. э. В настоящее время рис остаётся основой рациона питания в южных и северо-восточных районах Китая, а также в Корее и Японии.

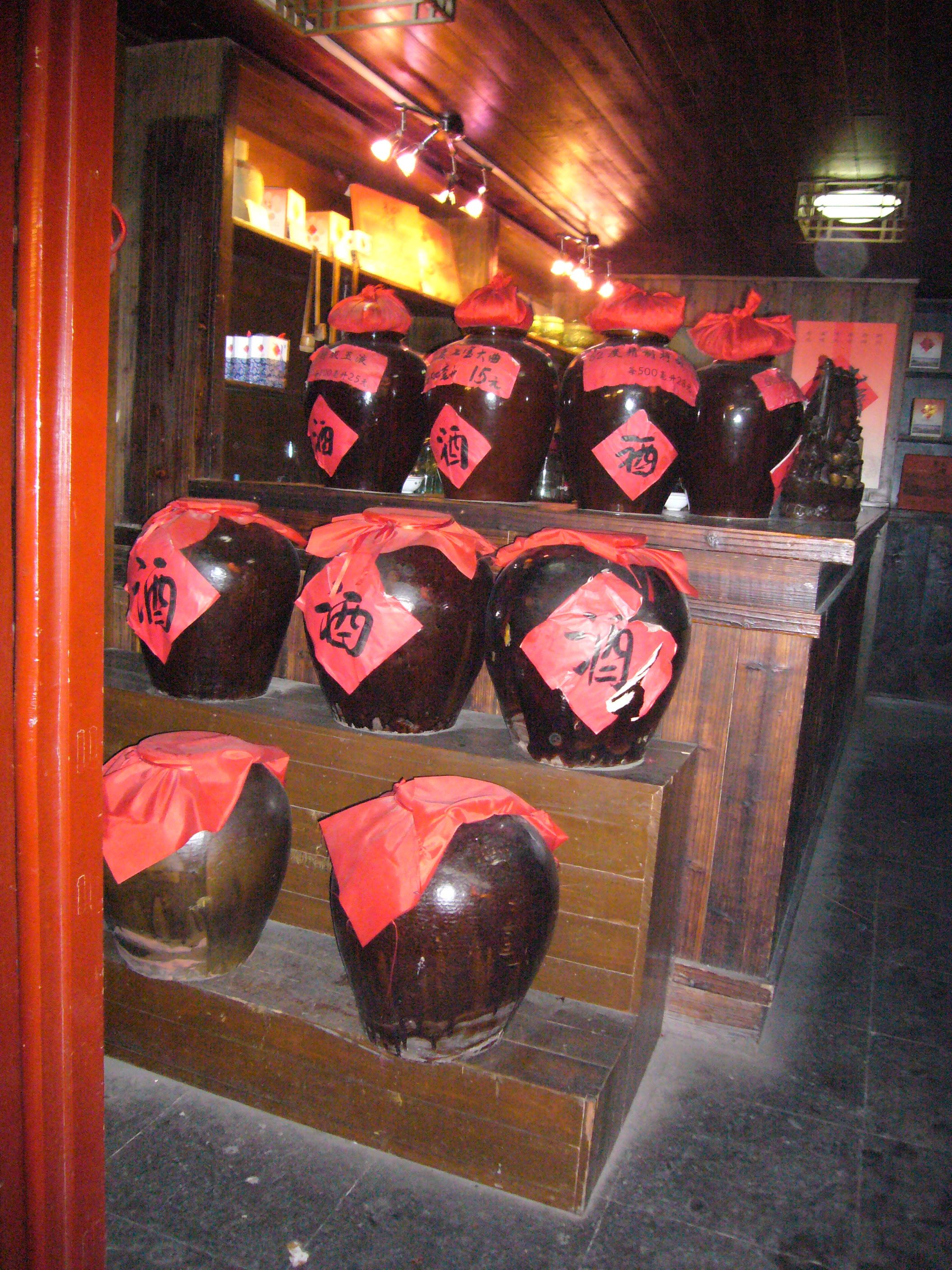
Китайские ёмкости с рисовым вином

- Сброженные напитки: Археологи обнаружили остатки сброженного напитка, сделанного 9000 лет назад, в гончарных кувшинах на неолитической стоянке Цзяху (en:Jiahu), провинция Хэнань.[27] Химические анализы (в том числе газо- и жидкостная хроматография, масс-спектрометрия, ИК-спектрометрия и изотопный анализ) показали наличие сброженного напитка из плодов боярышника и дикого винограда с примесью пчелиного воска, мёда и риса. Травяные вина и фильтрованные сброженные напитки из риса и пшена 5000-летней давности были найдены в запечатанных бронзовых ёмкостях в Шанге и Западном Чжоу. Было установлено, что они содержали особым образом обработанные рис или пшено, с ароматом трав, цветов, и, возможно, смолу деревьев. Химические составы образцов аналогичны современным продуктам, содержащим рис, рисовое вино, виноградное вино, воск, танины, некоторые травяные настойки и боярышник.
- Использование соли: Самое раннее доказанное использование соли имело место на озере Юньчэн, провинция Шаньси, в 6000 г. до н. э.[28] Строго археологически доказанное свидетельство использования соли, датируемое 2000 годом до нашей эры, найдено на раскопках в Чжунба, провинция Чунцин. Исторические записи свидетельствуют о том, что монополия на соль и железо часто составляли основную часть государственного дохода, и это было важно для государственного бюджета до XX века.[29] Трактат о соли и железе, написанный Хуан Куанем в I веке до н. э., касается дискуссии о государственной монополии на производство и распределение соли и железа.
- Сошник треугольной формы: Каменные сошники треугольной формы, датируемые 3500 г. до н. э., найдены на стоянках культуры Мацзябан вокруг озера Тайху. Сошники, датируемые примерно тем же периодом, были также обнаружены на близлежащих стоянках культуры Лянчжу и Мацяо. Дэвид Р. Харрис считает, что это свидетельствует о том, что в это время началось более интенсивное земледелие на полях, защищённых дамбами. Согласно классификации и методике Му Юкана и Сун Чжаолиня, треугольные сошники имеют много разновидностей, отправной точкой для них послужили лопаты из Хэмуду и Лоцзяцзяо, а в середине процесса эволюции был небольшой плуг из Сунцзэ. В плугах в период после культуры Лянчжу использовали тягловых животных.
- Культивирование сои: Выращивание сои началось в восточной части северного Китая около 2000 года до н. э., а возможно, и намного раньше.[30] Лю др. (1997) утверждают, что соя впервые появилась в Китае и была одомашнена около 3500 до нашей эры.[31] В V веке соевые бобы культивировались в большинстве стран восточной Азии, но урожай не выходил за пределы этой области вплоть до XX века. Письменные отчёты о выращивании и использовании соевых бобов в Китае восходит по крайней мере к западной династии Чжоу.

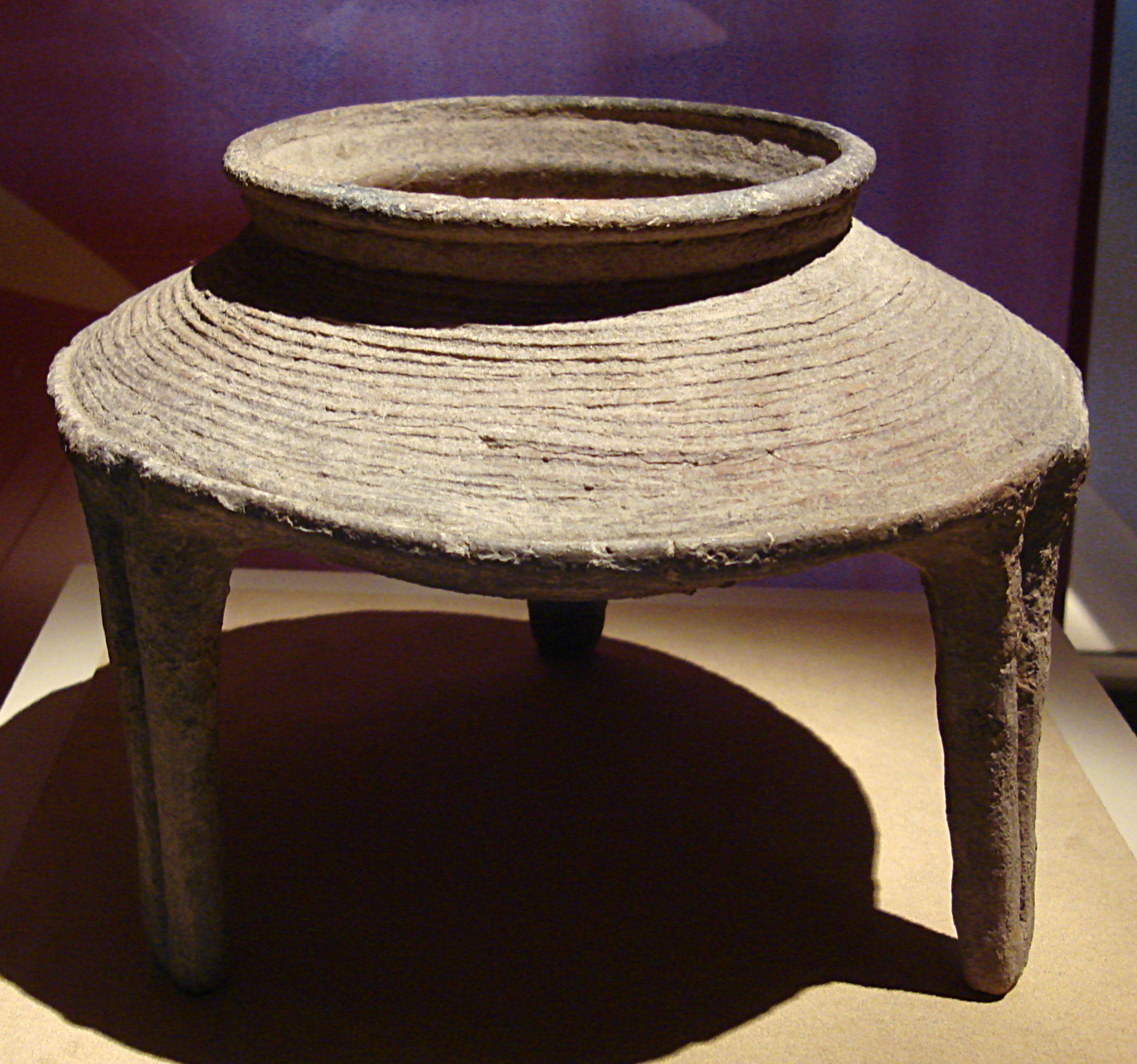
Керамический треножник Дин для приготовления пищи из культуры Яншао, (5000—3000 до н. э.)

- Керамический треножник: Керамические треножники были характерны для северной части Китая начиная с неолитической культуры Пэйлиган и до конца династии Шан (1600—1050 до н. э.).[32] Керамические миски и горшки на трёх ножках обнаружены на нескольких стоянках, относящихся к культуре Пэйлиган (7000 — 5000 до н. э.), в том числе на типовой стоянке этой эпохи Цзяху и стоянках Шуйцюань, Шигу и Бэйган. Треножники использовались как сосуды для приготовления пищи, например, с полыми ножками (ли), с плотными ножками (дин), разливочный кувшин (гуй), все они сделаны с тремя ножками и стоят на земле. За пределами материковой части Китая керамические треножники неолитической эпохи были найдены только на Тайване и в континентальной части Юго-Восточной Азии. Находки треножников на стоянке Бан Као подняло вопрос о связи треножников Юго-Восточной Азии с другими аналогичными предметами материковой части Китая. Птицеобразные керамические треножники, найденные, например, в уезде Хуа провинции Шэньси, и гуй середины и конца культуры Давенкоу (3500 — 2600 до н. э.), возможно, были связаны с мифологической трёхногой птицей или золотой вороной.[33] Самые ранние изображения трёхногой птицы найдены на керамике из культуры Майодигоу (4000 — 3000 до н. э.) в провинции Хэнань, они также упоминаются в Хуайнаньцзы и Ши-цзи.

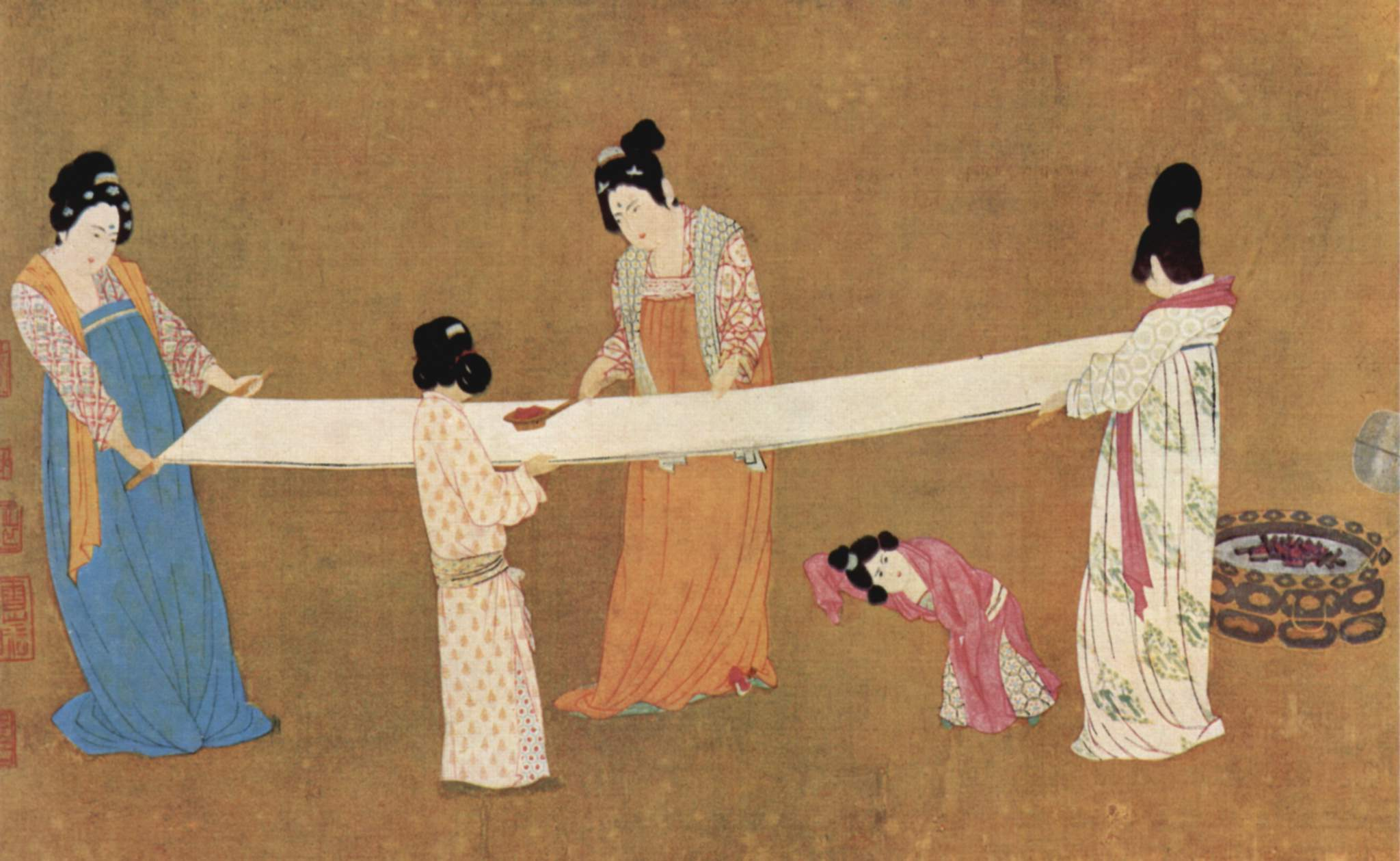
Женщины делают шёлк, начало XII в., рисунок в стиле Чжан Сюань

- Шёлк: Самый древний шёлк в Китае найден в провинции Хэнань. Он относится к периоду неолита и датируется приблизительно 3630 г. до н. э.[34] Шёлковые предметы из раскопок культуры Лянчжу (良渚文化) в провинции Чжэцзян датируются приблизительно 2570 г. до н. э., и включают шёлковые нити, плетёные шёлковые пояса, и кусочки из тканого шёлка. Фрагмент бронзового изделия, найденный около города Аньян и относящийся к эпохе династии Шан (1600—1050 гг. до н. э.), содержит первое известное письменное упоминание о шёлке.

## Династия Шан и после неё
Ниже перечислены в алфавитном порядке изобретения, которые были сделаны в Китае после эпохи неолита, в особенности после эпохи династии Шан (1600—1050 гг. до н. э.).

### А
- Автоматическая дверь, срабатывающая от нажатия ногой: У императора Яна (годы правления 604—617) из династии Суй (581—618) была личная библиотека во дворце в своей столице Чанъане (современный Сиань), состоящая в общей сложности из четырнадцати кабинетов с роскошным убранством и мебелью.[35] В каждом третьем кабинете была квадратная дверь с занавесками и две статуэтки бессмертных святых.[35] В императорской свите была специальная должность: «распылитель аромата». Как только император подходил к любой из этих дверей, этот человек обязан был проходить вперёд и нажимать ногой на привод специального механизма, который не только отодвигал статуэтки бессмертных святых и убирал с пути занавески, но и откидывал створки двери назад и открывал доступ ко всем книжным полкам. Когда император покидал кабинет, привод снова приводился в действие, и всё опять возвращалось к своему закрытому исходному состоянию. Однако, китайцы не первыми изобрели автоматически открывающуюся дверь, она была разработана в I веке Героном Александрийским (10—70 гг. н. э.) и установлена в римском храме. У его двери не было ножного механизма привода, но она работала с помощью паровой энергии.[35]
- Акупунктура: традиционная китайская медицинская практика введения игл в определённые точки тела в лечебных целях и для облегчения боли была впервые упомянута в текстах Хуанди Нэйцзин, составленных на рубеже III—II веков до н. э. (Период Сражающихся царств династии Хань).[36] Самые древние известные иглы для акупунктуры, изготовленные из золота, найдены в гробнице Лю Шенга (ум. 113 до н. э.), датированные периодом Западной Хань (202 до н. э. — 9 н. э.). Самые древние известные резные камни с изображением иглоукалывания были сделаны в эпоху Восточной Хань (25 — 220 н. э.). Самая древняя известная бронзовая статуя манекена для акупунктуры датируется 1027 г., в эпоху империи Сун (960—1279).[37] Иглоукалывания до сих пор используется для лечения педиатрического ночного энуреза, то есть недержания мочи.

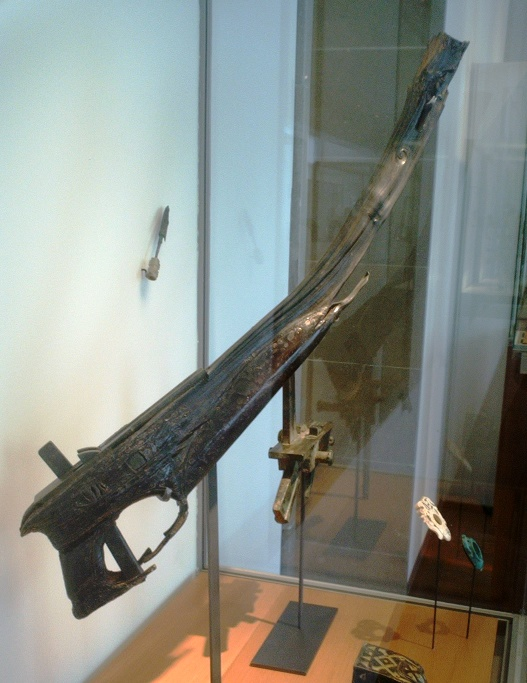
Ручной арбалет со спусковым механизмом II века до н. э. эпохи династии Хань.

- Арбалет ручной: В Китае бронзовые стрелы арбалета, датированные не позднее середины V века до н. э., были обнаружены в захоронении эпохи царства Чу в Юйтайшане, провинция Хубэй.[38] Самые ранние ручные арбалеты с бронзовыми спусковыми устройствами, датированные VI веком до н. э., найдены в гробницах 3 и 12 в столице штата Лу Цюйфу, провинция Шаньдун.[39] Арбалет-репетир (многозарядный арбалет), впервые упомянутый в Записи о Трёх царствах, найден в 1986 г. в гробнице 47 в Циньцзяньцзуй, провинция Хубэй, и датируется IV веком до н. э.[40] Самые ранние текстуальные свидетельства применения арбалета в бою датируются IV веком до н. э. Ручные арбалеты со сложными бронзовыми спуском, найденные в гробнице терракотовой армии императора Цинь Шихуанди (221—210 до н. э.), сходны с последующими образцами династии Хань (202 до н. э.-220 н. э.), но арбалетчики в эпоху династии Хань проходили длительную строевую подготовку, некоторые из них даже формировались в кавалерийские подразделения. Этим писатели той эпохи объясняют успехи массированного арбалетного огня в многочисленных войнах с хунну.
- Армиллярная сфера, с гидравлическим приводом: Гиппарх (190—120 до н. э.) приписывает изобретение армиллярной сферы, как модели небесной сферы, греку Эратосфену (276—194 до н. э.). Однако, китайский астроном Гэн Шоучан эпохи династии Хань (202 до н. э. — 220 н. э.) изобрёл её независимо в Китае в 52 г. до н. э. Затем китайский учёный Чжан Хэн (78 — 139 н. э.) первым использовал энергию для вращения армиллярной сферы посредством целого комплекса сложных механизмов, приводимых в движение водяным колесом. Водяное колесо, в свою очередь, получало энергию от постоянного напора воды в водяных часах; позже он улучшил эту систему путём введения компенсационного бака между резервуаром и приточным сосудом.[41]
- Артемизинин — лекарство против малярии: Противомалярийный медикамент артемизинин найден в лекарственном растении Artemisia annua, которое издревле использовалось в традиционной китайской медицине. Он был обнаружен в 1972 году учёными Китайской Народной Республики во главе с Ту Юю (屠呦呦) и был использован для лечения лекарственно-устойчивых штаммов возбудителя малярии Plasmodium falciparum.[42]
- Археология, каталогизация, эпиграфика: В эпоху империи Сун (960—1279) учёный Оуян Сю (1007—1072) проанализировал древние артефакты с архаическими надписями в бронзе и камне, из которых он сделал коллекцию в виде 400 оттисков. Патриция Эрби пишет, что он стал пионером зарождения эпиграфики.[43] Каогуту (考古图) или «Иллюстрированный каталог исследования древности» (предисловие датировано 1092 г.), составленный Лю Далинем (吕大临) (1046—1092), является одним из старейших известных каталогов для систематического описания и классификации древних артефактов, которые были раскопаны. Он представляет в письменном и иллюстрированном виде 210 бронзовых предметов и 13 предметов из нефрита государственных и частных коллекций, которые датируются от эпохи династии Шан (1600—1050 до н. э.) до династии Хань (202 до н. э. — 220 н. э.). Другим каталогом стал Чун сю Сюаньхэ богуту (重修宣和博古图) или «Пересмотренный иллюстрированный каталог Сюаньхэ глубокого изучения древностей», составленный с 1111 по 1125 г. по заказу императора Хуэйцзун (правил в 1100—1125 гг.) и содержащий рисунки и оттиски около 840 сосудов.[44] Этот каталог подверг критике Хун Май (洪迈) (1123—1202), который обнаружил, что описания некоторых древних сосудов, датированные эпохой династии Хань, были сделаны неверно, когда он сравнил их с фактическими образцами, полученными им для исследования. Учёные эпохи Сун разработали формальную систему датирования этих артефактов, изучая надписи на них, декоративные мотивы стилей и физические формы. Чжао Минчэн (赵明诚) (1081—1129) подчеркнул важность использования древних надписей для целей исправления неточностей и ошибок в более поздних текстах, обсуждающих исторические события, например, даты, географические места исторических событий, родословные и официальные титулы.[45] Древние надписи на сосудах были также использованы для возрождения древних ритуалов и использования в церемониях. Но, например, Шэнь Ко (1031—1095) не акцентировал внимание на возрождении древних ритуалов, а был более заинтересован в открытии древних технологий производства и применения. В отличие от многих своих коллег, которые считали эти изделия древними ритуальными сосудами для старых мудрецов, Шэнь Ко утверждал, что они были всего лишь продуктами древних мастеров, сделанными в своё время. Он также включил изучение древних реликвий в список междисциплинарных дисциплин, наряду с музыкой, математикой и оптикой. Шэнь Ко изучил резные рельефы из гробницы Чжувэй и пришёл к выводу о том, что они изображают одежду эпохи династии Хань. Он также раскопал геодезический инструмент в саду Цзянсу, который, как утверждает Джозеф Нидэм, был посохом Якова.[46] Брюс Триггер пишет, что интерес к исследованиям древних надписей и артефактов ослабел после эпохи империи Сун, но они были возрождены в начале династии Цин (1644—1912) такими учёными, как Гу Яньу (1613—1682) и Янь Жоцзюй (1636—1704).[44]

### Б

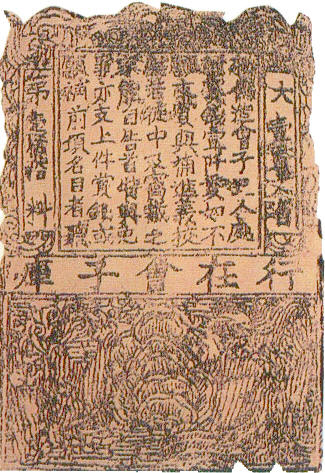
Банкнота хуэйцзи, напечатанная в 1160 г.

- Банкнота: Бумажные деньги впервые появились в Китае. Их истоки восходят к торговым квитанциям в эпоху династии Тан (618—907), которые предпочитали купцы и торговцы, чтобы не иметь дело с большим количеством медных монет при крупных коммерческих сделках.[47] В эпоху империи Сун (960—1279) центральное правительство применило эту систему для монополизации производства соли, а также из-за дефицита меди: многие шахты закрылись, огромный отток медных денег из империи происходил в Японию, Юго-Восточную Азию, Западную Ся и в Ляо. Это побудило империю Сун в начале XII века наряду с медными выпустить государственные бумажные деньги, чтобы облегчить положение государственного монетного двора и снизить стоимость меди. В начале XI века правительство уполномочило шестнадцать частных банков в провинции Сычуань в печатании купюр, но в 1023 г. оно конфисковало эти предприятия и создало ведомство по надзору за производством банкнот.[48] Первые бумажные деньги имели ограниченный район хождения и не должны были применяться за его пределами, но как только они получили гарантию золотом и серебром из государственных резервов, правительство инициировало выпуск общегосударственных банкнот. Это произошло между 1265 и 1274 годами. Одновременно существовавшее государство династии Цзинь также печатало бумажные банкноты по крайней мере с 1214 года.[49]
- Бомба из чугуна: Первые сообщения о бомбах с чугунной оболочкой и с пороховой начинкой (в отличие от применявшихся ранее бомбах с другими оболочками) зафиксированы в Китае в XIII веке.[50] Термин связан с переполохом (то есть появилась «громоподобная катастрофическая бомба») в эпоху династия Цзинь (1115—1234) во время морской битвы 1231 г. с монголами, хотя в письменном сообщении нет точного указания, что бомбы были из чугуна. В Истории Цзинь 《金史 (составлена в 1345) сообщается, что в 1232 г., когда монгольский полководец Субэдэй (1176—1248) напал на крепость Кайфэн, защитники применили «громоподобную катастрофическую бомбу»), которая «состоит из пороха, помещённого в железную оболочку… когда подожгли фитиль (и реактивный снаряд выстрелил), был большой шум от взрыва, подобно грому, который был слышен на сотни ли, растительность вокруг была выжжена на расстоянии более половины моу. Даже стальные доспехи были пробиты.» Государственный деятель империи Сун (960—1279) Ли Цзанбо в 1257 г. писал, что арсеналы должны иметь в наличии несколько сот тысяч бомб из стальной оболочки. Когда он был в Цзинчжоу, там производилось от тысячи до двух тысяч штук в месяц для отправки в Сянян и Инчжоу. Значение этой информации, как указывает Джозеф Нидэм, состоит в понимании того, что «была разработана высоконитратная пороховая смесь, поскольку только такая смесь может разорвать стальную оболочку.»[51]

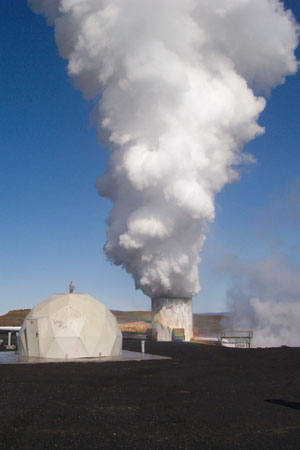
Современная геотермальная скважина; китайцы бурили скважины с эпохи династии Хань (202 до н. э.—220 н. э.) для добычи природного газа, используемого для кипячения рапы при производстве соли.

- Буровая скважина: По крайней мере, в эпоху династии Хань (202 до н. э.—220 н. э.) китайцы бурили глубокие скважины для разработки месторождений и для других целей. Например, они использовали буровые вышки для поднятия жидкого рассола на поверхность по бамбуковым трубопроводам, что привело к появлению дистилляционных печей (их, как считает Майкл Леви, нагревали природным газом), в которых производилась соль. Сцены этого процесса изображены на кирпичном рельефе гробницы Хан в провинции Сычуань. Леви считает, что скважины достигали глубины 600 м.[52] К. С. Том так описывает процесс бурения: «Китайский метод глубокого бурения использовал группу мужчин, которые прыгали по брусу бурового долота, в то время как буровой инструмент вращался буйволами и быками».[53] Этот же метод использовался для добычи нефти в Калифорнии в 1860-е годы (процесс называли «пинать ногами вниз»).[53] Бронзовое литейное производство эпохи Западной династии Хань, обнаруженное в Синлуне, провинция Хэбэй, располагалось рядом с шахтными стволами, построенными для добычи меди, которую нужно смешивать с оловом для производства бронзы. Эти шахты достигали глубины 100 м и имели просторные штреки. Стволы и штреки оснащались крепежом, лестницами и стальным инструментом.[54][55]

### В

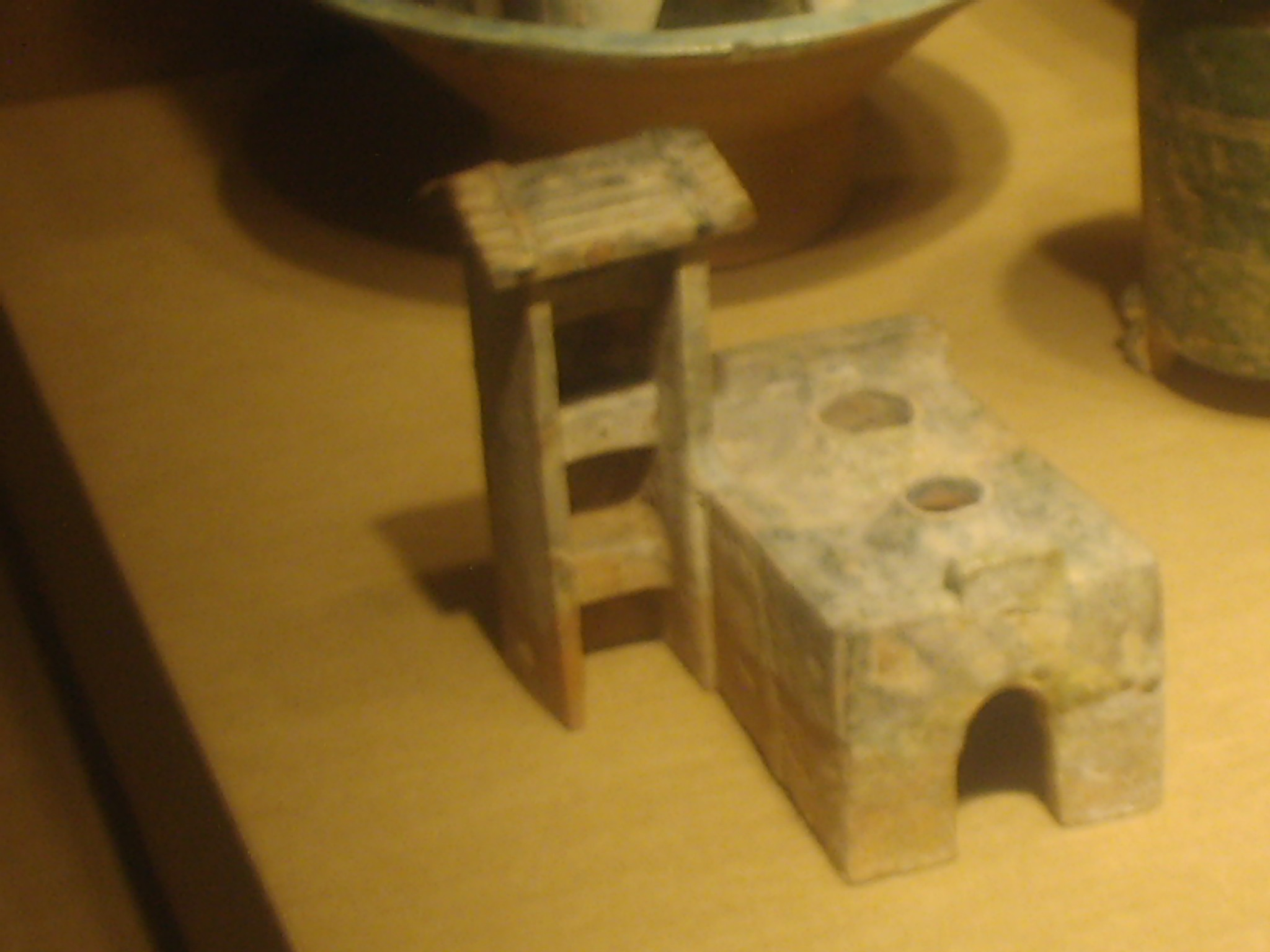
Глиняная модель печного горна эпохи Восточной династии Хань (25-220 н. э.); китайцы использовали вагранку с древних времён.

- Вагранка: Винсент Пиготт утверждает, что вагранка существовала в Китае по крайней мере с периода Сражающихся царств (403—221 до н. э.),[56] а Дональд Вагнер пишет, что, хотя железную руду, расплавленную в доменной печи, можно сразу разлить по изложницам, большинство, если не всё железо, выплавляемое в доменных печах в эпоху династии Хань (202 до н. э.—220 н. э.), переплавлялось ещё раз в вагранках. Они были сконструированы так, что холодный воздух поддувался в нижней части печи, проходил по фурмам верхней части, куда поступала загрузка (древесный уголь и металлолом или чугунные чушки), и становился горячим при достижении нижней части печи, где железо плавилось, а затем сливалось в специальные пресс-формы.[57] Пиготт утверждает, что даже в современных вагранках иногда при подаче кислорода выше нормы происходит обезуглероживание, и в результате в печи может получиться низкоуглеродистая сталь, похожая на ковкий чугун из сыродутной печи. Хотя древние китайцы производили ковкий чугун (без сомнения в вагранках) примерно с V в. до н. э., а чугун у них появился в самом конце периода Весны и Осени (722—481 до н. э.), не существует прямых доказательств того, что сыродутные печи когда-либо существовали в Китае.[58]
- Вентилятор: Вращающийся вентилятор с ручным приводом для целей кондиционирования воздуха изобрёл в эпоху династии Хань (202 до н. э.—220 г. н. э.) искусный мастер и инженер Дин Хуан (род. 180 г. н. э.). Кондиционер имел семь колёс диаметром 3 м. В VIII в., в эпоху династии Тан (618—907), при кондиционировании воздуха китайцы использовали для вращения колёс вентилятора гидравлическую энергию. Ещё большее распространение вращающийся вентилятор получил в эпоху династии Сун (960—1279).[59][60] Первый вращающийся вентилятор в Европе появился в XVI веке и использовался для вентиляции шахт, о чём свидетельствует Георгий Агрикола (1494—1555).[61]

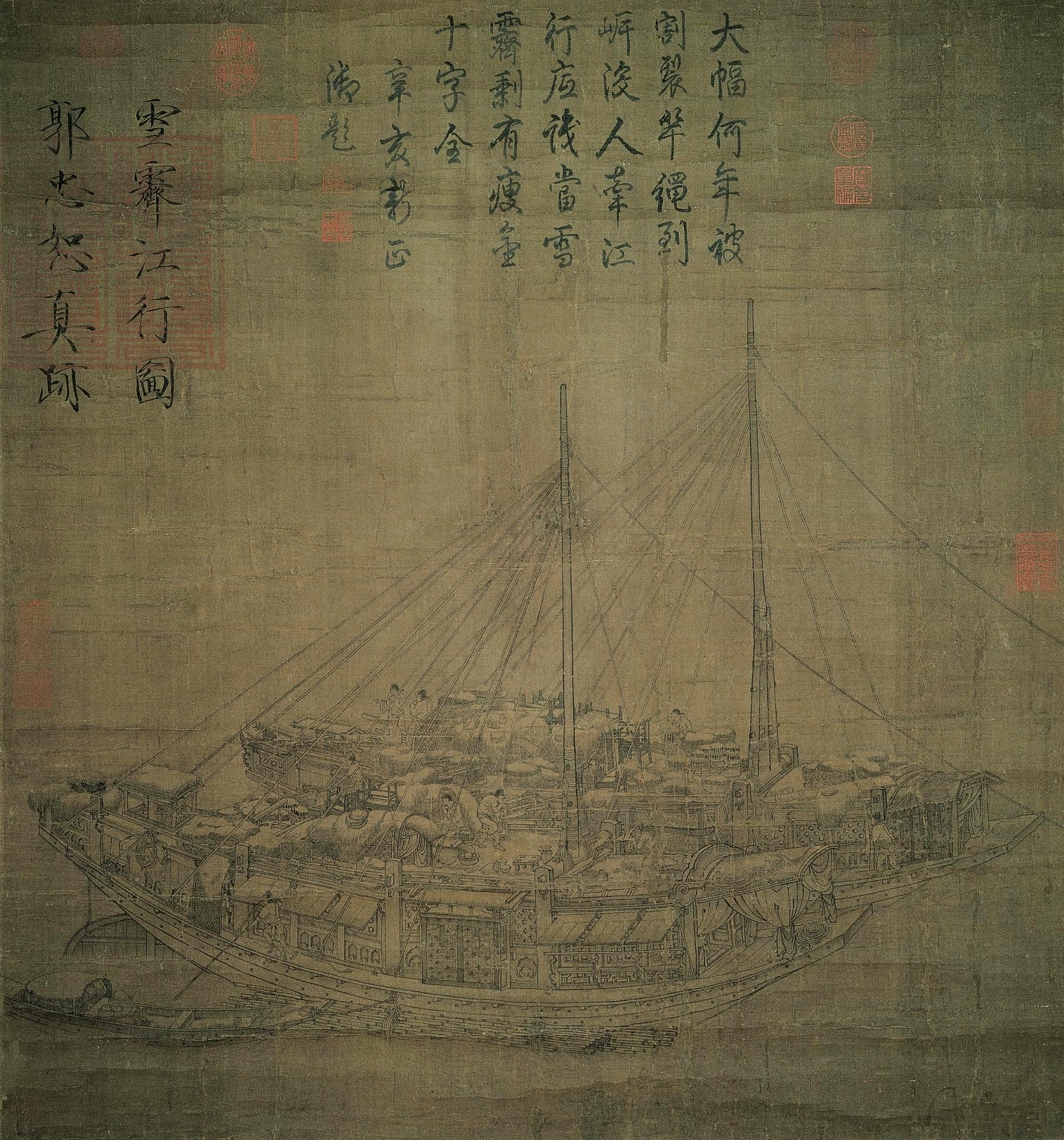
Картина на шёлке эпохи династии Сун, изображающая две китайских джонки в сопровождении малых судов; обратите внимание на большой вертикальный кормовой руль судна на заднем плане.

- Вертикальный кормовой руль: Лоуренс Мотт, который считает рулевое весло тоже судовым рулём, заявляет о том, что использование кормового руля в древнем Египте восходит к VI династии (2350—2200 до н. э.).[62] Мотт утверждает, что методы крепления судовых рулей в арабском, китайском и европейском мире отличаются друг от друга, заставляя его сомневаться в распространении китайской системы крепления, основанной на применении муфты и зажима или на полиспасте (в отличие от европейской конструкции, основанной на вертикальной оси со штифтом, изобретённой ок. 1180 г. н. э.).[62][63] Что касается определения Мотта о рулевом весле, то Джозеф Нидэм, Ричард Лефевр де Нёттес, К. С. Том, Чунг Чи Кит, С. А. М. Адшед, Пол Джонстон и Син Мак-Грейл считают, что рулевое весло не является рулём. Рулевое весло создаёт препятствия в управлении парусами (ограничивая потенциал для длительных океанских плаваний), поэтому оно больше подходит для небольших судов, их ставили на узком быстроходном водном транспорте. Руль не мешает управлению парусами, требует меньше затрат энергии со стороны рулевого, лучше подходят для больших судов, плавающих на большие расстояния. Впервые он появился в Китае.[63][64][65][66] Лео Блок пишет об использовании рулевого весла в античном мире Средиземноморья (особенно в отношении финикийцев, 1550—300 до н. э.): «Парус стремится развернуть судно в подветренном или наветренном направлении, и руль необходим для сохранения прямого курса. В то время использовалось рулевое весло, потому что руль ещё не был изобретён. При наличии одного паруса требуются частые движения рулевого весла, чтобы поддерживать прямой курс. Это замедляет судно, поскольку рулевое весло, корректируя курс, действует как помеха.»[67] Самыми древними изображением руля на корме судна, не являвшемся рулевым веслом, являются несколько керамических моделей китайских судов, сделанных в эпоху обеих стран Западной и Восточной династии Хань (202 до н. э.—220 г. н. э.).[68][69][70] По данным учёных Чжан Цзуньяня и Вассилиоса Христидиса, имеются исторические свидетельства того, что осевой кормовой руль существовал в Китае в I веке до нашей эры,[71] Ган Дэн утверждает, что первое упоминание было сделано в трактате Хуайнань-цзы во II в. до н. э.[70] а К. С. Том пишет, что первая чёткая ссылка датируется V веком нашей эры. Однако, К. С. Том говорит, что все китайские керамические модели судов до модели из гробницы в Гуанчжоу, показывают рулевое весло вместо руля, что является сильным аргументом в пользу изобретения руля только в I веке нашей эры.[72] Жак Гернет утверждает, что хотя китайцы изобрели руль в I веке н. э., он не полностью крепился к ахтерштевню судов до конца IV века.[73] Конструкция джонки с переборками, которая появилась примерно в то же время, что и руль, обеспечивала необходимые компоненты для вертикального осевого навесного руля. Дэн отмечает, что в модели из империи Восточная Хань (25—220) отчётливо видно, что руль находился в отдельной кабине, тем самым можно предположить, что профессия рулевого уже стала самостоятельной.[70] Том и Дэн заявить, что после изобретения сбалансированного руля, поворачивающегося вокруг оси, следующей китайской инновацией эпохи династии Сун (960—1279) стал перфорированный руль, со специально сделанными проколами и отверстиями, пробурёнными алмазами. Согласно Тому, они делали руль «легче управляемым, уменьшали сопротивление турбулентности, не влияя на эффективность и создавая гидродинамический звук».[70][74]
- Ветрогенератор с магнитной левитацией: В 2006 году на выставке «Ветроэнергетика Азии» в Пекине был представлен новый тип ветрогенератора с использованием магнитной подушки. Главным научным разработчиком нового ветрогенератора является Ли Гокунь, разработку выполнил в сотрудничестве с исследовательским институтом энергетики Академии наук Китая в Гуанчжоу и энергетической технологической компанией Чжункэ Хэнюань, базирующейся в Гуанчжоу. Ли Гокунь утверждает, что для традиционных ветрогенераторов требуется высокая начальная скорость ветра из-за трения в подшипниках. Генератор на новых подшипниках, основанных на принципе магнитной левитации, работает практически без трения, ему достаточно начальной скорости ветра 1,5 м/сек (или 5 км/час). Как ожидается, новый генератор позволит сократить эксплуатационные расходы ветряных электростанций вдвое, то есть полная стоимость вырабатываемой на нём электроэнергии составит около 0,4 китайского юаня за киловатт-час.[75][76]
- Веялка: Одновременно с вентилятором для кондиционирования воздуха, изобретённого Дин Хуаном (род. 180 г. н. э.) в эпоху династии Хань (202 BC—220 г. н. э.), была изготовлена керамическая модель вращающегося ветродуйного вентилятора с кривошипным механизмом, используемого в веялке для отделения зерна от мякины.[77][78] Ветродуйный вентилятор впервые описал Ян Шигу (581—645) в эпоху династии Тан (618—907) в своих комментариях к словарю Цзицзиупянь, написанном Ши Ю в 40 г. до н. э. Он был также упомянут примерно в 1060 г. в стихотворении поэта Мэй Яочэня эпохи династии Сун (960—1279).[79] Самый ранний пример веялки со вращающимся вентилятором известен по книге о сельском хозяйстве, опубликованной в 1313 году Ван Чжэнем (1290—1333).[80]
- Визитная карточка
- Винная горка с хранителем вина: В начале VIII века (эпоха династии Тан (618—907)) некий инженер создал сложное железное сооружение для вина в виде горки высотой 0.9 м, установленной на лакированных деревянных черепахах.[81] С этой горки вино стекало в чашу, которая после наполнения сама опрокидывалась и выливалась в винное озеро. Гидравлический насос перекачивал вино обратно в резервуар, скрытый в горе, ёмкость которого была более 15 литров. С южной стороны горки сидел дракон, из открытой пасти которого вино извергалось в бокал, поставленный на большой металлический поднос в форме листа лотоса. Когда бокал наполнялся на три четверти, дракон делал паузу и переставал извергать вино, в это время гость должен был выпить бокал и поставить его обратно на лотос. Если пьющий был нерасторопный и ставил бокал с опозданием, двери крошечного павильона на вершине горы автоматически открывались и оттуда появлялся грозный хранитель вина в шапке и халате, с летучей мышью в руке, который укоризненно смотрел на медлительного пьяницу. Как только гость возвращал бокал на лотос, хранитель вина исчезал, а двери за ним закрывались.
- Висячий мост на стальных цепях: Хотя есть свидетельства того, что многие ранние культуры использовали висячие мосты на канатах, первое письменное свидетельство существования моста, подвешенного на железных цепях, известно из местной истории и топографии провинции Юньнань, написанной в XV веке, в котором описывается ремонт моста на железных цепях во время правления императора Чжу Ди (правил 1402—1424). Вызывает сомнение утверждение, относящееся к эпохе династии Мин (1368—1644) о том, что подвесные мосты на железных цепях существовали в Китае со времён династии Хань, но очевидное их существования в XV века предшествует их появлению в других местах.[82] К. С. Том тоже упоминает об этом же ремонте подвесного моста, описанного Нидэмом, но добавляет, что недавние исследования выявили наличие документа, в котором перечислены имена тех, кто якобы построил подвесной мост на железных цепях в провинции Юньнань около 600 года н. э.[83]

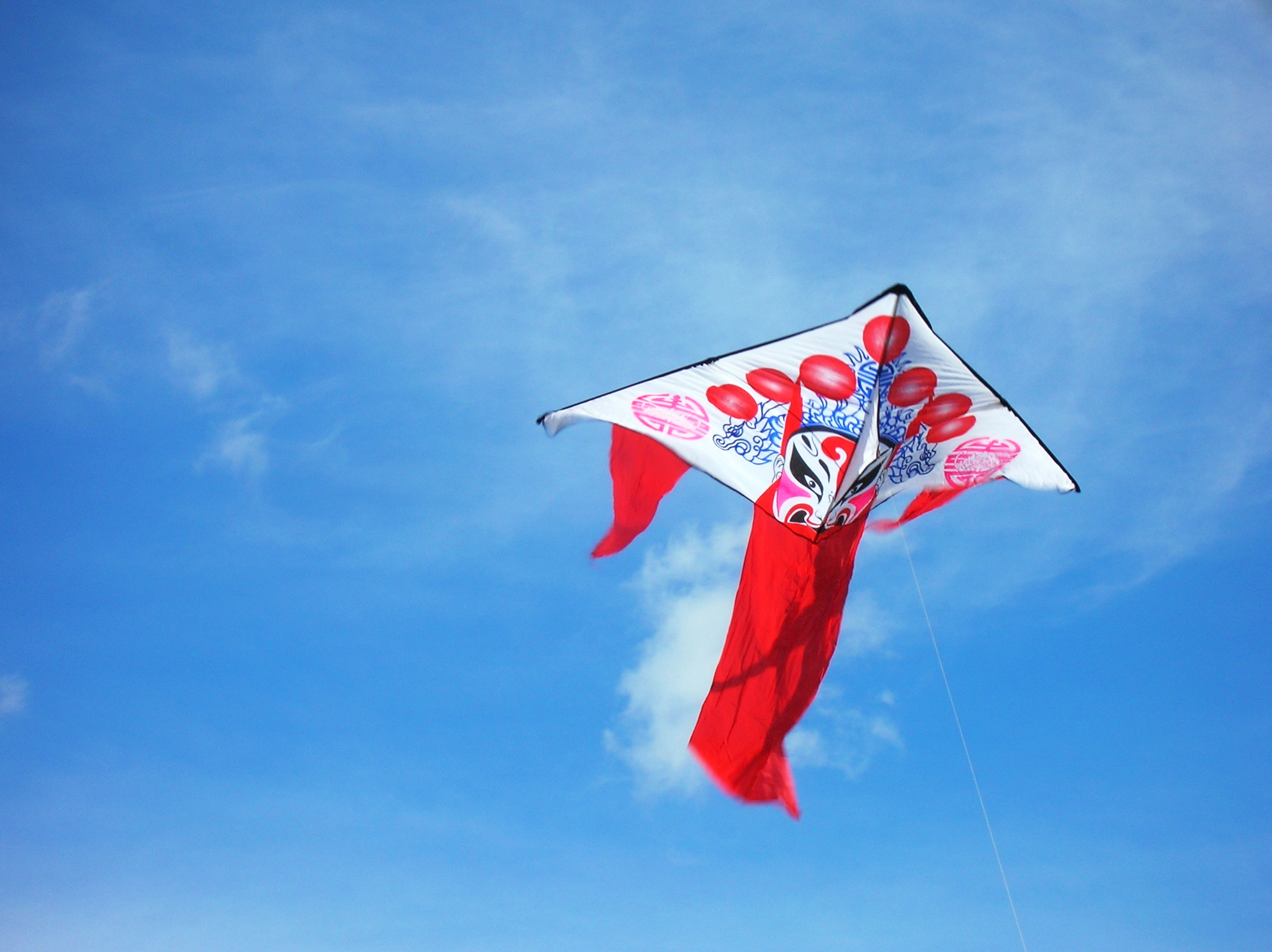
Китайский воздушный змей в полёте.

- Воздушный змей: Как написал Мо-цзы, в V в. до н. э. философ, ремесленник и инженер Лу Бань из государства Лу создал деревянную птицу, которая летала в воздухе в течение трёх дней подобно коршуну. Есть письменные свидетельства того, что воздушные змеи использовались для подачи сигнала опасности, когда город Нанкин был осаждён Хоу Цзином (ум. в 552) в эпоху императора У-ди (правил 502—549), а также в качестве военной сигнализации в эпоху династии Тан (618—907) и династия Цзинь (1115—1234). Как развлечение, запуск воздушных змеев можно увидеть на фресках в росписи города Дуньхуан, датированные эпохой династии Северная Вэй (386—534), а описание аналогичного времяпрепровождения есть в текстах эпохи империи Сун (960—1279) и империя Мин (1368—1644).[84]
- «Волшебное зеркало»: Около 800 г. н. э., в эпоху династии Тан (618—907), вышла книга Свидетели древних зеркал, описывающая методы изготовления удивительных бронзовых зеркал, украшенных на обратной стороне рисунками и письменными знакам. Если осветить переднюю, полированную сторону зеркала ярким светом, то в отражении на близко расположенной поверхности можно увидеть рисунок, нанесённый на обратной стороне. Благодаря этому кажущемуся эффекту прозрачности такие зеркала китайцы называли «зеркалами с проникновением света».[85] К сожалению, эта книга по прошествии веков была утеряна, но волшебные зеркала были описаны в книге «Записки о ручье снов» китайского учёного Шэнь Ко (1031—1095), который владел тремя такими зеркалами как семейными реликвиями.[86] Каким образом твёрдый металл становится прозрачным? Шэнь Ко объясняет этот парадокс применением особого метода закалки с целью создания специальных трещинок в виде рисунка на лицевой стороне зеркала, которые настолько малы, что не замечаются глазом. Хотя его объяснение о применении разной скорости охлаждения было неверным, он был прав, полагая, что поверхность содержит микроскопические дефекты, которые невооружённым глазом не видны. Эти зеркала не всегда имели свойство прозрачности, в частности, среди тех, которые были исследованы Уильямом Брэггом в 1932 г. (после целого столетия озадаченности западных учёных). Роберт Темпл описывает их устройство так: «Изготовление зеркала начиналось с отливки плоской заготовки, на обратной стороне которой наносился рисунок путём выскабливания и выцарапывания. Лицевая поверхность полировалась до блеска. Нажатия, сделанные при нанесении рисунка, создавали тончайшие дефекты лицевой поверхности выпуклостями наружу, и эти линии становились более выпуклыми, чем остальные места. На заключительном этапе на лицевую поверхность наносилась ртутная амальгама, что создавало дополнительные напряжения и коробления в нужных местах. Результатом было то, что дефекты зеркальной поверхности соответствовали узору на обратной стороне, но они были настолько малы, что их невозможно было увидеть. Когда же зеркало отражало яркий солнечный свет на стену, изображение получалось увеличенным, возникал эффект воспроизведения рисунка, как если бы свет проходил через твёрдую бронзу»[86].
- Высокоалкогольное пиво: обычное пиво в древнем мире, от Вавилона до Древнего Египта, содержало алкоголь от 4 % до 5 %, никакое пиво на Западе не достигало содержания спирта выше 11 %, вплоть до XII века, когда в Италии появился дистиллированный алкоголь.[87] В Китае в эпоху династии Шан (1600—1050 до н. э.) тоже употреблялось обычное пиво, которое даже упоминается в надписях на гадательных костях как подарок духам во время жертвоприношений. Роберт Темпл пишет: «Основная проблема с обычным пивом заключается в том, что крахмал в зерне не может подвергнуться ферментации. Тысячи лет назад было обнаружено, что проросшие зёрна содержат вещество (фермент, в настоящее время известен как амилаза), которое превращает крахмал зерна в сахар, который затем может подвергнуться ферментации. Это является основой древнего пива в мире.»[88] Тем не менее, около 1000 г. до н. э. китайцы создали алкогольный напиток, который был крепче 11 %, новый напиток, который упомянут в поэзии династии Чжоу (1050—256 до н. э.) Новый процесс, названный сяо ми цзю (小米酒), Темпл описывает так: «Слегка проваренные зёрна пшеницы (иногда проса) смешиваются с землёй, и эта смесь должна покрыться плесенью. Эта плесень производит фермент амилазы более эффективно, чем пророщённые зёрна. Полученную смесь из плесени и дрожжей китайцы затем смешивали с отваренным в воде зерном, в результате чего получается пиво. Амилаза расщепляет крахмал в сахар, а дрожжи ферментируют его в спирт.» Китайцы обнаружили, что добавление отваренного в воде зерна во время брожения увеличивает содержание алкоголя. Позже этот же процесс японцы стали использовать при изготовлении саке или нихонсю (日本酒).

### Г

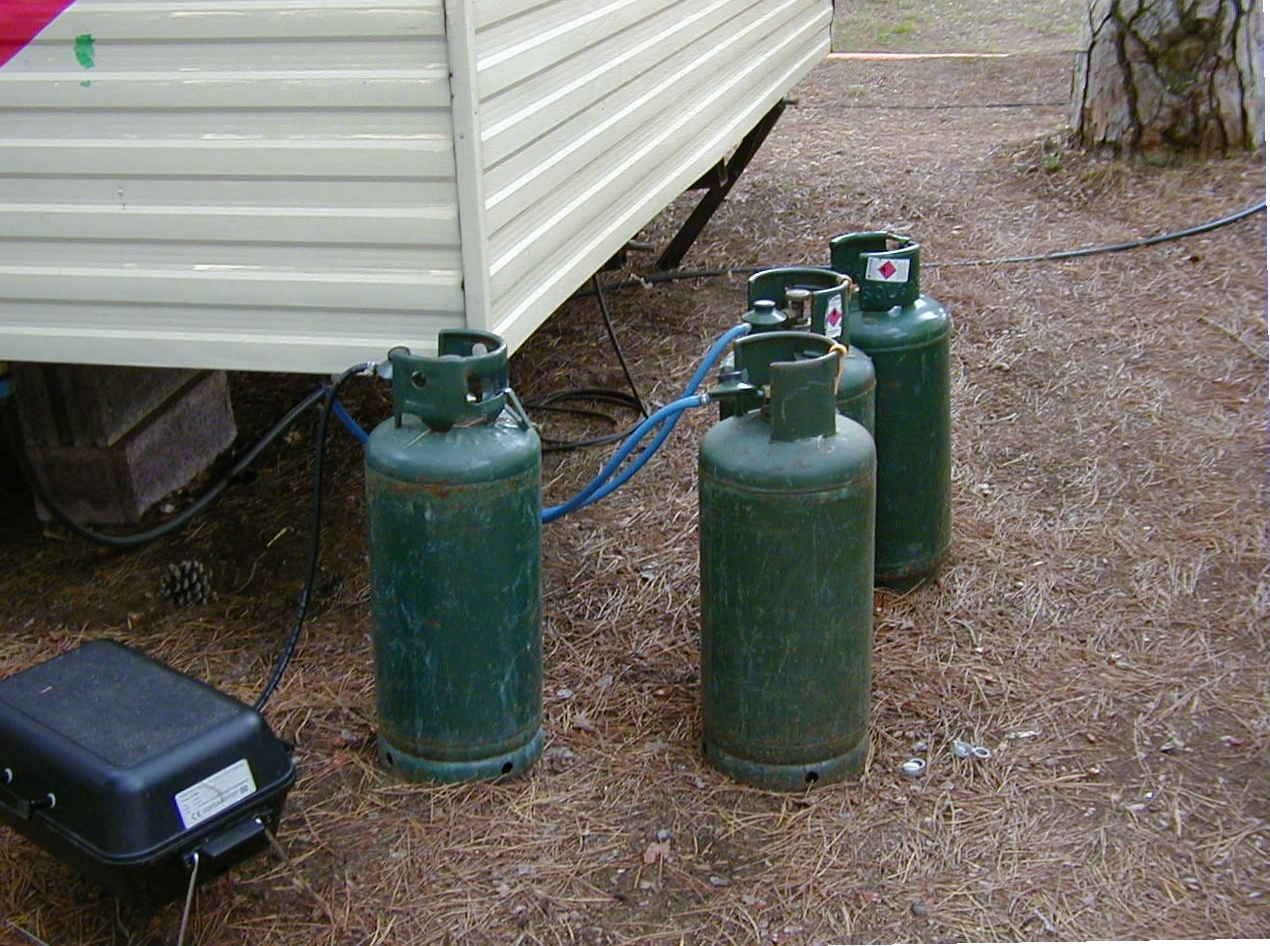
Современные газовые баллоны; китайцы использовали бамбуковые прототипы по крайней мере в эпоху династии Тан (618—907).

- Газовый баллон: Китайцы использовали бамбуковые трубопроводы в эпоху династии Хань (202 до н. э.—220 н. э.) для транспортировки природного газа от скважин к печам, на которых в чугунных котлах кипел рассол и выпаривалась соль.[89] В справочнике X века эпохи династии Тан (618—907) говорится, что «огненный родник» в Линьцюне (в современном Сычуане) достиг глубины 182 метров и извергает пламя вверх. В нём также сообщается, что люди используют газ из этого «огненного родника» для заполнения небольших труб, которые развозятся вокруг на расстояние свыше 100 ли (десятки км) и при этом продолжают гореть. Р. Темпл считает, что для этого использовался специальный трубопроводный кран.[90] В справочнике XVII—XVIII в. эпохи династии Цин (1644—1912) говорится, что кожаную ёмкость можно заполнить природным газом, проколоть в ней отверстие, поджечь и сразу возникнет тепло и свет.[91] В книге 980 г. эпохи династии Сун (960—1279) записано об использовании нефти (китайцы называли её «каменным лаком») в переносных бамбуковых трубах, которые можно использовать для освещения в ночное время «точно также, как обычно люди несут факелы». В книге XVI века эпохи династии Мин (1368—1644) также говорится, что нефть использовалась в качестве топлива для ламп, которые могут заменять свечи.[90]
- Гибрид риса: Группа сельскохозяйственных учёных, возглавляемая Юань Лунпином (р. 1930), вывела в 1973 году новый сорт риса, названный гибридным рисом, который позволяет выращивать до 12 т риса на гектар. Гибридный рис оказался значительно эффективнее в тех регионах, где мало пахотных земель, и был принят к применению рядом азиатских и африканских стран.[92]

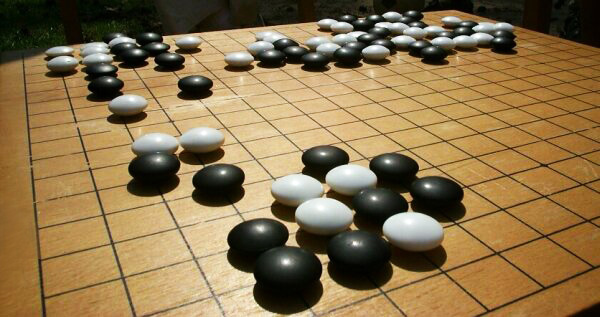
Настольная игра «го»

- Го — настольная игра (по-китайски вэйци): Хотя древняя китайская легенда (возможно, появившаяся в эпоху династии Хань) гласит, что мифологический правитель Яо спустился на землю с небес около 2200 до н. э. и принёс с собой доску и камешки для игры «го», из литературы известно, что доска для игры «го» существовала по крайней мере с X века до н. э. в эпоху династии Чжоу (ок. 1050—256 до н. э.) и даже упоминается в записках философов Конфуция (551—479 до н. э.) и Мэн-цзы (371—289 до н. э.), хотя оба последних имели о ней негативное мнение.[93][94]

### Д

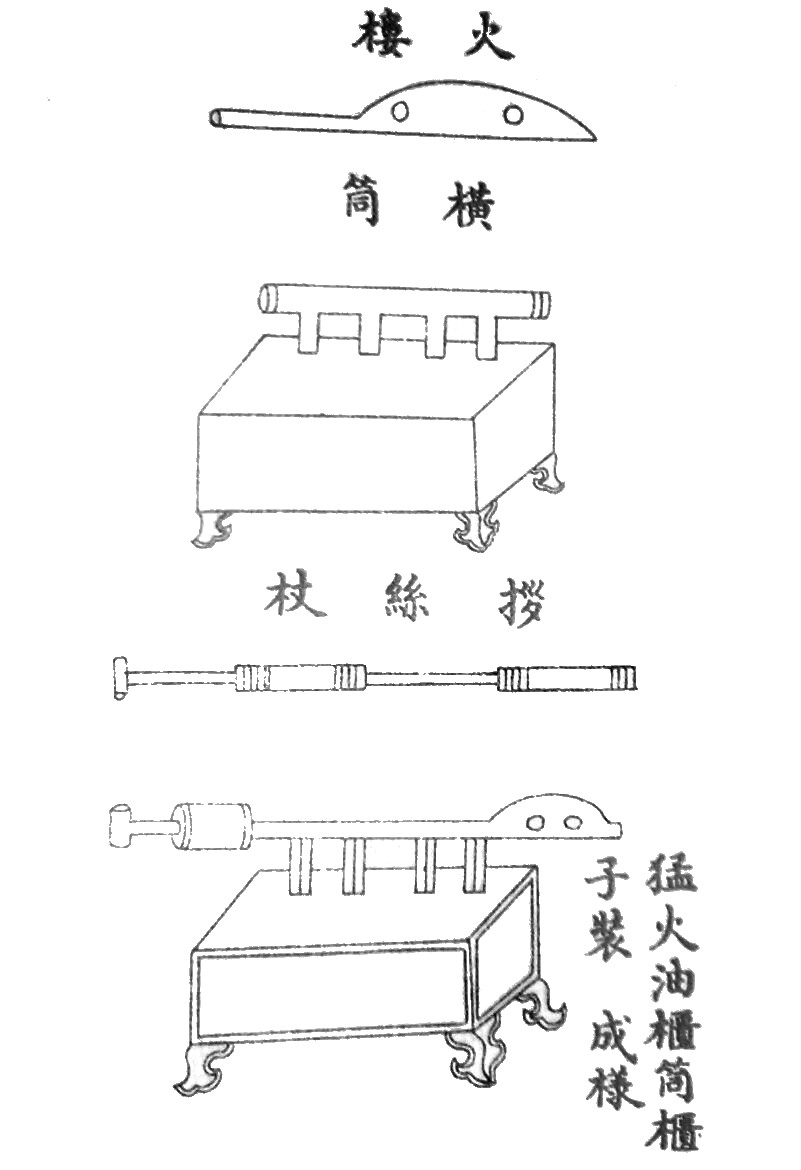
Китайский огнемёт из манускрипта Уцзин Цзуняо, 1044 г., эпоха империи Сун

- Двухструйный огнемёт: Хотя одноструйный огнемёт был впервые разработан в Византии в VII веке,[95] китайский огнемёт или «ручка Хо Ци» X века отличался от него непрерывным потоком пламени с применением двухпоршневого шприца (который был известен со времён династии Хань). Огнемёт извергал фонтан греческого огня, импортировавшегося благодаря морским торговым контактам Китая с Ближним Востоком. Его первое описание восходит к 917 г., а первое использование в бою датируется 932 г., эпохой пяти династий и десяти царств (907—960). Первая его иллюстрация найдена в военном манускрипте 1044 г. Уцзин Цзуняо начала династии Сун (960—1279), в котором также описано подробное устройство этого оружия. В отличие от греческой модели, которая использовала топку, «ручка Хо Ци» воспламенялась от порохового зажигательного запала.[96][97]

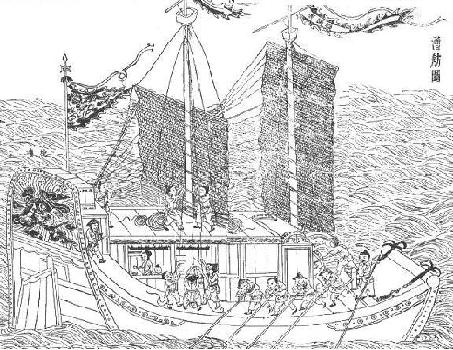
Двухмачтовая китайская джонка из Тяньгун Кайу, опубликованной Сун Инсином, 1637

- Джонка: Название китайской джонки происходит от португальского слова junco, которое в свою очередь происходит от яванского djong, означающее «судно». Джонка является уникальным китайским судном, хотя ей предшествовали в Китае и другие типы судов (например, возвышающаяся лоу чуань).[98] Её происхождение датируется второй половиной эпохи династии Хань (202 до н. э.—220 н. э.), когда в конструкциях судов появились прямоугольные носы и корма, а также плоское дно.[99] В отличие от ранних судостроительных традиций западного мира и Южной Азии, джонка имела плоский или слегка закруглённый каравеллообразный корпус без киля и архерштевня (он вызывает необходимость использования полиспаста для управления китайским судовым рулём).[100] В отсутствие киля место структурных рёбер жёсткости заняли прочные поперечные переборки. Как писал Вань Чжэнь (ок. III в. н. э.) в своей книге Странные вещи Юга, в те времена джонки оснащались продольным и поперечным рангоутом и люгерными парусами. Самые быстрые четырёхмачтовые суда могли перевозить до 700 человек и 260 т груза.[101]
- Диагностика и лечение сахарного диабета: В древнем Китае диабет метко назван «безудержной жаждой» из-за чрезмерной жажды диабетических пациентов, сопровождающейся быстрым выделением мочи.[102] Медицинский трактат Хуанди Нэйцзин, составленный во II веке до нашей эры в эпоху династии Хань (202 до н. э. —220 н. э.), определил диабет как болезнь, от которой страдают те, кто поддался привычке есть чрезмерно много сладкой и жирной пищи. Но уже в эпоху династии Тан (618—907) книга Старые и новые предписания, проверенные и испытанные, написанная врачом Чжэнь Цюанем (ум. 643), стала первой известной книгой, в которой отмечен избыток сахара в моче больных сахарным диабетом.[103] Хотя эта книга не сохранилась, остались цитаты из неё в книге Важные медицинские формулы и предписания, открытые начальником далёкой провинции, написанная Ван Тао в 752 г.[102] Врач Сунь Сымяо (581—682) пишет в своей книге Тысяча золотых лекарств в 655 г., что для больных диабетом «три вещи должны быть отвергнуты: вино, секс и солёные крахмалистые зерновые продукты. Если соблюдать этот режим, то последующее лечение может обойтись без наркотиков». Роберт Темпл пишет, что это похоже на современные методы воздержания от алкоголя и крахмалистых продуктов.[104] Высокое содержание сахара в моче у больных диабетом отмечены также в древнем индийском тексте, но, в отличие от китайских текстов, его дата точно не установлена. Сладкие вещества в моче больных диабетом были обнаружены европейцем Томасом Уиллисом (1621—1675) около 1660 г., опубликовано в 1679, но это не связывалось с наличием сахара, вплоть до работы Мэтью Добсона 1776 г., а в 1815 г. это вещество, наконец, определено как глюкоза.[104]

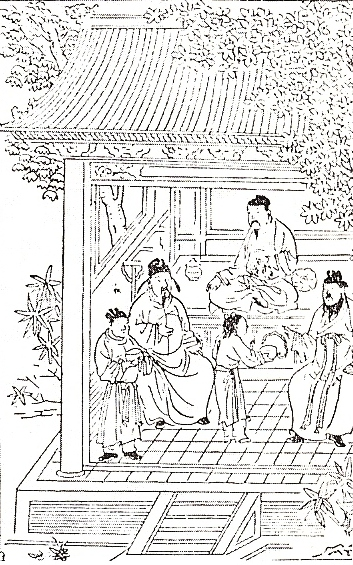
Фронтиспис Принципов правильного питания Ху Сыхуэйя, 1330 г. (эпоха империи Юань); в заголовке «Многие болезни можно вылечить только диетой» звучит уверенность, которая существовала в Китае с III веке н. э.

- Диета, лечебное голодание: Уже в IV веке до н. э., в период Сражающихся царств (403—221 до н. э.), записи указывают, что императорский диетолог входил в королевскую свиту.[105] Первое явное описание регулярной диеты, используемой для предотвращения некоторых заболеваний, обнаружено в книге Систематическая сокровищница медицины, написанной Чжан Чжунцзин (ок. 150—219) в конце династии Хань (202 до н. э.—220 г. н. э.).[105] Хотя Чжан не понимал истинной природы витаминов, он предписывал пищу, о которой сейчас известно, что она богата некоторыми витаминами, польза от которых была открыта после долгих проб и ошибок. Государственный деятель и поэт династии Тан (618—907) Хань Юй (768—824) отмечает, что болезнь бери-бери (вызываемая, как известно, отсутствием витамина В1), имеет гораздо большее распространение к югу от реки Янцзы, чем к северу от неё. Наблюдения подтвердились в XX веке. Императорский врач и диетолог династии Юань (1271—1368) Ху Сыхуэй (ок. 1314—1330) опубликовал свою книгу Принципы правильной диеты, которая содержала изложение большого количества ранее изданных материалов, написанных по этой теме. В ней Ху Сыхуэй определил два типа авитаминоза (ныне известные как «мокрый» и «сухой») и предписывал их лечение с помощью диеты, богатой витамином В1 и другими витаминами.[105] Позднее Христиану Эйкману (1858—1930) была присуждена Нобелевская премия по физиологии или медицине в 1929 г. за открытие того факта, что болезнь бери-бери вызывается плохим питанием, в котором отсутствует необходимый витамин В1.
- Доменная печь: Хотя найденные в Китае чугунные орудия труда и оружие восходят к V веку до н. э., самые ранние доменные печи, производящие чугун в чушках, который мог переплавляться в очищенный чугун в вагранках, датируются III—II веками до н. э. Подавляющее большинство обнаруженных ранних мест доменного производства датируются эпохой династии Хань (202 до н. э.—220 н. э.) сразу же после 117 г. до н. э., когда была введена государственная монополия на соль и железорудную промышленность в период правления императора У-ди (правил 141—87 до н. э.). Большинство железоделательных мест, открытых до 117 г. до н. э., занимались лишь литьём из заготовок, выплавленных в доменных печах в других районах, отдалённых от населённых пунктов.[106][107]
- Домино китайское: Китайский автор Се Чжаочжэ (1567—1624) эпохи империи Мин (1368—1644) первым упомянул легенду о том, что домино впервые было представлено императорскому двору в 1112 г.[108] Однако, самое древнее подтверждённое письменное упоминание о домино в Китае известно из книги Давние события в Улине (то есть в столице Ханчжоу), написанной в эпоху династии Юань (1271—1368) писателем Чжоу Ми (1232—1298), который перечислил «пупай» (игровые фишки или домино), также как и игральные кости в качестве предметов продажи разносчиками во времена правления императора Сяоцзуна (правил в 1162—1189) из династии Сун.[108] Эндрю Ло утверждает, что Чжоу Ми имеет в виду именно домино, когда говорит о пупай, поскольку Лу Жун (1436—1494), автор эпохи династии Мин, чётко определил пупай как домино (в связи с историей о женихе, который выиграл руку девушки, одержав четыре победы в пупаи).[108] Самым ранним известным письменным руководством по домино является Руководство по периоду Сюаньхэ (1119—1125), написанное Цюй Юем (1347—1433). В Энциклопедии множества сокровищ Чжан Пу (1602—1641) описал игру в домино как пупай, хотя буква для пу была изменена (ещё сохранилось её старое произношение).[108] Традиционная китайская игра домино включает «Тянь Цзю», «Пай Цзю», «Чэ Дэн» и другие варианты. Тридцать две фишки китайского набора домино (сделано для того, чтобы лицевая сторона каждой фишки имела соответствующую ей комбинацию из двух выпадов кости и, таким образом, исключались пустые лицевые стороны) отличаются от двадцати восьми фишек домино, появившемся на Западе в середине XVIII века (во Франции и Италии).[109]

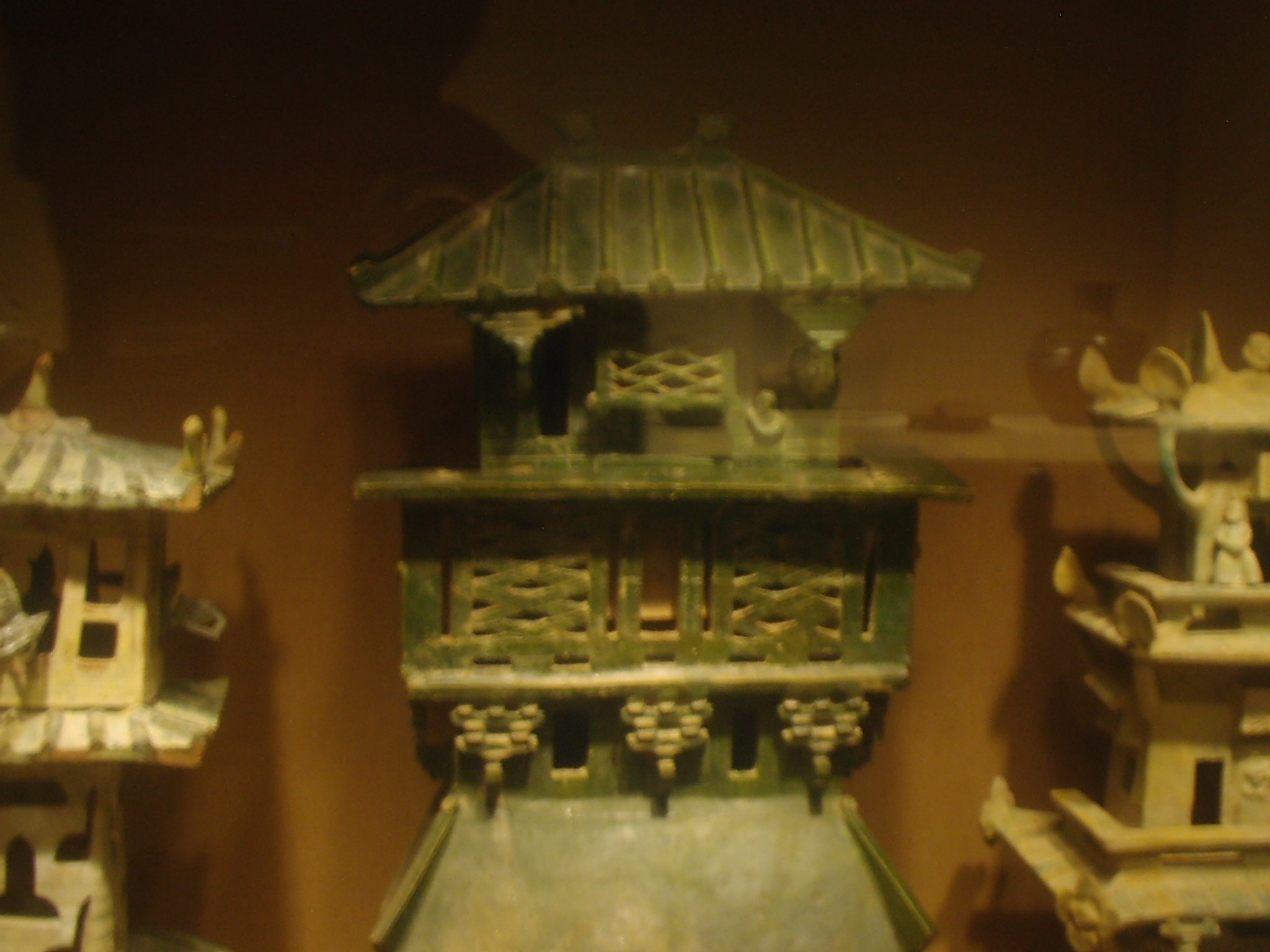
Керамическая модель курантов эпохи династии Хань, показывающая применение консоли доугун.

- Доугун: Доугун — это строительная консоль, которая является уникальной в китайской архитектуре. Начиная, по крайней мере, с династии Западная Чжоу (ок. 1050—771 до н. э.), она помещалась между верхней частью колонны и перекладиной для поддержки соединённых в пучок элементов вогнутой крыши здания. Доугун является основой китайской архитектуры.[110] Каждый доугун создаётся из двойных дугообразных кронштейнов (拱, гун), поддерживаемых с каждой стороны деревянными блоками (斗 доу). Доугун использовался также для декоративных и церемониальных, а не исключительно для прагматических целей поддержки, в частности, в кирпичных пагодах, как, например, в железной пагоде, построенной в 1049 году. В трактате по строительству Инцзао Фаши, опубликованном в 1103 году государственным деятелем Ли Цзе в эпоху династии Сун (960—1279) имеются многочисленные рисунки и описания доугуна.

### З

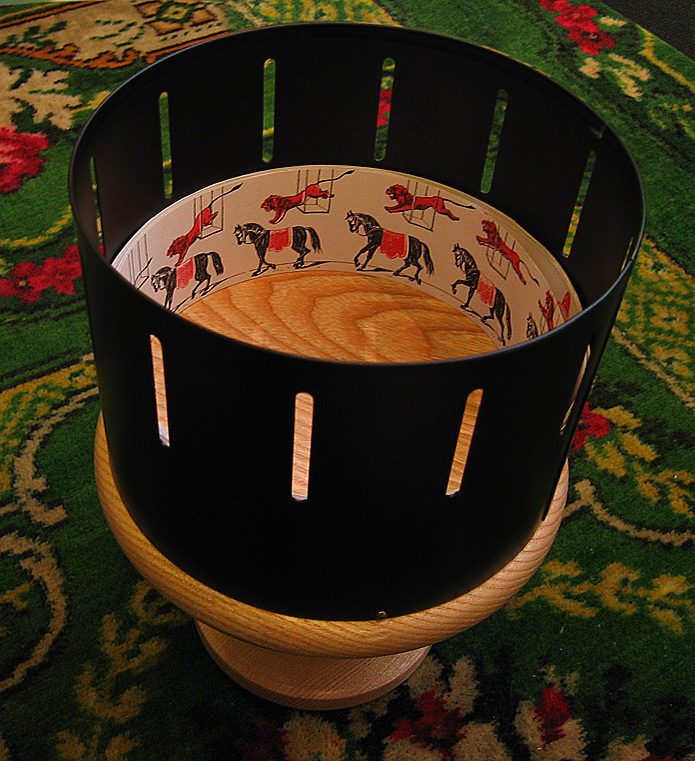
Современная реконструкция викторианского зоотропа

- Зоотроп: Существуют некоторые свидетельства того, что зоотроп — этот примитивный предшественник кинематографа, который китайцы называли «волшебный фонарь» — существовал среди предметов сокровищницы Цинь Шихуанди (правил 221—210 до н. э.) из династии Цинь (221—206 до н. э.).[111] Прорицатель Шао Онг, который устраивал спиритические сеансы для императора У-ди (правил 141 — 87 до н. э.), возможно использовал зоотроп в своих действах в 121 г. до н. э.[112] Первое достоверное свидетельство использования зоотропа в Китае восходит к концу эпохи династии Хань (202 до н. э. — 220 н. э.), когда около 180 г. н. э. ремесленник Дин Хуань (丁緩) сделал «нагромождённую в девять этажей курильницу».[111][112] Это были похожие на птиц и животных фигуры, которые начинали двигаться, когда зажигалась лампа. Конвекция восходящего потока тёплого воздуха вызывала вращение лопаток в верхней части лампы, а окрашенные бумажные фигурки, прикреплённые к цилиндру, создавали впечатление, что они движутся. Игрушки этого типа изготавливались в Китае и в более поздние эпохи.
- Зубная щётка из щетины: В соответствии с сайтом Библиотеки Конгресса США, китайцы начали использовать зубные щётки из щетины во времена правления императора Хунчжи (правил 1487—1505) из династии Мин. Массовое производство зубных щёток началось в 1780 г., когда их стал изготовлять и продавать Уильям Аддис-Абебе в Клеркенвальде, Англия.[113] Хотя Бонни Кендалл согласна с этим, она отметила, что предшественник щётки существовал в Древнем Египте в виде веточки дерева, кончик которой был растрёпан.[114]

### И

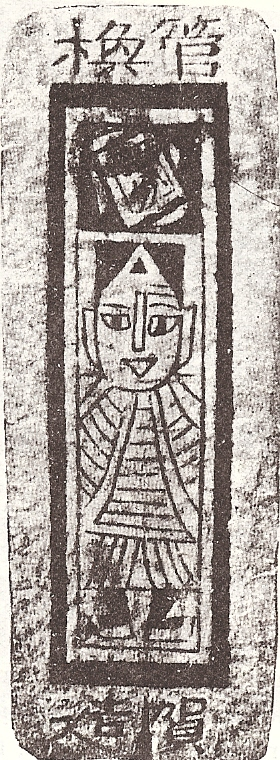
Китайская игральная карта, датируемая ок. 1400 г. н. э., эпоха династии Мин

- Игральные карты: Первое упоминание о карточной игре в мировой истории датируется не позднее IX века, когда вышла в свет книга Коллекция разных разностей в Дуйане, написанная в 868 г. Су E в эпоху династии Тан (618—907), в которой он описал клан Вэй (семью мужа принцессы Тунчан), наслаждающийся «игральными листами».[115][116][117] Книга Ецзы Гэси о карточной игре была якобы написана женщиной эпохи династии Тан и прокомментирована китайскими учёными из последующих династий.[118][119] В своих Записках после отставки китайский учёный Оуян Сю (1007—1072) эпохи династии Сун (960—1279) утверждал, что карточные игры существовали с середины эпохи династии Тан. Он связывал это изобретение с одновременным переходом техники китайского письма с бумажных рулонов на листы бумаги, на которых можно легко печатать.[116][118][119] В эпоху династии Мин (1368—1644) персонажи популярных романов, таких как Речные заводи, широко использовались на лицевой стороне игральных карт.[118][119] К XI веку игральные карты распространились по всему азиатскому континенту.[120] Игральные карты были одними из первых печатных материалов в Европе. Появившись в XIV веке (в Испании и Германии в 1377 году, в Италии и Бельгии в 1379 году и во Франции в 1381), они производились европейским способом ксилографической печати ещё до изобретения типографского станка Иоганна Гутенберга (ок. 1400—1468).[120][121]

### К

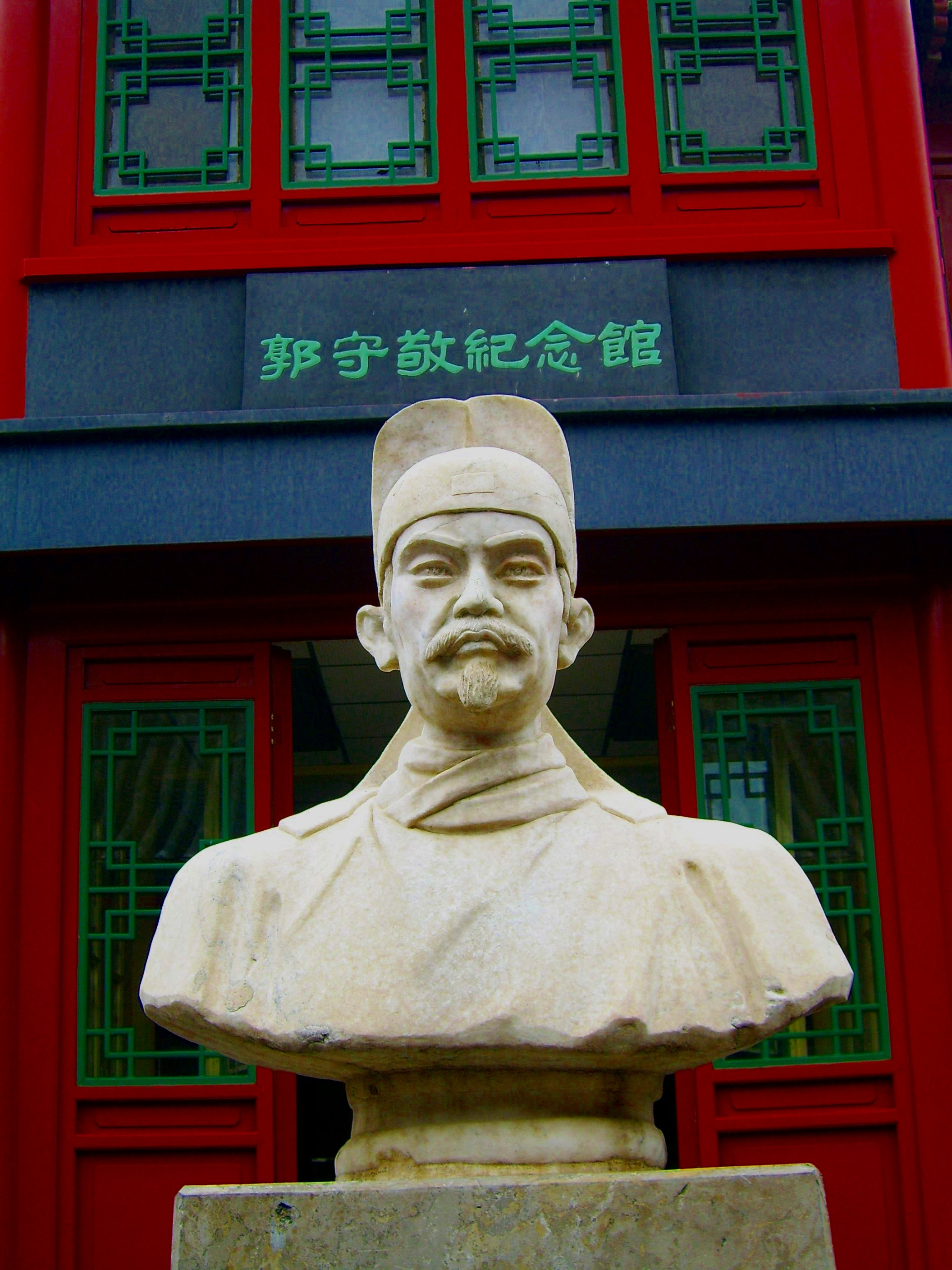
Го Шоуцзин создал в 1281 г. календарь, имеющий почти такую же продолжительность года, как и Григорианский календарь 1582 года

- Календарный год на 365.2425 дней: В конце периода Весны и Осени (722—481 до н. э.) в Китае был принят календарь, изобретённый Сыфэнем (古四分历), который установил продолжительность тропического года в 365.25 дней, такую же, как в юлианском календаре.[122] В 104 г. до н. э. при императоре У-ди был принят календарь Тайчу (太初历), имеющий примерно такую же продолжительность тропического года (365 {\displaystyle {\tfrac {385}{1539}}}). После этого и вплоть до периода династии Юань (1233—1316) принималось много других календарей, в том числе календари Ли Чуньфэна (602—670) и И Сина (683—727). В 1281 году астроном Го Шоуцзин (1233—1316) создал календарь на 365,2425 дней, точно такой же, как Григорианский календарь, принятый в 1582 году.[123][124] Календарь Шоуцзина (授時曆) применялся в Китае в течение последующих 363 лет. Го Шоуцзин создал новый календарь с помощью своих собственных достижений в сферической тригонометрии, которую он развил на основании работ Шэнь Ко (1031—1095), создателя тригонометрии в Китае.[125][126][127]
- Кокс как топливо: В XI веке во времена империи Сун (960—1279) спрос на древесный уголь, используемый в доменных печах и вагранках в металлургической промышленности, привёл к масштабному обезлесению земель. Чтобы избежать катастрофического обезлесения, в китайской империи Сун начали использовать кокс из каменного угля в качестве топлива для своих металлургических печей вместо древесного угля, получаемого из древесины.[128][129][130]
- Каменный арочный мост с открытыми перемычками: Самым древним из известных каменных сегментных арочных мостов с открытыми перемычками является мост Аньцзи в южной части провинции Хэбэй в Китае, построенный в 605 г. в эпоху династии Суй (581—618) инженером Ли Чунем.[131][132][133] Пролёт моста составляет 37,5 м, а его конструкция имеет относительно небольшой вес за счёт четырёх полукруглых арок с открытыми перемычками, которые во время наводнений обеспечивают дополнительный сброс воды.[133] Конструкция этого моста оказала влияние на строительство многих других китайских мостов. К таковым можно отнести, например, мост Юнтун с открытыми перемычками свода в Чжаосяне, провинция Хэбэй, построенный в 1130 г.,[134] и мост Марко Поло с простыми сегментными арками, построенный в 1698 г. (первоначальный вариант в 1189 г.).[135] Последний расположен к западу от Пекина, его особенностью является одиннадцать сегментных арок, каждая из которых имеет пролёт 18,8 м. В общей сложности длина моста составляет 213 м.[136]
- Канал, проходящий по изолинии: После многочисленных завоеваний и консолидации своей империи первый император Китая Цинь Шихуанди (правил 221—210 до н. э.) поручил инженеру Ши Лу построение нового судоходного канала, который должен пройти через хребты и связать воедино реки Сянцзян и Лицзян. Результатом этого проекта стала канал Lingqu, включающий тридцать шесть шлюзов. Поскольку этот канал построен вблизи изолинии высоты (проходит по перевалам), он является старейшим из известных в мире каналов, проходящих по изолинии.[137][138] Как написал Сыма Цянь (145—86 до н. э.) в своём труде Ши цзи («записи великого историка» (составлено 91 до н. э.), по проекту канал должен был осуществлять эффективную поставку зерна южной армии Чжао То при завоевании народов Юэ.[138]

Карданов подвес

- Карданов подвес: Названный по имени Джероламо Кардано (1501—1576), карданов подвес был известен задолго до него. Д. Нидэм считает, что самое первое упоминание об использовании карданова подвеса в Европе встречается в книге кулинарных рецептов IX века «Маленький ключ к рисованию» (лат. Mappae Clavicula), в которой говорится о вазе, окружённой кольцами, которые позволяют ей не опрокидываться при вращении.[139] Как пишут Д. Нидэм и Д. Сартон, перевод с арабского, датируемый примерно эпохой Аль-Мамуна (халиф в 813—833), древнегреческого труда (ныне утраченного) Pneumatica Филона Византийского (ок. 280—220 до н. э.) содержит описание карданова подвеса. Его использовали для поддержки чернильницы, в которую можно было макнуть перо с любой из её сторон. Правда, Нидэм не доверяет арабской интерпретации и выражает сомнение в аутентичности, но Сартон утверждает, что по большей части перевод на арабский соответствует утраченному оригиналу, следовательно, Филона нужно считать изобретателем карданова подвеса.[140][141] Около 180 г. н. э., в эпоху династии Хань (202 до н. э.—220 н. э.) изобретатель Дин Хуань (丁緩) (он также создал вентилятор и зоотроп) изобрёл «ароматную горелку для использования среди подушек» или «постельную курильницу».[142] Эта курильница имела несколько металлических колец, которые позволяли ей перемещаться в любом направлении, при этом горелка в центре оставалась на неизменном уровне. Это первое чёткое указание в Китае на карданов подвес, хотя есть ещё намёк в записи Сыма Сянжу (179—117 до н. э.) о том, что это устройство существовало в II веке до нашей эры (т. н. «металлические кольца для ароматической горелки»).[143] Курильницы в кардановом подвесе упоминаются в последующие династии, а серебряный образец курильницы эпохи династии Тан (618—907) существует поныне. В эпоху династии Лян (502—557) есть упоминание о кардановом подвесе, использовавшемся в петлях для дверей и окон, а безымянный ремесленник представил в 692 г. императрице У (правила 690-—705) печь для обогрева в кардановом подвесе, чтобы она всегда сохраняла равновесное положение.[144]

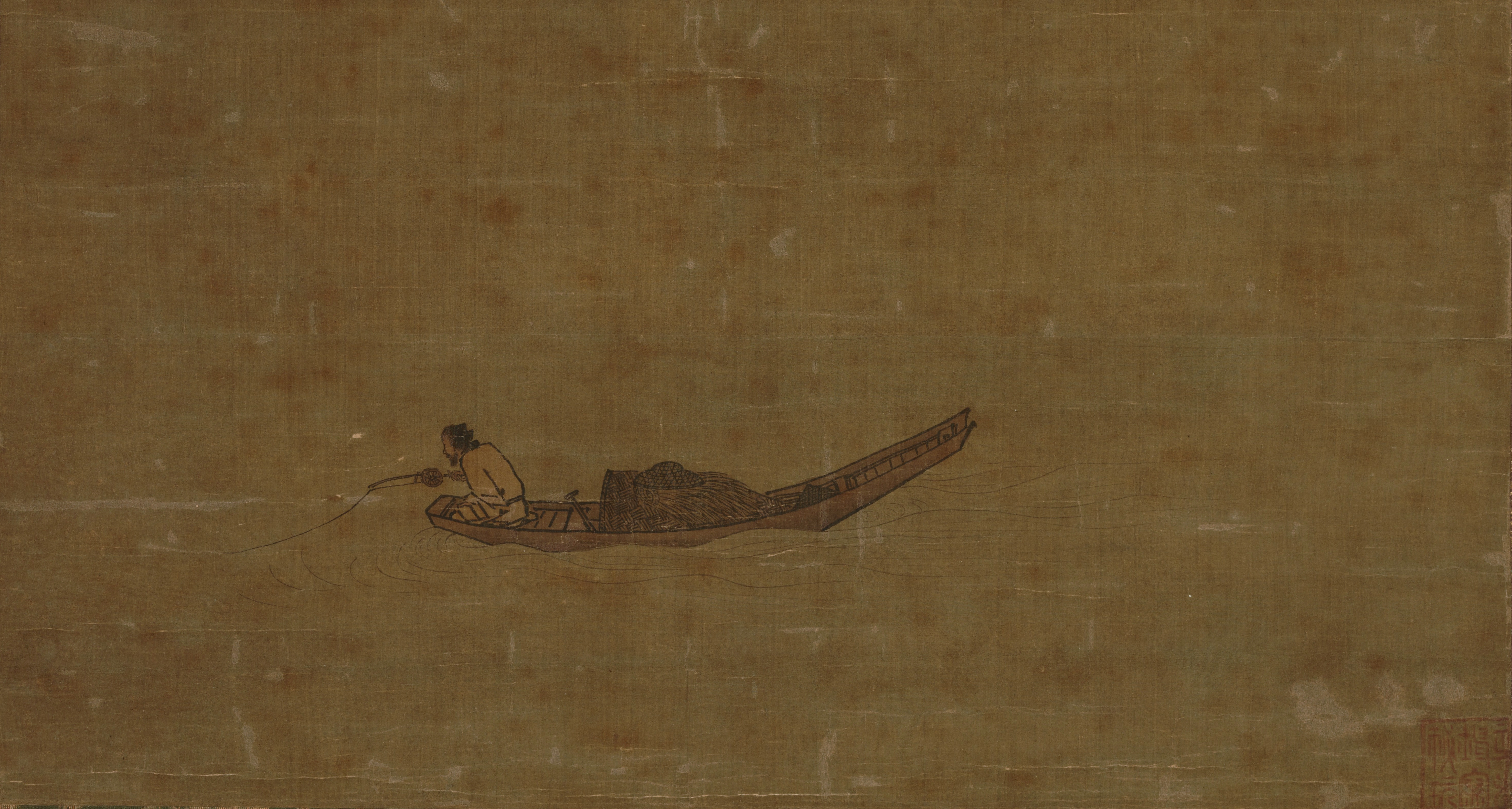
Картина «Рыбак на зимнем озере», написанная в 1195 Ма Юанем, даёт самое древнее известное изображение рыболовной катушки

- Катушка рыболовная: По известным литературным записям самое первое описание рыболовной катушки восходит к IV веку н. э., и сделано оно в труде, озаглавленном Жизнеописание знаменитых деятелей.[145][146][147][148] А самое первое известное изображение рыболовной катушки относится к эпохе династии Южная Сун (1127—1279). Нарисована она в 1195 году Ма Юанем (ок. 1160—1225) на картине, названной «Рыбак на зимнем озере». На ней изображён мужчина, сидящий в маленькой лодке типа «сампан» и вытягивающий леску из катушки.[149] Другое изображение рыболовной катушки фигурирует на картине У Чжэня (1280—1354). В книге Тяньчжу Линцянь («Праведные лекции из индийских источников»), напечатанной между 1208 и 1224 г., фигурируют две ксилографические гравюры, иллюстрирующие использование рыболовных катушек.[149] В армянском пергаментном евангелии XIII века тоже изображена рыболовная катушка, хотя и не так чётко как в китайских источниках. В китайской энциклопедии Саньцай Тухуэй, опубликованной в 1609 году, имеется ещё одна известная картина с рыболовной катушкой, на которой наглядно видна коленчатая рукоятка шкива устройства. Эти пять картин с изображением рыболовных катушек упомянуты потому, что все они появились до 1651 года, когда была сделана первая английская иллюстрация. После этой даты рыболовные катушки стали частым изображением в мировом искусстве.[149]

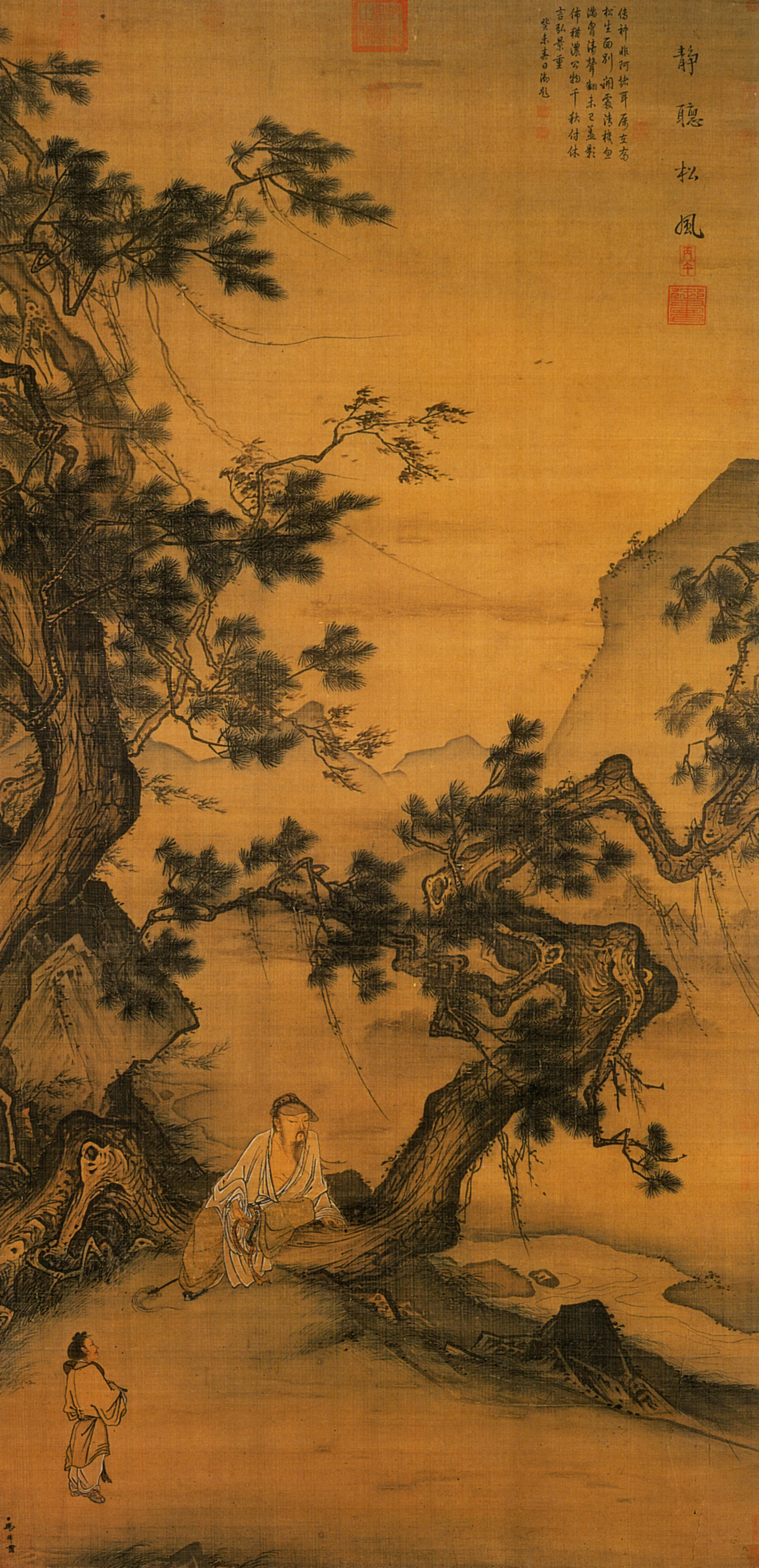
Рисунок на шёлке, сделанный китайской тушью, художник Ма Линь, 1246 г., эпоха династии Сун.

- Китайская тушь: Во многих странах, в частности, в англоязычных, тушь на основе пигментного материала из сажи называют индийскими чернилами, поскольку привезена она была из Индии. Но впервые тушь появились в Китае, и в России её называют китайской тушью. Некоторые учёные считают, что она была изобретена ещё в III тысячелетии до н. э., но многие полагают, что тушь впервые появилась в эпоху царства Вэй (220—265 н. э.).[150][151][152][153] Первоначально тушь делали из сосновой сажи, и лишь позже китайский учёный и общественный деятель Шэнь Ко (1031—1095) первым сделал её из нефтяной сажи. Такой тушью писал впоследствии Ли Шичжэнь (1518—1593), она блестела, как лак, и превосходила по качеству тушь, сделанную из сосновой сажи.[154][155][156][157]
- Китайские колокола: Самый древний комплект настроенных китайских колоколов, всего шестнадцать штук, был найден в гробнице 8 маркиза Су царства Цзинь в Цуйцене, южной провинции Шаньси.[158] Надпись из 355 символов на всех шестнадцати колоколах описывает участие маркиза Су в военной кампании под руководством царя Чжоу.[159][160] Гробница была датирована методом радиоуглеродного анализа в пределах 815—786 гг. до н. э.[161] Настраиваемые колокола, которые могут производить два чистых музыкальных тона (один, если ударить в центре, и второй, если ударить близко к краю), существовали в Китае во время династии Чжоу (ок. 1050—256 до н. э.).[162] Из шестидесяти четырёх бронзовых колоколов гробницы маркиза И из династии Цзэн, похороненном в 433 г. до н. э., сорок семь воспроизводят по два тона с малой терцией, а семнадцать остальных — по два тона с большой терцией.[163] Колокола в Китае имели свои истоки в металлических совках и мерах для зерна. С V века до н. э. вся древнекитайская система мер длины, ширины, веса, и объёма была основана на высоте звука специально настроенного сосуда чжун весом 120 кэтти, как описано в книге Гоюй.[163] Для оценки стандартной меры длины металлического чжуна использовался специальный настройщик, называемый цзюнь, с длинными (до 2,1 м) струнами.[163] Колокола в древнем Китае служили главным образом в качестве камертонов в стандартном наборе из двенадцати колоколов (по одному на каждую ноту), которые в конце концов были заменены двенадцатью отрезками трубы (проще в изготовлении).[162] Для того, чтобы изготовить должным образом настроенные колокола, нужно соблюсти целый ряд условий: точные пропорции различных металлов в сплаве; упругость и толщину материала; удельный вес; диаметр в разных точках; линию кривизны колокола; температуру при отливке колокола и скорость охлаждения, и т. д.[164]
- Колесница, указывающая на юг: Хотя утверждение государственного деятеля царства Вэй Ма Цзюня (ок. 220—265) о том, что колесница, указывающая на юг, впервые была изобретена Жёлтым Императором, вызывает сомнение, колесница самого Ма Цзюня была успешно разработана и проверена в 225 г. н. э., а в последующие эпохи многократно воссоздана. Это устройство представляло собой колёсную повозку с дифференциальной передачей, которая обеспечивала установленной наверху деревянной фигурке постоянную ориентацию, при которой она всегда указывала вытянутой рукой в южном направлении независимо от движения повозки. По существу это был немагнитный компас.[165] Книга песен, написанная в VI веке, отмечает, что устройство было успешно переизобретено в эпоху династии Лю Сун (420—479) китайским математиком и астрономом Цзу Чунчжи (429—500).[166] Японский исторический текст Нихон сёки, написанный в 720 г., отмечает, что такие колесницы были дважды поднесены в дар японскому императору Тэндзи (661—672) китайскими буддистскими монахами Чжи Юйем и Чжи Юем по двум различным поводам в 658 и 666 годах.[167] Устройство колёсной повозки было описано в мельчайших деталях в историческом тексте 1345 г. в эпоху империя Сун (960—1279). К примеру, там указано число зубьев в каждой шестерне зубчатой передачи, диаметр каждой шестерёнки и её правильное положение в механизме.
- Кричный горн: Кроме нестабильно получаемых слитков ковкого чугуна с низким содержанием углерода, получаемых путём интенсивного поддува воздуха в вагранках, древние китайцы получали также ковкий чугун в кричном горне, начиная по крайней мере со II в. до н. э. Самые ранние образцы чугуна и чугунных чушек, относящиеся к началу эпохи династии Хань (202 до н. э.—220 г. н. э.), найдены в поселении Тешэнго.[168] Пиготт предполагает, что кричные горны были и в предшествующем периоде Воюющих царств (403—221 до н. э.), потому что встречаются изделия из ковкого чугуна, датированные этим периодом, а документальных подтверждений применения в Китае сыродутных печей не найдено. Процесс очистки в кричном горне состоит в получении жидкого чугуна и декарбонизации расплава посредством оксигенизации. Вагнер пишет, что кроме остатков кричных горнов периода династии Хань, имеются также живописные свидетельства их существования в настенной росписи гробниц I и II веков н. э. в провинции Шаньдун, а также намёк на письменные свидетельства IV в. н. э. в даосском тексте Тайпин Цзин. Как Вагнер, так и Пиготт пишут, что кричный горн является одной из ключевых особенностей традиционной китайской выплавки железа в недалёком прошлом.[168][169]
- Кукольный театр с приводом от водяного колеса: Механические игрушки римского Египта, особенно рычажный театр кукол Герона Александрийского (ок. 10—70 г. н. э.), хорошо известны и обсуждаются историками, такими как Бек, Проу и де Роша д’Эглен.[170] В Китае Чжан Хэн (78—139) писал пьесы, в которых принимали участие игрушечные рыбы и драконы. В книге VI века Сицзин Цзацзи говорится, что когда Лю Бан (правил как император Гао-цзу династии Хань в 202—195 до н. э.) наткнулся в 206 г. до н. э. на сокровищницу покойного Цинь Шихуанди (правил 221—210 до н. э.), он нашёл целый механический оркестр из кукол высотой 1 метр, одетых в шёлковые одежды и играющих на губных гармонях. Для управления оркестром нужно было потянуть за верёвки и подуть в трубы.[171] Как написано в Записях о Трёх царствах, инженер Ма Цзюнь (ок. 220—265), тот самый, который изобрёл систему дифференциальных передач и сконструировал колесницу, указывающую на юг, изобрёл механический театр, приводимый в действие от вращающегося деревянного водяного колеса, для развлечения двора императора Мина (правил 226—239 н. э.).[171] От водяного колеса приводилось в движение большое число механических кукол, которые выполняли разные трюки. Например, девочки пели, играли музыку и танцевали, другие куклы били в барабаны и играли на флейтах, танцевали на мячах, бросали мечи, свешиваясь вниз головой с верёвочных лестниц, и т. д.[171] Другие механические куклы, одетые как государственные чиновники, восседали в своих кабинетах, куклы одетые в рабочую одежду, дробили молотками зерно и мололи муку на жерновах, некоторые смотрели петушиные бои, и всё это находилось в движении одновременно.[171] Кукольные театры с приводом от водяного колеса в традиции Ма Цзюня создавались также и в более поздние династии.[172]
- Кэцзюй — государственные экзамены: В эпоху династии Хань (202 до н. э.—220 г. н. э.) существовала системе набора государственных служащих посредством официальных рекомендаций сяолянь. Она являлась основным способом заполнения бюрократических должностей, хотя имелась императорская академия по подготовке потенциальных кандидатов на службу, а на некоторые должности кандидатам необходимо было пройти письменные тесты до своего официального назначения.[173][174][175][176] Однако, эта система не пережила эпоху династии Суй (581—618), когда экзамены на гражданскую службу стали обязательными для всех взрослых мужчин, не принадлежащих к четырём сословиям (богатство или статус благородного сословия не требовалось), и стали использоваться в качестве универсальной предпосылки для назначения на должность, по крайней мере в теории.[177][178] В эпоху династии Суй и династии Тан (618—907) система государственной службы фактически осуществлялась в гораздо меньших масштабах, чем во времена династии Сун (960—1279), когда ядро элиты основателя династии и профессиональные семьи потеряли большинство в правительстве, уступив место широким слоям из сословия шэньши по всей стране. Для обеспечения того, чтобы экзамены были относительно справедливыми (несмотря на сложные требования и привилегии более образованным), власти применяли многочисленные методы, такие как наём переписчиков для того, чтобы скопировать ответы на экзамене каждого кандидата, чтобы избежать фаворитизма учеников школ, которых можно было легко распознать по их знанию каллиграфического стиля.[179][180]

### Л
- Лечение зоба гормоном щитовидной железы: В 239 г. до н. э. в книге Вёсны и осени господина Люя Люши Чуньцю заявил, что если люди употребляют слишком чистую воду, то они начинают страдать от обширного облысения, и у них возникает зоб.[181] В Европе только в 1860 г. Гаспар Адольф Чатин (1813—1901) установил связь зоба с недостатком йода в почве и воде. Йод был обнаружен в щитовидной железе в 1896 году Эугеном Бауманном, а экстракт щитовидной железы стал использоваться для лечения пациентов в 1890 году.[181] Задолго до этого врач Чжень Цюань (ум. 643 г. н. э.) эпохи династии Тан (618—907) в своей книге Проверка старых и новых рецептов написал, что щитовидная железа, взятая из кастрированного барана, используется для лечения пациентов с зобом. Гормон щитовидной железы можно употреблять либо в виде пилюль (сделанных из измельчённого зизифуса), либо из самой щитовидной железы с жиром.[182] Ещё один рецепт дал Ван Си, в котором использовался порошок из высушенной железы с вином.[183] Современник Чженя Цуй Чжити (ок. 650 н. э.) делает различие в своих работах между опухолью, которую он охарактеризовал как неизлечимую твёрдую опухоль шеи, и истинным зобом, который он считает излечимым и движимым наростом на шее.[183] Китайцы с успехом использовали также при лечении зоба щитовидную железу свиней, буйволов и пятнистых оленей.[183] Фармакопея божественного землепашца утверждает, что богатые йодом водоросли использовались для лечения зоба в I веке до н. э. Гэ Хун (284—364) предложил также использовать настойки, полученные из морских водорослей, примерно в 340 г. н. э.[184] Эти методы лечения не были известны на Западе, пока Роджер из Палермо не написал книгу Практика хирургии в 1180 году н. э.[185]

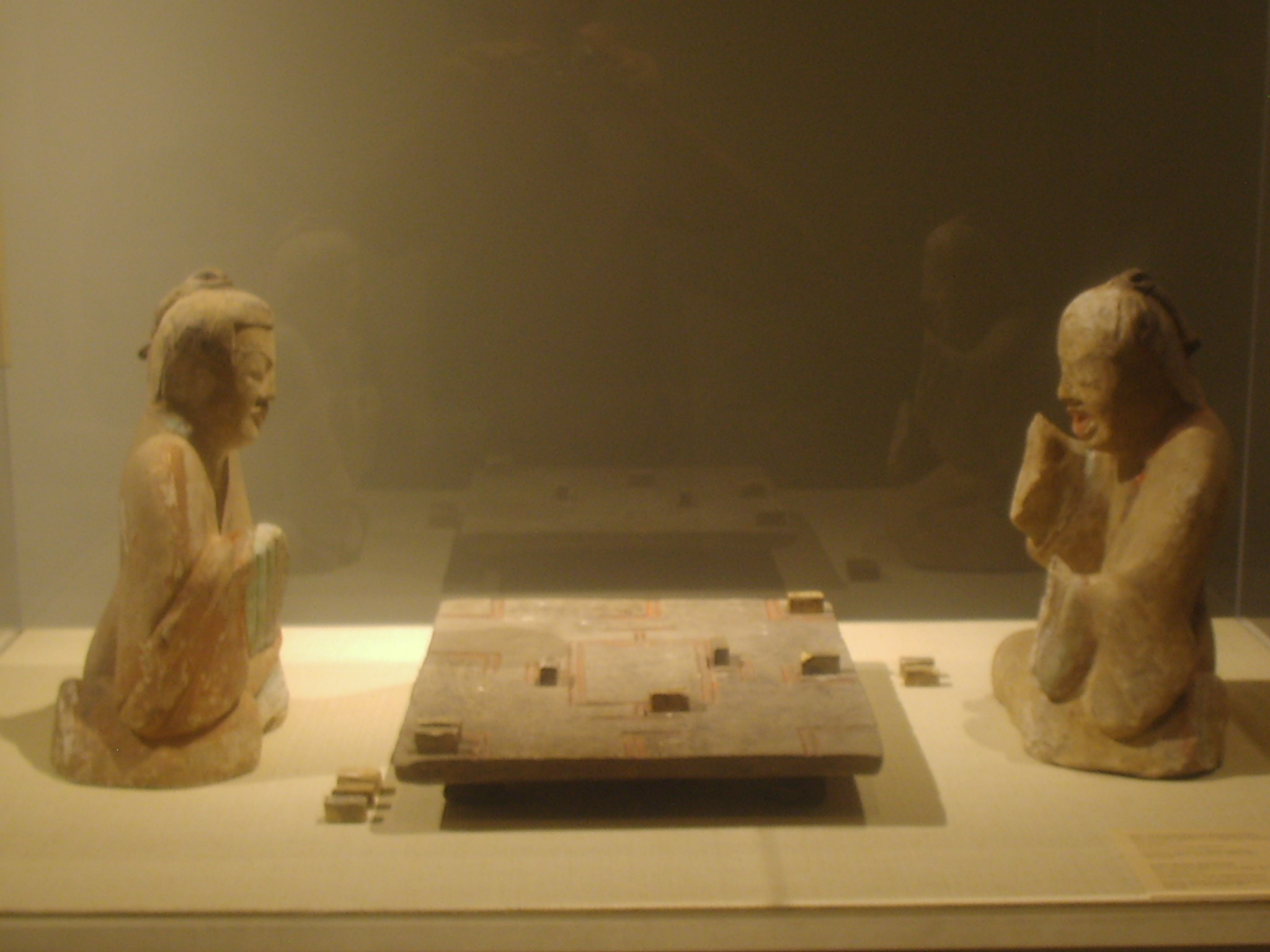
Статуэтка из гробницы эпохи династии Восточная Хань (25—220 н. э.), изображающая двух игроков в ЛюБо

- Любо — древняя китайская настольная игра: ныне несуществующая настольная игра любо по большей части остаётся загадкой для современных учёных, которые ещё не определили, как именно в неё играли. Связь как с азартными играми, так и с гаданием делают её уникальной.[186][187] Две самые древние доски для любо найдены при раскопках погребального комплекса царства Чжуншань вблизи города Шицзячжуан в гробнице 3. Аналогичные находки, датируемые IV в. до н. э., сделаны в поселении Цзянлин царства Чу в гробницах 197 и 314.[188] Известно, что в эпоху династии Хань возник спор по поводу пророчества чуда как результата игры в любо, привёдший к драке между наследником престола Цзин-ди и Лю Сянем 刘贤/劉賢, в которой последний был убит. Как следствие, его отец Лю Пи 刘濞/劉濞, правитель У, поднял Восстание семи царств против централизации власти Хань (154 до н. э.). Историк Майкл Леви считает, что в набор фишек любо входили символы китайских пяти элементов У-син.[187]

### М

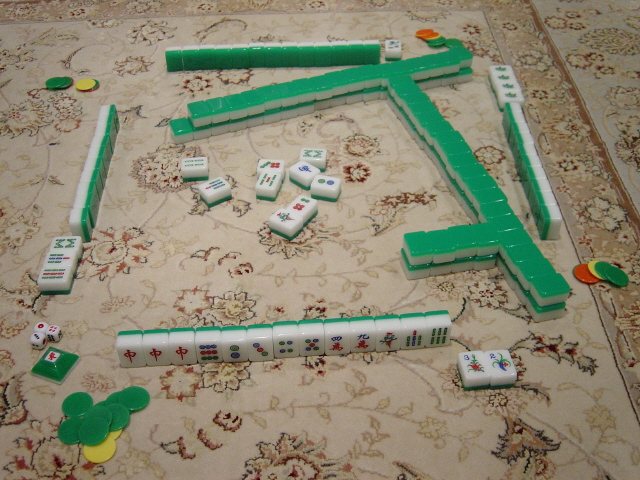
Китайская игра мацзян (麻將), обычно называемая по-английски маджонг, в которую играли по крайней мере с XIX века и которая имеет корни в предшествующих китайских карточных играх

- Маджонг: Джелт Рэп пишет, что азартная игра маджонг (традиционный китайский: 麻将 пиньинь májiàng), в которой используется набор из более чем сотни костей, была впервые изобретена в 1846 году Чжэнь Юймэнем, дипломатическим чиновником эпохи династии Цин (1644—1912) из Нинбо.[189] Однако, Рэп прослеживает истоки игры к карточной игре эпохи династии Тан (618—907), в которой использовались тридцать две фишки из дерева или слоновой кости, похожие на карты. Потом игра эволюционировала, и в эпоху династии Мин (1368—1644) превратилась в игру мадяо (馬吊), в которой было сорок карт и четыре масти, вместо трёх в современном маджонге.[190]

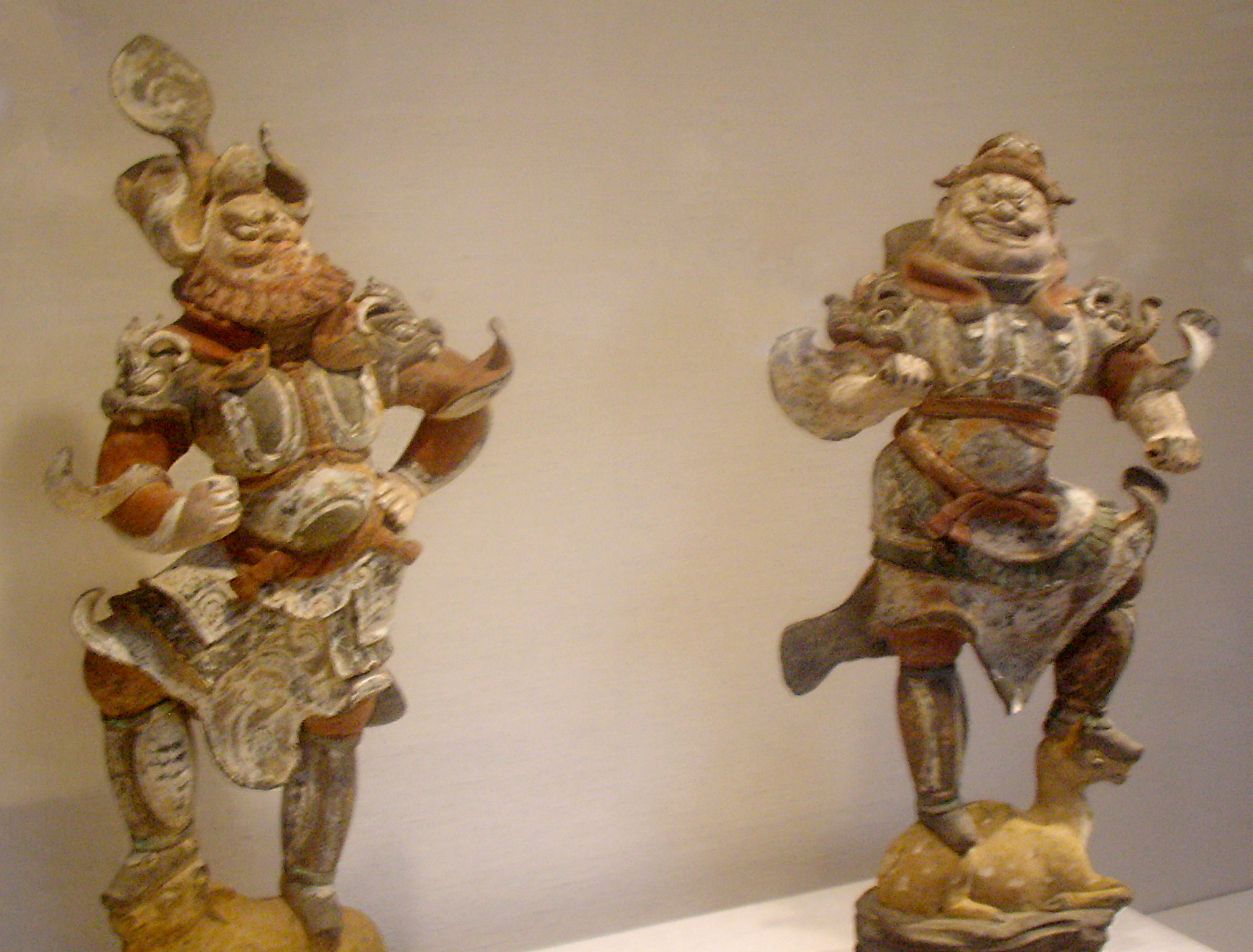
Деревянные фигурки с механическим приводом из гробницы стражников эпохи династии Тан (618—907); в ту пору использовались для подачи чашек, розлива вин и др. целей.

- Механический виночерпий в лодке: Инженер-механик Хуан Гунь, служивший при дворе суйского императора Ян-ди (правил 604—617), написал книгу Шуйши Туцзин о своём изобретении, которую его коллега Ду Бао расширил и прокомментировал.[191] Хуан Гунь построил семь небольших лодок, так называемых «винных лодок», размером 3 м в длину и 1,8 м в ширину, которые поддержали ряд механических деревянных фигур около 0,6 м высотой, называемых «гидравлическими красавцами». Некоторые из них были сделаны в виде животных, но больше всего в виде человека, в числе которых поющие девушки, музыканты, играющие на настоящих инструментах, танцоры и акробаты, гребцы с вёслами, виночерпии и виноналиватели. Все они двигались одновременно, как живые.[191] Эти лодки были настроены на периодическое движение через заданный интервал времени по маршруту, проложенному по каменным каналам между внутренним двориком дворца и садом (сконструировал Тан Хаогуй), где собирались гости по особым случаям. Виночерпий стоял на носовой части каждого судна, а рядом с ним виноналиватель. Когда судно делало очередную плановую остановку там, где сидят гости, виночерпий автоматически вытягивал вперёд руку с полной чашей вина. Когда гость опорожнял свою чашу, он ставил её в руку виночерпия. Виночерпий ждал, пока виноналиватель наполнит вторую чашу, которая также должна была быть освобождена. Когда гость был обслужен, винная лодка перемещалась дальше к следующей остановке. Джозеф Нидэм полагает, что у «винной лодки», возможно, было гребное колесо.[192] Как отмечает Роберт Темпл, гребное колесо было известно в Китае уже в эпоху империи Лю Сун (420—479).[193] Помимо частичных остатков Шуйши Туцзин, сведения об этих «винных лодках» были также сохранены у современника Хуан Гуня Янь Шигу (581—645).[194]

Меха в древнем Китае использовались не только в металлургии, но и при применении химического оружия.

- Меха с гидравлическим приводом: Хотя неизвестно, были ли металлургические меха (то есть воздуходувные устройства) в эпоху династии Хань (202 до н. э. — 220 н. э.) сделаны в виде кожаного мешка или в виде деревянного вентилятора, типа найденного образца более позднего периода эпохи династии Юань (1279—1368), но государственный чиновник империи Восточная Хань Ду Ши (р. 38 н. э.) применил водяное колесо для привода мехов своей вагранки, выплавляющей сталь. Этот метод впоследствии применялся в Китае, что подтверждается в последующих хрониках. Это важное изобретение в производстве стали привело к росту его выпуска, а сам принцип создал предпосылки для разработки преобразования кругового движения в возвратно-поступательное.[195]

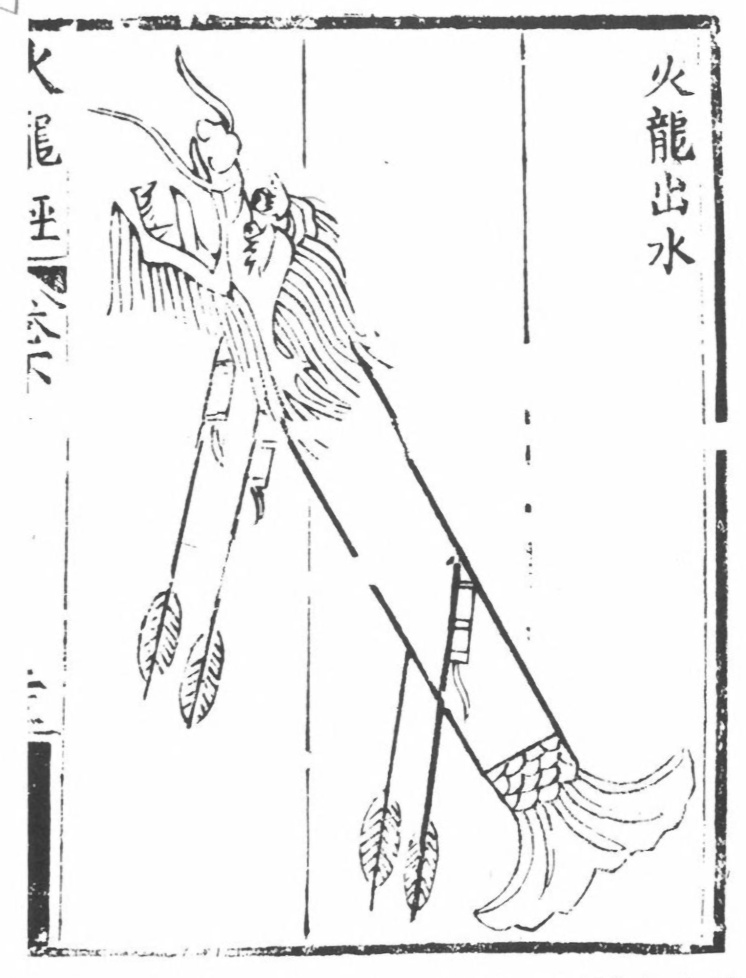
Многоступенчатая ракета, из военного манускрипта XIV в. Холунцзин эпохи империи Мин

- Многоступенчатая ракета: До сих пор существует некоторая неопределённость относительно того, где появились первые ракеты. Это могло быть в Европе в XIII веке, о чём около 1232 г. написал Марк Грек в книге под названием «Крылатый огонь с небес», хотя Нидэм и Дэвис утверждают, что вероятнее всего это была не ракета, а «огненное копьё». Это могло быть на Ближнем Востоке в 1280 г., о чём написал Хасан аль-Раммах в книге «sahm al-Khitāi» или «Стрелки Китая». Наконец, это могло быть в Китае в 1264 г., когда было записано о применении «ди лао шу» или «земляных крыс», либо в 1270 г., когда упомянуто о применении «чонг» или «мортиры», которую использовала армия династии Сун против вторжения монголов. В эпоху династии Юань (1271—1368) появился термин «огненная стрела», который означал зажигательную стрелу, но затем его использовали для обозначения истинной ракеты, создавая головную боль для историков, как говорит Нидэм.[196] В военном справочнике Холунцзин, составленном Цзяо Юем (XIV — начало XV века) и Лю Цзи (1311—1375) в начале эпохи династии Мин (1368—1644), описано несколько типов ракет, одна из которых являлась многоступенчатой, известной под названием «Хо Лун Чу Шуй» или «Огненный дракон, выходящий из воды». Несмотря на своё название, она не запускалась из-под воды из примитивной подводной лодки, а скорее всего вблизи уровня воды для сохранения плоской траектории. Как двухступенчатая ракета, она запускалась стартовым двигателем, затем, когда сгорал топливный заряд этого двигателя, происходило возгорание ракетной стрелы, закреплённой на передней части в виде пасти дракона.[197][198]

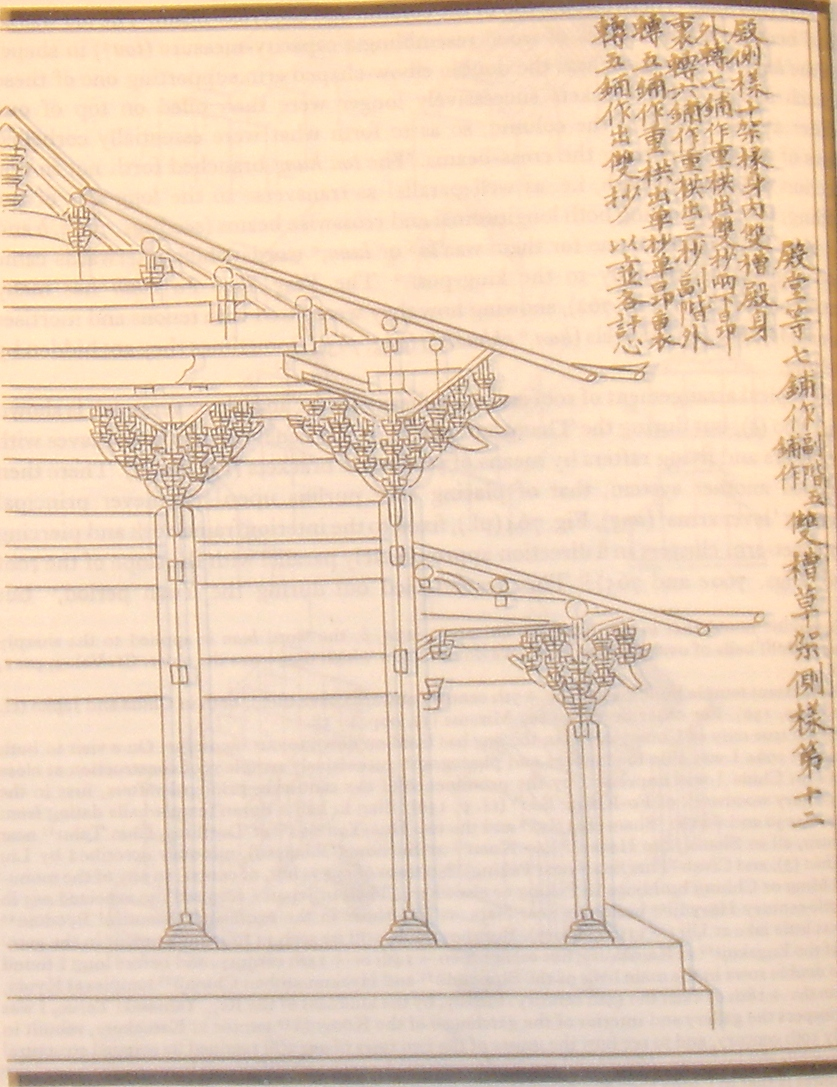
Поперечное сечение китайского здания, из трактата по архитектуре Инцзао Фаши, опубликованном Ли Цзе в 1103 г., эпоха империи Сун (960—1279); в этой книге явно изложены восемь принципов модульной архитектуры для деревянных зданий и павильонов различных размеров.

- Модульная система в архитектуре: Самым древним из известных китайских архитектурных трактатов, который сохранился в полном объёме, является Инцзао Фаши, опубликованный учёным и государственным деятелем Ли Цзе (1065—1110) в 1103 г., в эпоху династии династии Сун (960—1279). Хотя имеются и другие, предшествовавшие этому, документы, например, «Национальный закон о строительстве» эпохи династии Тан (618—907), но он сохранился лишь частично в других текстах.[199] Трактат Ли Цзе содержит описания и иллюстрации, детализирующие систему цай фэнь (材份制), касающуюся восьми стандартных размеров модульных компонентов архитектуры из древесины и детализацию плотницких работ. Эти восемь стандартных типов модульных компонентов из древесины в Инцзао Фаши, среди которых тип I является самым крупным, а тип VIII — самым маленьким, использовались для определения конечной пропорции и масштаба здания в целом для всех классов деревянных сооружений: дворцов, особняков, обычных домов и павильонов. Все сооружения были поделены на иерархические категории, по которой классифицировалось применение методологии цай фэнь. Например, для здания типа дворца использовались типы только с I по V, тогда как для особняка не использовались компоненты больше, чем тип III и меньше типа VI. В этой системе детализации плотницких работ наименьший тип VIII имел размер один цай, который равен современным 15 см (5,9 дюйма), а один цай делится на пятнадцать фэнь (отсюда и название этой модульной системы).[200]

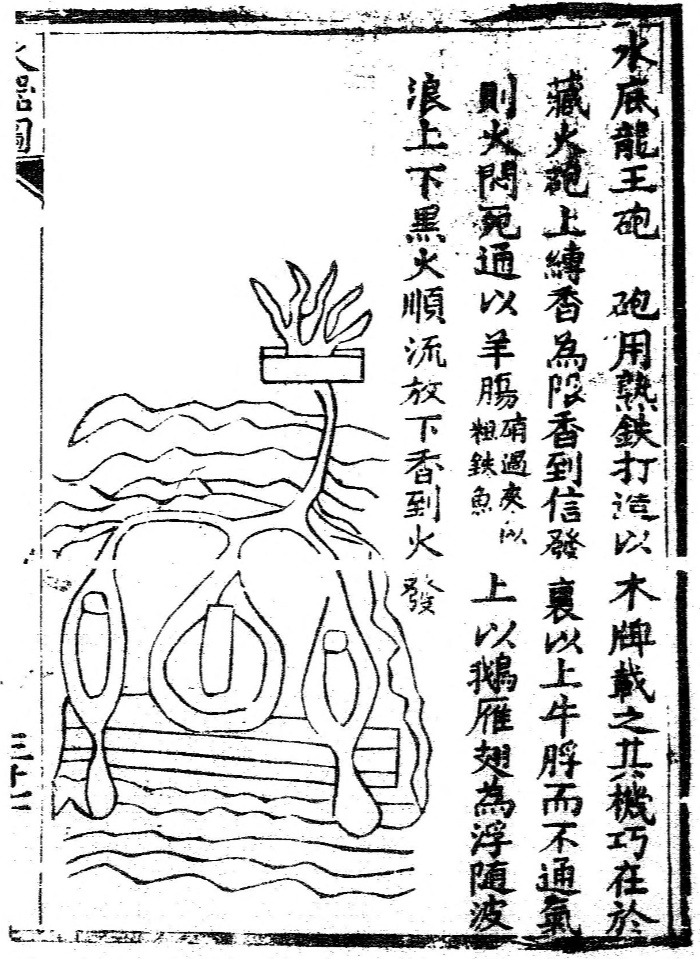
Морская мина из военного трактата Холунцзин, середина XIV столетия.

- Морская мина: В военном трактате Холунцзин, написанном Цзяо Юем (XIV — начало XV века) и Лю Цзи (1311—1375), описаны, кроме всего прочего, морские мины, используемые на море, на реках или озёрах. Они изготовлялись из кованого железа и помещались в воловий мочевой пузырь. Это было устройство с таймером, в котором зажжённая курительная свеча с благовониями плавала над миной и определяла время, когда поджигался запал. В трактате прямо говорится о том, что без воздуха и контакта с водой запал не горел, так как запал был защищён длинной водонепроницаемой трубкой, сделанной из кишечника коз. В более поздних образцах, как, например, на рисунке в энциклопедии 1637 г. Сун Инсина (1587—1666), бычий пузырь был заменён на лакированную кожаную сумку, а подрыв её осуществлялся дёрганьем за шнур с берега, при этом приводился в действие кремнёво-стальной спусковой механизм.[201]

### Н

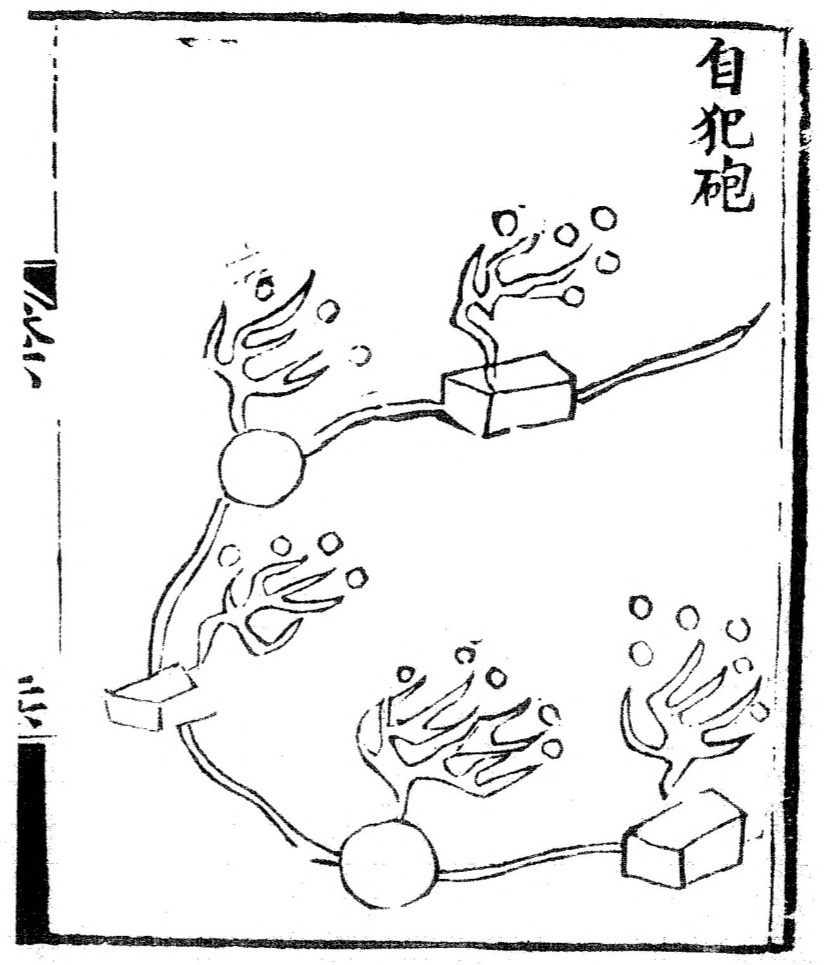
'Самосрабатывающие нянмуве', из военного манускрипта «Холунцзин», XIV век

- Нянмуви: Летописные данные свидетельствуют о том, что первое использе наземных мин в истории произвёл бригадный генерал эпохи империи Сун (960—1279), известный как Лоу Цинся, который использовал 'огромную бомбу' (huo pao), чтобы уничтожить монгольских агрессоров, вторгшихся в Гуанси в 1277.[202] Но первое подробное описание наземной мины было дано в военном манускрипте «Холунцзин», написанном Цзяо Юем (XIV — начало XV в.) и Лю Цзи (1311—1375) в конце эпохи династии Юань (1271—1368) и в начале эпохи империи Мин (1368—1644). Цзяо и Лю писали, что наземные мины были сферическими, изготовленными из чугуна, и их фитиль воспламенялся от механизма, срабатывающего от передвигающихся вражеских войск. Хотя Цзяо и Лю не описали этот срабатывающий механизм во всех деталях, в более позднем тексте 1606 года сказано, что при движении врагов освобождался штырь, отчего падала скрытая под землёй гиря и тянула струну, которая вращала колесо, действующее как кремень. В результате вспыхивала искра, поджигающая фитиль.

### О
- Огненное копьё: Огненное копьё было проторужьём, сделанным в X веке сначала из бамбуковой трубки, а позднее из металла. Оно извергало слабый пороховой заряд в виде пламени и шрапнели. Самое раннее его представление известно по картине, найденной в Дуньхуане.[203][204][205]
- Отвал плуга: Хотя применение простого деревянного рала в Китае началось очень давно, самые древние железные плуги, обнаруженные в Китае, датируется примерно 500 г. до н. э., эпохой династии Чжоу (1122—256 до н. э.). Они были V-образной формы из двух плоских лемехов и устанавливались на двух деревянных жердях со специальными ручками.[206][207] В III веке до н. э. улучшенные методы чугунного литья способствовали появлению тяжёлых отвалов плуга, известных по изображениям в гробнице из резных кирпичей эпохи династии Хань (202 до н. э.—220 н. э.). Отвал позволил китайцам переворачивать пласт почвы, не загрязняя сошников, поскольку земля отбрасывалась в обе стороны наклонными крыльями. Хотя фрагмент извлечённого сошника, относящийся к периоду Сражающихся царств (403—221 до н. э.), был в основном из дерева, кроме железного лезвия, фрагмент раскопанного сошника, датируемый эпохой династии Хань, был сделан целиком из железа, вместе с отвалом, прикреплённым к верхней части для переворачивания пласта.[208]
- Отрицательные числа: В труде Математика в девяти книгах, изданном в 179 г. н. э. во времена династии Хань (202 до н. э.—220 н. э.) и прокомментированном в 263 г. Лю Хуэйем (род. ок. 220, умер ок. 280),[209] в китайской системе счётных палочек для отрицательных чисел использовались чёрные палочки, а для положительных чисел — красные.[210] Лю Хуэй использовал также для обозначения отрицательных чисел наклонные счётные палочки. Обозначение отрицательных чисел знаком «+» появилось в древнем манускрипте Бахшали в Индии, но среди учёных нет единого мнения относительно того, когда он был составлен, диапазон разногласий составляет от 200 г. до 600 г. н. э.[211] Отрицательные числа точно были известны в Индии в 630 г. н. э., когда их уже использовал математик Брахмагупта (598—668).[210] Впервые в Европе отрицательные числа использовал примерно в 275 г. н. э. греческий математик Диофант Александрийский, но они считались абсурдом на Западе до появления книги Ars Magna («Великое искусство»), написанной в 1545 г. итальянским математиком Джероламо Кардано (1501—1576).[210]

### П

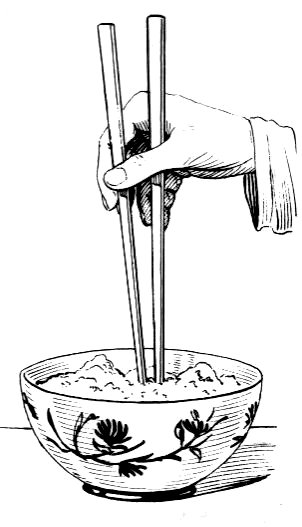
Палочки для еды

- Палочки для еды: Историк Сыма Цянь (145—86 до н. э.) в труде Ши цзи написал, что император Ди Синь первым воспользовался палочками из слоновой кости в XI веке до н. э. Самые древние палочки для еды из бронзы найдены археологами в гробнице 1005 стоянки Шан в Хоуцзячжуане, округ Аньян, и относятся примерно к 1200 г. до нашей эры. К 600 г. до н. э. использование палочек распространилось на провинцию Юньнань (Дапона в уезде Дали),[212][213] а к I столетию также на Центральный аймак в Монголии.[214] Самая ранняя известная запись об использовании палочек обнаружена в философском тексте Хань Фэйцзи, написанном Хань Фэйем (ок. 280—233 до н. э.) в III веке до нашей эры.[215]
- Переборки: В книге V века Сад странных вещей Лю Цзиншу отметил, что китайские корабли не тонут при образовании течи, а писатель Чжу Юй эпохи династии Сун (960—1279) писал в своей книге в 1119 г., что корпуса китайских кораблей строили с перегородками. Эти отрывки литературных доказательств построения переборок подтвердили археологические раскопки судна длиной 24 м эпохи династии Сун, извлечённого из воды у южного побережья Китая в 1973 г., которое датируется примерно 1277 г. Корпус судна разделён на 12 секций водонепроницаемыми стенками.[216][217] Западные писатели, начиная от Марко Поло (1254—1324), Никколо Конти (1395—1469) и до Бенджамина Франклина (1706—1790), упоминают переборки, которые они рассматривают как специфический аспект китайского судостроения. Западное судостроения не делало такую конструкцию корпуса до начала XIX века.[218][219]
- Передвижной механический театр: Изобретатели полевой мельницы, упоминавшиеся в этой статье, Се Фэй и Вэй Мэнбянь эпохи поздней Чжао (319—351 н. э.), изобрели также сложный механический театр, установленный на повозке. Его фигуры приводились в действие движущей силой (то есть перемещались при движении повозки вперёд). С 335 до 345 гг. н. э. эти двое изобретателей работали в суде при императоре Ши Ху (334—349), который относился к этнической группе «цзе». Изготовленное ими транспортное средство имело четыре колеса, в длину было 6 метров, а в ширину — около 3 метров. На ней стояла большая золотая статуя Будды и рядом даосская статуя, которая постоянно потирала себя спереди механической рукой. Будда был также окружён десятью деревянными даосами, которые вращались вокруг него, периодически кланяясь ему, отдавая ему честь и бросая благовония в кадильницу. Над Буддой располагались девять кранов в виде голов дракона, через которые хлестала вода. Как в полевой мельнице и «молотильной повозке» из этих двух изобретателей, когда экипаж останавливался, останавливались и все движущиеся части механических статуй и фонтанирующие краны.[220]

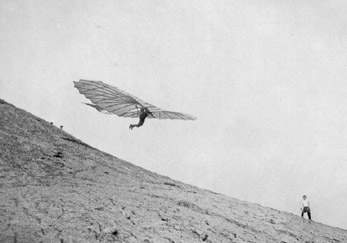
Инженер Отто Лилиенталь на дельтаплане в Германии в 1891 году; первые достоверные сообщения о пилотируемых полётах на воздушном змее идут из Китая от середины VI века н. э.

- Пилотируемый полёт на воздушном змее: Хотя Гэ Хун (284—364 н. э.) сделал намёк в своих записях о пилотируемых полётах на воздушных змеях, первый твёрдо доказанный полёт датируется эпохой Северная Ци (550—577).[221] Древняя китайская благочестивая традиция, называемая «освобождением живых существ», когда пойманных рыб и птиц отпускали на волю, была грубо искажена известным жестоким императором Северной Ци Вэнь Сюань-ди (правил 550—559). Чтобы казнить всё семейство из племени табгачей, которое управляло предыдущей династией Восточная Вэй (534—550), император Вэнь Сюань-ди воспользовался традицией «освобождения живых существ», и начал под этим видом запускать членов семьи табгачей с верхушки 30-метровой башни Золотой Феникс (около города Е, Китай) в качестве лётчиков-испытателей для пилотируемых воздушных змеев.[221] Согласно имеющимся записям, император Вэнь Сюань-ди «сначала брал арестантов, запрягал их в большие коврики из бамбука в виде крыльев и приказывал им лететь к земле с верхней части башни». Все эти люди погибли. Однако, Вэнь Сюань-ди хотелось большего зрелища, и в последний год своего правления заключённые запрягались в большие воздушные змеи в виде сов. Бывший наследник династии Восточная Вэй Юань Хуантоу (ум. 559) якобы пролетел до приземления около 3,2 км, остался жив, но был схвачен и передан Би Июню, руководителю официальной полиции, который вскоре казнил его.[222] Запись об этом событии имеется в исторической работе Цзычжи Тунцзянь, составленной государственным деятелем Сыма Гуанем (1019—1086) в 1084 г. Позднее путешественник Марко Поло (1254—1324) заметил, что экипажи китайских торговых судов всегда состояли из дураков и пьяниц, которые являются кандидатами на размещения в качестве «препятствия», обычно изготовляемого из прутьев ивы. Эти препятствия болтаются в воздухе на восьми верёвках и используются как средство для гадания по поводу коммерческой перспективы.[223]

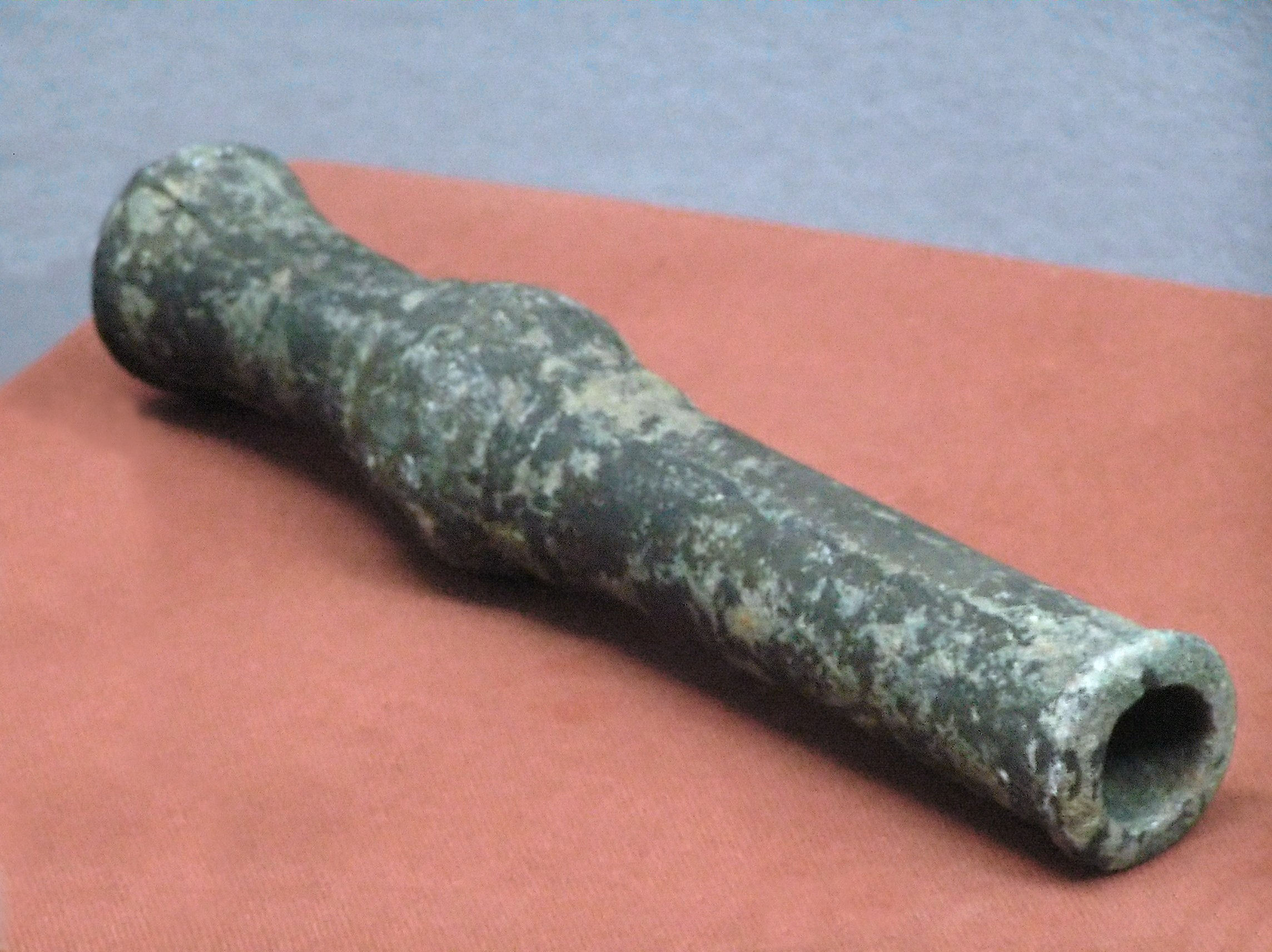
Одна из старейших в мире бронзовая пищаль эпохи династии Юань (1271—1368). Самый старый экземпляр датируется 1288 г., когда было сделано первое упоминание пищали в китайской литературе.

- Пищаль: Самые ранние пищали с металлическим стволом датируются XIII веком, о чём свидетельствуют археологические свидетельства из раскопок в Хэйлунцзяне, а также письменные упоминания в Юаньши (1370) относительно офицера Ли Тана, этнического чжурчжэня эпохи династии Юань (1271—1368), который в 1288 г. подавлял восстание христианского князя Наяна с его «пушечными солдатами» или чунцзу. Это является самым ранним известным употреблением фразы такого рода.[224][225] Бронзовая пушка из Хэйлунцзяна эпохи династия Юань, датируемая до 1288, составляет в длину немногим более 0,3 м и весит 3,6 кг. Она имеет небольшое поджигательное отверстие для воспламенения и даже выпуклое расширение вокруг взрывной камеры, конструкция, которая позволяет огнестрельному оружию увеличивать силу внутреннего взрыва.[225]

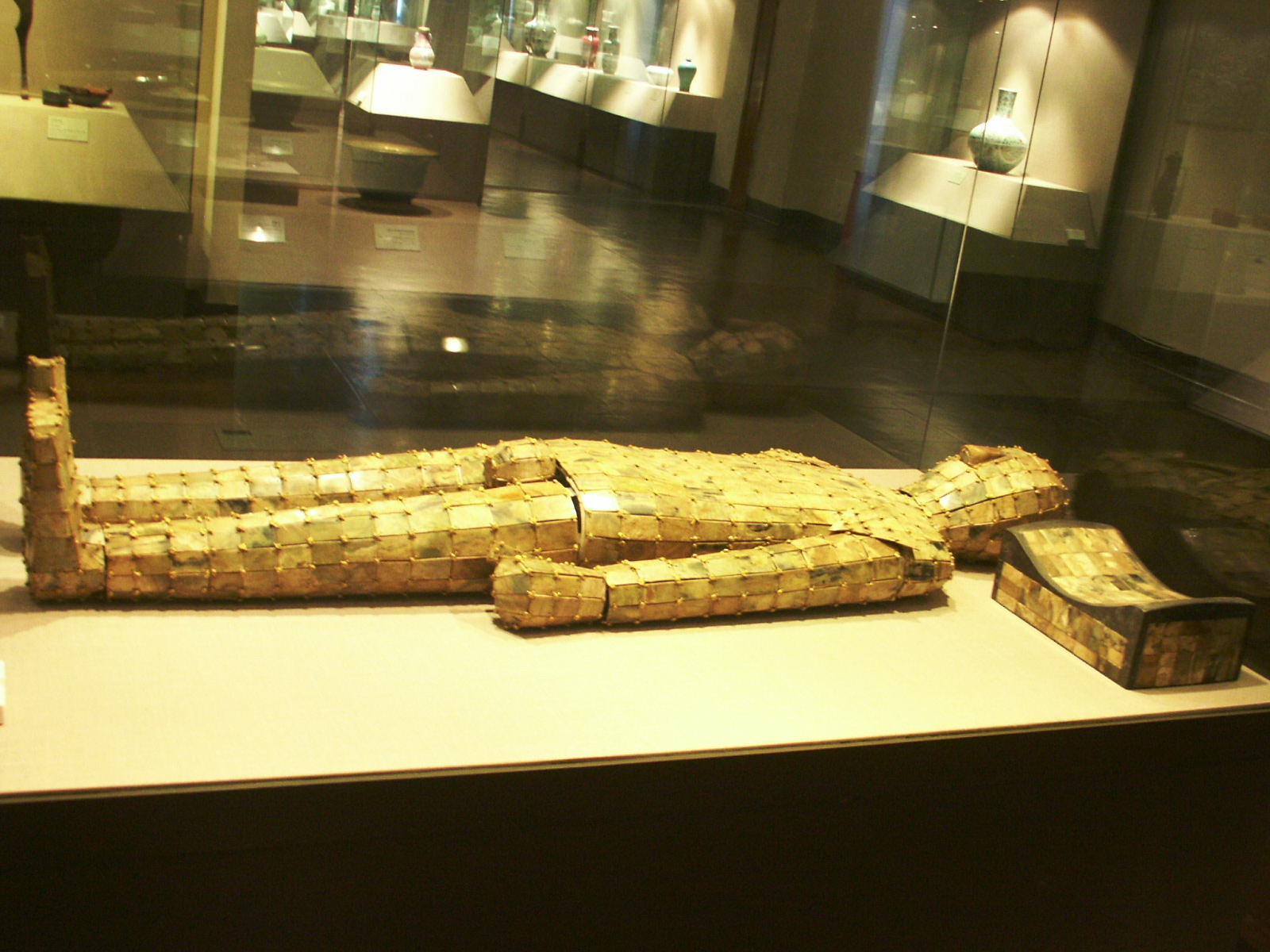
Нефритовый принц, эпоха династии Хань (202 до н. э.—220 г. н. э.), Национальный музей истории Китая, Пекин

- Погребальное одеяние из нефрита: Захоронения в одеянии из нефрита существовали в Китае в эпоху династии Хань (202 до н. э.—220 г. н. э.). В подтверждение древних записей о величии и благородстве династии Хань и захоронении в нефритовых одеяниях, археологи обнаружили в июне 1968 года в провинции Хэбэй гробницу и захоронения в нефритовых одеяниях принца Лю Шэна (ум. 113 до н. э.) и его жены Ван Доу.[226] Одеяние Лю из двенадцати гибких частей, состоит из 2690 квадратных кусочков зелёного нефрита с отверстиями, проколотыми по четырём углам, так чтобы их можно было сшить вместе золотой нитью. Общий вес золотой нити, используемой в одеянии, составляет 1110 г (39 унций). Одеяние принцессы Ван Доу сделано из 2156 кусочков нефрита, скреплённых вместе золотыми нитями весом 703 г (24,7 унции). Хотя нефритовые украшения и маски на голове появляются в захоронениях в начале династии Хань, захоронения с полным одеянием не делались до царствования императора Вэнь-ди (правил 180—157 до н. э.), а самое древнее найдено в округе Сюйчжоу. В общей сложности между 1954 и 1996 годами было обнаружено 22 захоронения эпохи Западная Хань (202 до н. э.—9 г. н. э.) и 27 захоронений эпохи Восточная Хань (25—220 н. э.) с полными и частичными нефритовыми одеяниями. Они встречаются в основном в провинциях Хэбэй, Шаньдун, Хэнань и Цзянсу, в городах Сяньян, Бочжоу, Гуанчжоу, Мавандуй, Мяньян и Цюйцзин. Захоронения с нефритовым погребальным одеянием постепенно исчезли после того, как они были запрещены в 222 году императором Цао Пэйем.[227]
- Подводные спасательные операции: В 333 г. до н. э. в реке Сы были потеряны девять бронзовых треножников, а в 219 г. до н. э. император Цинь Шихуанди (259—210 до н. э.) снарядил экспедицию, чтобы найти и спасти их в русле реки с помощью системы канатов, но поиск оказался неудачным (это стало даже темой искусства в виде барельефа того периода).[228] В XI веке н. э. прошла успешная подводная спасательная операция в Китае эпохи династии Сун (960—1279) с использованием плавучести.[229] Китайцы понимали принцип плавучести по крайней мере с III века н. э. Недолго проживший вундеркинд Цао Чун[кит.] (196—208) взвесил большого слона, поместив его на лодке в пруду и замерив рост уровня воды. Затем лодку загрузили многочисленными тяжёлыми предметами до такого же уровня воды, а эти предметы можно было взвесить по отдельности.[230] Между 1064 и 1067 гг. плавающий понтонный мост Пуцзинь через реку Хуанхэ возле Пучжоу, построенный около 350 лет назад, был уничтожен во время наводнения.[231] Этот мост был сделан из лодок, соединённых железными цепями, которые были прикреплены к восьми различным чугунным статуям по обоим берегам, отлитых в форме лежащих быков.[231] Наводнение утащило быков с песчаной банки в реку, и они опустились на дно. После этой потери местные власти сделали официальной воззвание с целью предложения идей того, как спасти статуи.[231] Был принят план буддийского монаха Хуайбина, который Роберт Темпл описывает так: «По его предложению рабочие наполнили две большие лодки землёй, а водолазы прочно прикрепили короткие троса от этих лодок к быкам в русле реки (поочерёдно). Затем землю стали постепенно выбрасывать из лодок, в результате чего они всплывали всё выше и выше в воде. Ко всеобщему удовольствию, созданная таким образом плавучесть подняла быков из русла реки. Затем они были отбуксированы по воде простой парусной лодкой к берегу».[229] Этот же метод был применён к спасению части современного океанского лайнера Андреа Дориа, который затонул в Атлантическом океане в 1956 году. Для наполнения лодок балластом использовалась вода, которая постепенно выливалась за борт. В результате корпус затонувшего корабля поднялся на 68,5 м.[228]

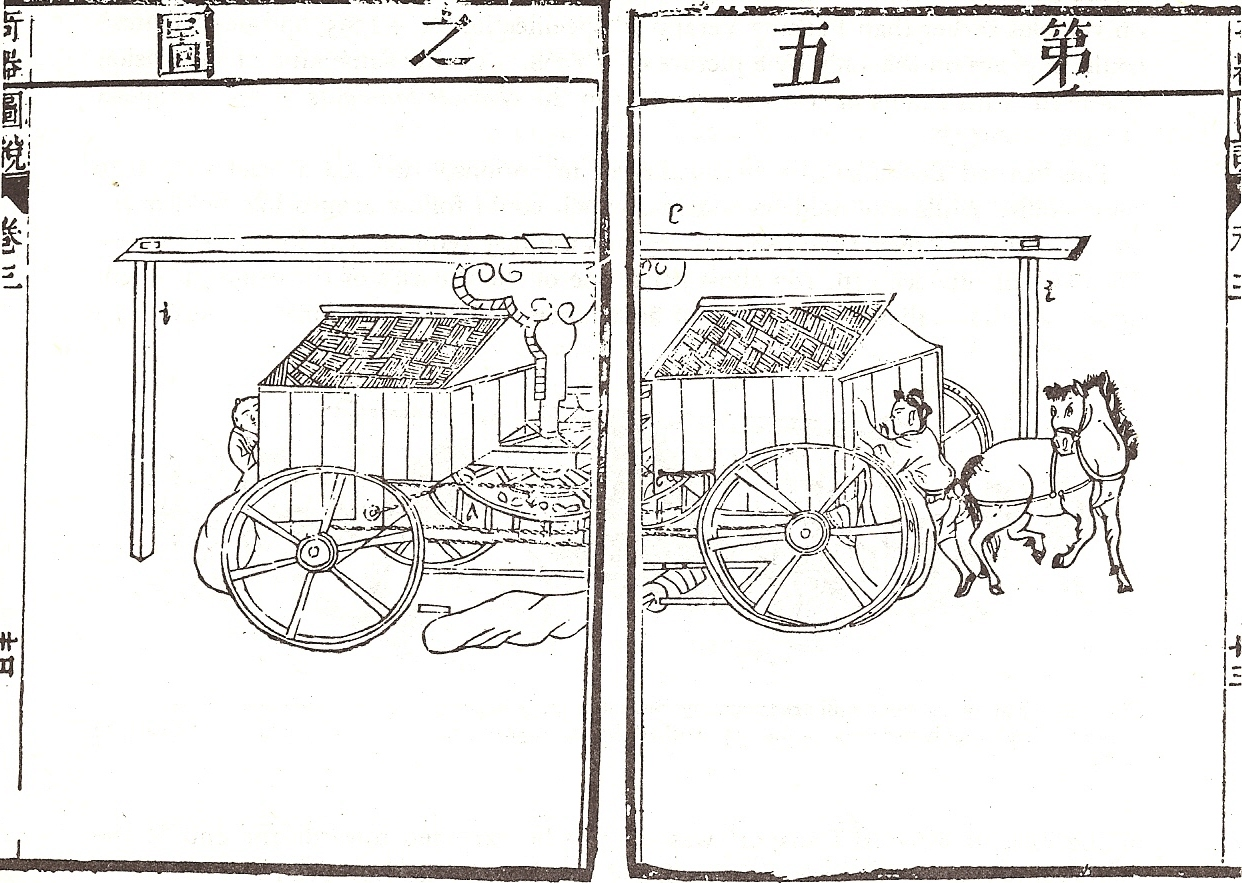
Полевая мельница из китайской книги Иоганна Шрека и Ван Чжэна Юаньси Цици Тушо Луцзуй (Собрание рисунков и пояснений чудесной машины далёкого Запада), 1627

- Полевая мельница: В книге Ечжунцзи («Запись событий в столице Е поздней династии Чжао»), написанной Лу Хуэйем (ок. 350 г. н. э.), описаны различные механические устройства, которые изобрели два инженера эпохи поздней Чжао (319—351), известные как дворцовый служащий Се Фэй и директор императорских мастерских Вэй Мэнбянь.[232] Одним из устройств является полевая мельница, которая по существу представляла собой повозку с жерновами, помещёнными на раме. Эти жернова вращались при движении повозки от её колёс и могли смолоть пшеницу и другие зерновые культуры. Эти же два инженера изобрели ещё одно похожее транспортных средство — «молотильную повозку», на которой устанавливались деревянные статуи, представляющие собой механические фигуры, которые работали, как настоящие молотобойцы. Они колотили молотками рисовые снопы, отделяя зёрна от мякины. Опять-таки, устройство функционировало только при движении повозки.[233] Полевая мельница потеряла своё значение и перестала применяться в Китае в эпоху поздней империи Чжао, но она была независимо изобретена в Европе в 1580 году итальянским военным инженером Помпео Таргоне. Она была описана в трактате Витторио Зонка в 1607 году, а затем в китайской энциклопедии 1627 г. «Рисунки и пояснения чудесных машин далёкого Запада», которая была составлена и переведена на китайский язык немецким иезуитом Иоганном Шреком (1576—1630) и китайским автором эпохи династии Мин (1368—1644) Ван Чжэнем (王征 1571—1644). В тот период это изобретение рассматривалось в Китае как оригинальная западная диковина.[234]
- Посох Якова: Крупный чиновник и учёный эпохи империи Сун (960—1279) Шэнь Ко (1031—1095) увлекался антиквариатом с целью изучения археологических находок. Однажды в саду в провинции Цзянсу он натолкнулся на древний механизм похожий по форме на арбалет, на ручке которого была нанесена прицельная измерительная шкала в минутах. Когда он визуализировал инструмент на гору, инструмент показал большое расстояние до неё, но при визуализации небольшой части склона расстояние стало маленьким из-за того, что перекрестие устройства нужно было отодвинуть дальше от глаза наблюдателя, а градуировка шкалы начиналась от дальнего конца. Он пишет, что если поместить на устройстве стрелку и смотреть через её конец на гору, то можно измерить высоту горы в градусах и затем посчитать истинную высоту горы. Шэнь Ко замечает, что это измерение похоже на то, как математики используют прямоугольные треугольники для оценки высоты предметов. Джозеф Нидэм пишет, что Шэнь Ко открыл геодезический инструмент — Посох Якова, который стал известен в Европе в 1321 г. благодаря еврейскому математику Бен Гершому (1288—1344).[235]
- Прививка против оспы: Джозеф Нидэм и Роберт Темпл заявляют, что прививки против оспы, возможно, существовали ещё в конце X века, в эпоху династии Сун (960—1279), но для доказательства они опираются на книгу Чжундоу Синьфа (种痘心法), написанную Чжу Иляном в 1808 г.[236][237] Ван Цюань (1499—1582) сделал первую чёткую запись о прививке против оспы в своей книге Доучжень Синьфа (痘疹心法) в 1549 г.[238] Процесс прививки красочно описан Ю Чангом в своей книге Юйи Цао (寓意草) или Заметки на мой приговор, опубликованной в 1643 г., и Чжан Янем в работе Чжундоу Синьшу (种痘新书) или Новая книга о прививке оспы в 1741 году.[239] Как пишет Ю Тяньчи в своей книге Шадоу Цзицзу (痧痘集解) в 1727 г., которая была основана на работе Ван Чжанжэня Доучжень Цзиньцзин Лу (痘疹金镜录) 1579 г., метод прививки против оспы не был широко распространён в Китае до правления императора Лунцина (правил 1567—1572) из династии Мин (1368—1644).[238][240] Китайские методы прививки оспы не использовали материал тех, кто имел полномасштабное заболевание (то есть сильную оспу) из-за риска её передачи. Вместо этого они вставляли в нос хлопковую затычку с незначительным количеством струпьев от уже привитого человека (то есть слабую оспу), используя их материал. Если организм вырабатывал иммунитет к слабой оспе, человек никогда больше не болел этой болезнью.[241]
- Природный газ как топливо: Роберт Темпл утверждает, что IV век до н. э. (Период Сражающихся царств) является консервативной оценкой времени, когда китайцы стали использовать природный газ в качестве топлива и для освещения.[242] Он считает, что систематическое бурение скважин для добычи рассола привело к открытию в I веке до н. э. (эпоха династии Хань) в провинции Сычуань многих «огненных скважин», которые давали природный газ.[242] Как отмечено во II веке н. э., это привело к целенаправленному поиску природного газа.[242] Как рассол, так и природный газ транспортировался по бамбуковым трубам. Рассол выливался в чугунные кастрюли для кипячения и выпаривания соли. Из небольших скважин газ мог подаваться непосредственно к горелкам, но газ, поднимавшийся с большой глубины (около 600 м), при смешивании с воздухом образовывал взрывоопасную смесь. Чтобы не допустить взрыва, китайцы сначала транспортировали газ в большие деревянные камеры конической формы, размещённые на 3 м ниже уровня земли. Туда же по другой трубе подавался воздух, тем самым превращая камеры в большие карбюраторы.[89] Во избежание пожаров из-за внезапного излишнего поступления газа в камерах использовались дополнительные вытяжные трубы, являвшиеся своеобразной выхлопной системой.[243]

### Р
- Разрывное пушечное ядро: В военном справочнике Холунцзин, составленном в середине XIV века Цзяо Юйем (XIV—начало XV века) и Лю Цзи (1311—1375), описаны уже давно им известные разрывные ядра, которые изготовлялись из чугуна в виде полого шара и начинялись порохом. Цзяо и Лю пишут, что такие пылающие ядра могли поджечь вражеский лагерь. Самые ранние свидетельства применения разрывных пушечных ядер в Европе относятся к XVI веку.[244][245] Холунцзин также описывает применение ослепляющих и отравляющих наполнений разрывных ядер. Последствия предполагаемого применения этого химического оружия описаны так: «Лица и глаза вражеских солдат будут обожжены, а дым будет воздействовать на их носы, рты и глаза».[246]

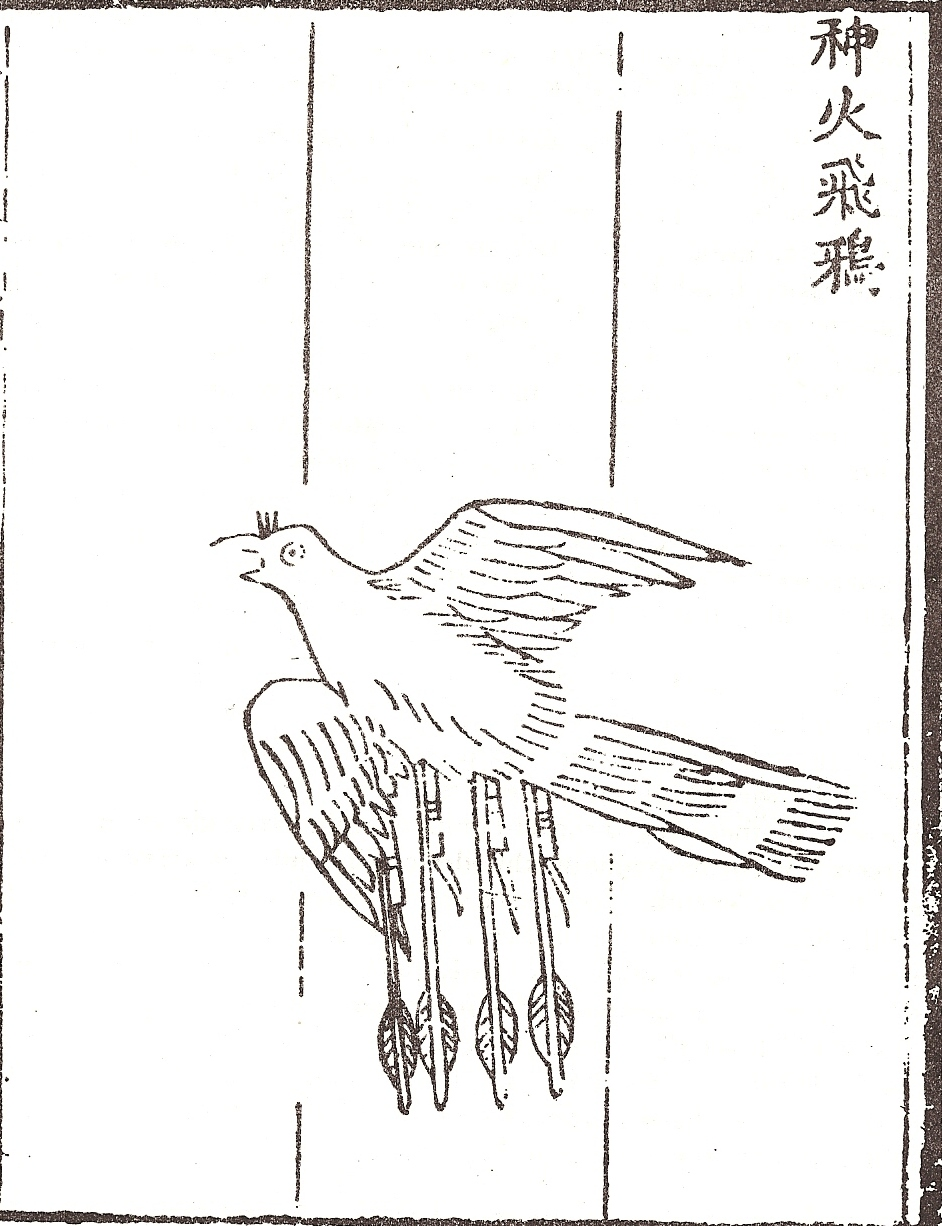
«Летающий ворон с волшебным огнём» посылает реактивные бомбы; из трактата середины XIV в. Холунцзин.

- Ракета c аэродинамическими крыльями: Первая известная ракета с аэродинамическими крыльями, названная «летающим вороном с волшебным огнём», описана в старейшей редакции трактата Холунцзин (начало или середина XIV века), составленном Цзяо Ю и Лю Цзи в начале эпохи династии Мин (1368—1644).[247] Корпус ракеты имел форму и вид птицы ворона, и был начинён порохом. Сделанные из бамбука рейки образовывали длинный переплетённый каркас, усиленный клеёной бумагой.[248] Спереди и сзади прикреплялись декоративная голова и хвост, а по бокам прибивались крылья.[248] Для приведения оружия в движение под каждым крылом располагались два наклонных реактивных снаряда. При поджигании главного фитиля происходило возгорание четырёх других фитилей, соединённых с каждой ракетой через отверстия, просверлённые в задней части птицы.[248] В книге утверждается, что после подъёма ракеты высоко в воздух в направлении на стоянку врага или вражескую лодку, производился автоматический взрыв от удара, который был виден из значительном расстоянии.[249] В трактате Убэйчжи, опубликованном в 1621 году, описано оружие под названием «свободно летящая, врага убивающая, громоподобная бомба», которая является ещё одной крылатой ракетой. Бомба обклеивалась промасленной бумагой и имела с тыльной стороны реактивный снаряд из отрезка трубы.[249] Когда во время полёта горючая смесь сгорала, в ракете автоматически поджигались взрывчатые вещества, образующие ядовитый дым, а также сбрасывались заграждения с отравленными шипами.[249]

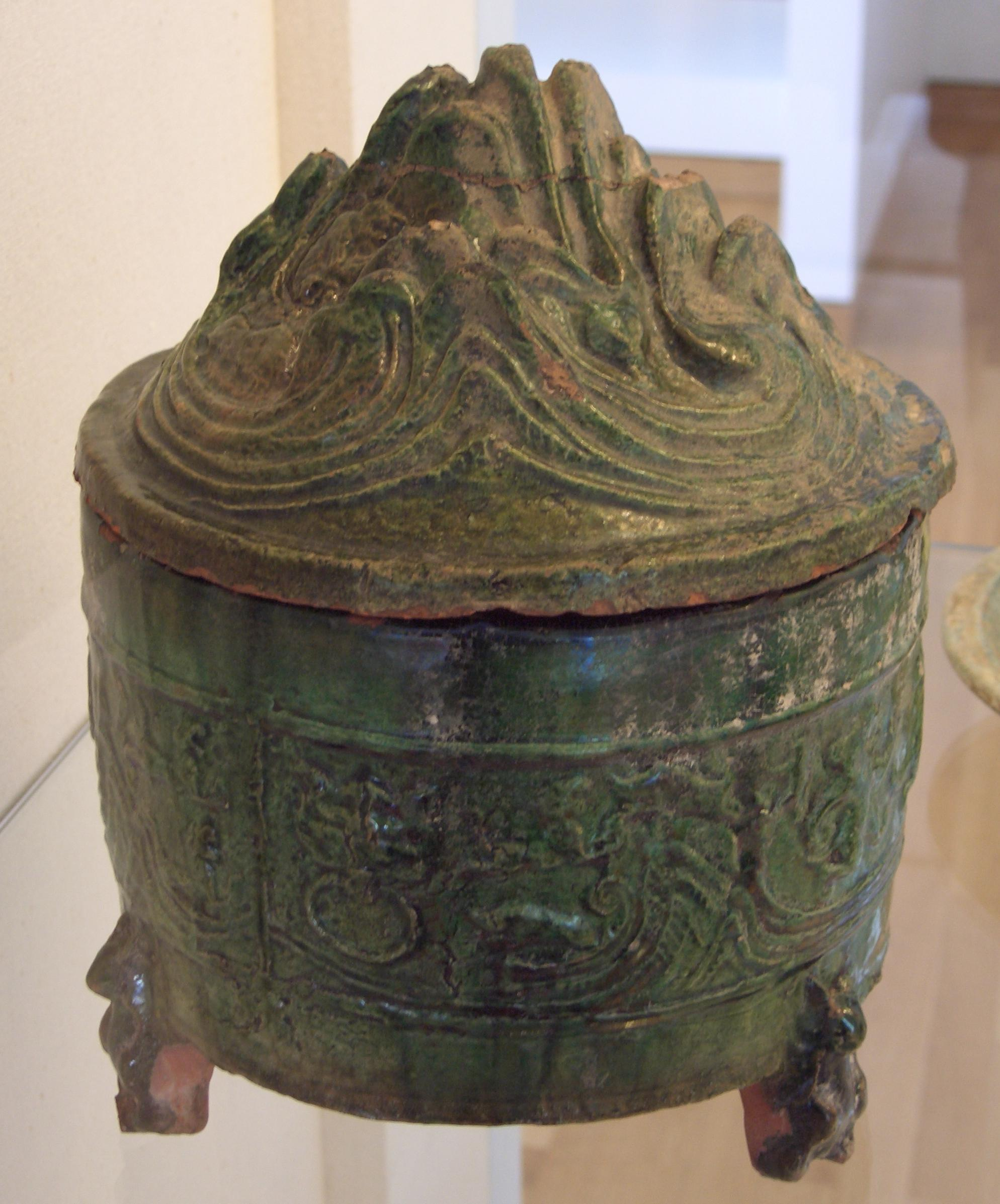
Создание рельефных карт в Китае возникло в эпоху династии Хань в связи с модой на изделия с крышками, украшенными горами. Часто они изображали мифические острова Пэнлай.

- Рельефная карта: В статье 1665 г. в философских трудах Королевского общества Джон Эвелин (1620—1706) написал, что восковые модели имитации природы и рельефные карты являются новинкой из Франции.[250] Некоторые позднейшие исследователи приписали первую рельефную карту некому Паулю Доксу, который изобразил область Куфштайн на рельефной карте в 1510 г.[250][251] Историк XX века Джордж Сартон указал на записи Ибн Баттута (1304—1368 или 1377), который был более ранним свидетелем рельефной карты в Гибралтаре в XIV веке.[250][251] Однако, рельефные карты, возможно, существовали в Китае, начиная с III века до н. э., если «исторические записки», написанные в 91 г. до н. э. Сыма Цянем о гробнице императора Цинь Шихуанди (правил 221—210 до н. э.) окажутся верными (после завершения раскопок).[252] Известно, что Ма Юань (14 до н. э.—49 н. э.) создал рельефную карту из риса в 32 г. н. э. Этот тип карт подробно описал в эпоху династии Тан (618—907) Цзян Фан в своём Эссе об искусстве построения гор из риса (ок. 845 г.).[252] Се Чжуан (421—466) из династии Лю Сун (420—479) создал деревянную рельефную карту империи размером 0,93 м² с изображением гор и рек, которую можно было разобрать и сложить как гигантскую головоломку.[252] Во время назначенной судом инспекции вдоль границ империи Сун (960—1279) учёный-энциклопедист и государственный деятель Шэнь Ко (1031—1095) создал трёхмерную рельефную карту с изображением миниатюрных дорог, рек, гор и перевалов, сделанную из дерева, пропитанных клеем опилок, пчелиного воска и клейстера.[46][253][254][255] Эта деревянная модель понравилась императору Шэньцзуну (правил 1067—1085). Впоследствии он приказал, чтобы все префекты приграничных регионов подготовили аналогичные деревянные карты, которые должны быть отправлены в столицу и храниться в архиве.[46] В 1130 г. Хуан Шан сделал деревянную рельефную карту, которая впоследствии привлекла внимание неоконфуцианского философа Чжу Си (1130—1200). Он попытался приобрести её, но затем сделал свою карту из глины и дерева.[46][255] Карту из восьми кусков дерева, связанных шарнирами, можно было разложить вокруг человека.[46]

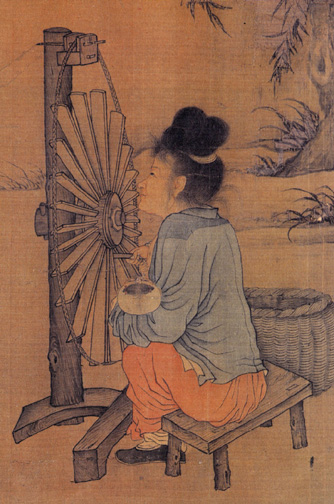
Прялка, Северная Сун (960—1127), художник Ван Цзюйчжен. Китайцы изобрели ремённую передачу в I в. до н. э. для намотки шёлка, а она затем оказала существенное влияние на появление прялки, изобретённой позднее либо в Китае, либо в Индии.

- Ремённая передача: Механическая ремённая передача с большим колесом и маленьким шкивом впервые упоминается в эпоху династии Хань (202 до н. э. — 220 н. э.) у писателя Ян Сюна в 15 г. до н. э. при описании наматывающей машины, используемой для намотки шёлковой нити с кокона на катушку челнока ткацкого станка.[256] Она фигурирует также в книге эпохи Троецарствия 230—232 г., а в дальнейшем не только послужила основой для изобретения цепной передачи, но и стала важным элементом для изобретения прялки.[257] Цинь Гуан в 1090 г. в книге о текстиле и шелководстве, написанной в эпоху империи Сун (960—1279), описывает ремённую передачу для шёлко-мотального устройства.[258] Иллюстрация женщины, работающей на прялкой с несколькими веретёнами и с непрерывно движущимся ремнём приведена в Сельскохозяйственной книге, изданной в 1313 г. Ван Чжэнем (1290—1333).[259] Эта шёлкообрабатывающая машина была удачным началом для выполнения ровной намотки нити на катушку. В XIV веке для этой цели в текстильном производстве Китая была применена гидравлическая энергия.[260]

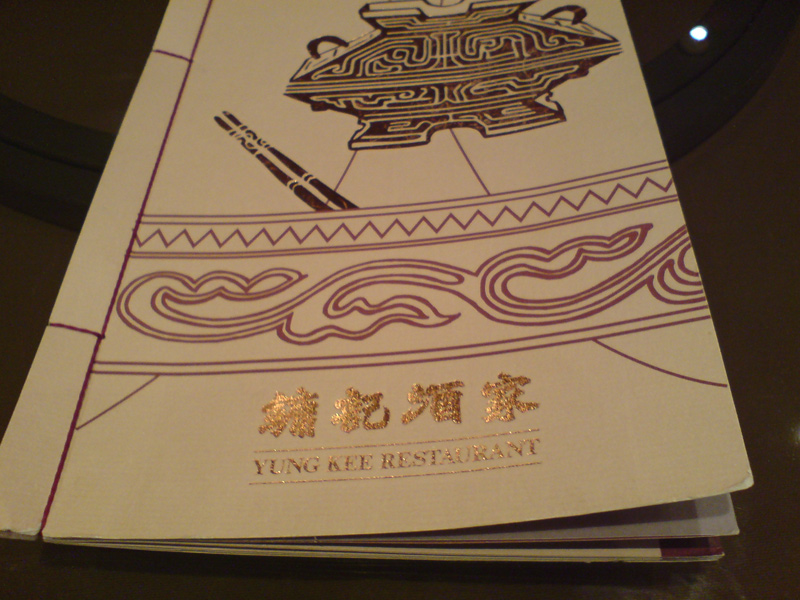
Ресторанное меню из Гонконга; первые меню появились в Китае в эпоху империи Сун (960—1279).

- Ресторанное меню: В начале эпохи династии Сун (960—1279) городские лавочники купеческого среднего сословия часто не имели времени, чтобы поесть дома. Поэтому они решались поесть в различных общественных местах, таких как храмы, таверны, чайные дома, продуктовые лавки и рестораны. Эти последние строили бизнес на близлежащих публичных домах, домах поющих девушек и драматических театрах. В ресторанах обедали также иностранцы-путешественники и китайцы, мигрировавшие в города из регионов с разными стилями приготовления пищи. Чтобы удовлетворить спрос при разнообразии вкусов, в городских ресторанах возникли меню.[261][262]

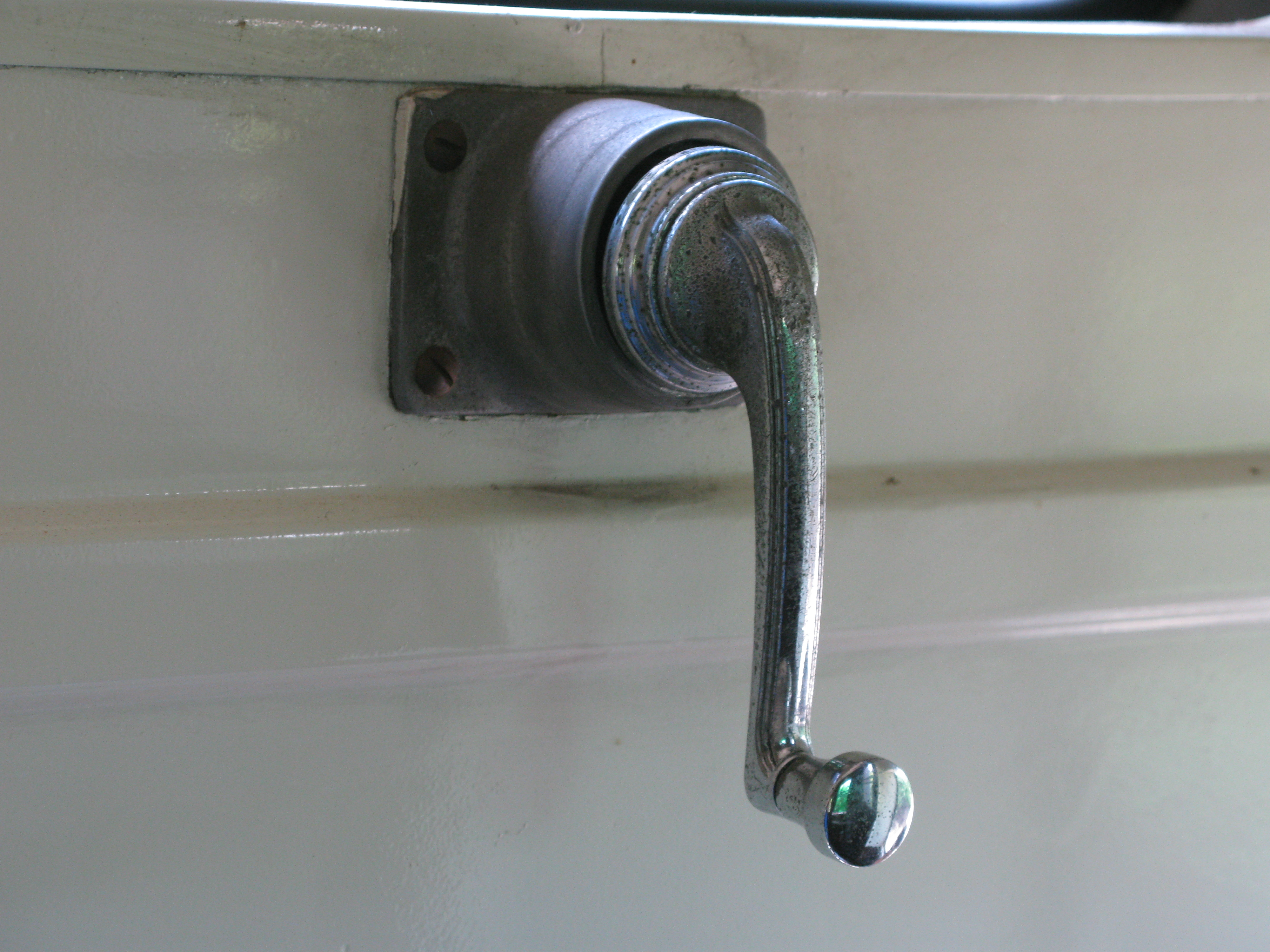
Оконную ручку-кривошип китайцы используют по крайней мере 2,000 лет

- Ручка-кривошип: Самая древняя ручка-кривошип восходит к I в. до н. э., эпохе династии Хань (202 до н. э.-220 н. э.). Она обнаружена на керамическом, покрытом зелёной глазурью надгробии в виде модели хозяйственного двора, как составная часть вращающейся мукомолки. Человек на модели приводит ногой в движение хвостовой молоток для измельчения зерна, а левой рукой вращает ручку-кривошип веялки, чтобы работал вентилятор.[263][264] В более позднюю эпоху императорского Китая (династии Тан и Сун) ручка-кривошип использовалась также в мукомолках, шёлконаматывающих и коноплепрядильных машинах, гидравлических ситах для муки, гидравлических мехах, воротах для подъёма воды и других устройствах.[265]
- Рычажный молот: Древние китайцы использовали ступу и пест для того, чтобы толочь и измельчать зерно. Со временем пест был заменён наклонённым молотком с педальным управлением с использованием простого рычага и точки опоры. Возможно, это произошло в эпоху династии Чжоу (1122—256 до н. э.), но впервые такое устройство описано в эпоху династии Хань (202 до н. э.—220 н. э.) в словаре 40 г. до н. э., а вскоре после этого описание сделал Ян Сюн (53 до н. э.—18 н. э.) в своём словаре Фанъянь, написанном в 15 г. до н. э. Следующим этапом эволюционного развития зернотолкушечного устройства является применение гидравлической энергии, о чём упоминает Хуан Тан (43 до н. э.—28 н. э.) в своей книге Синьлунь в 20 г. н. э., хотя он также описал такие же устройства, приводимые в действие лошадьми, быками, ослами и мулами.[266] После написания книги Хуан Тана многочисленные описания рычажного молота, приводимого в действие водяным колесом, были сделаны в последующие китайские династии, а затем и в средневековой Европе XII века.[267] Тем не менее, достаточно широкое использование рычажных молотов засвидетельствовано также в Римской империи I века нашей эры как в литературе (Плиний, Естественная история 18,97), так и археологическими доказательствами.[268][269]

### С

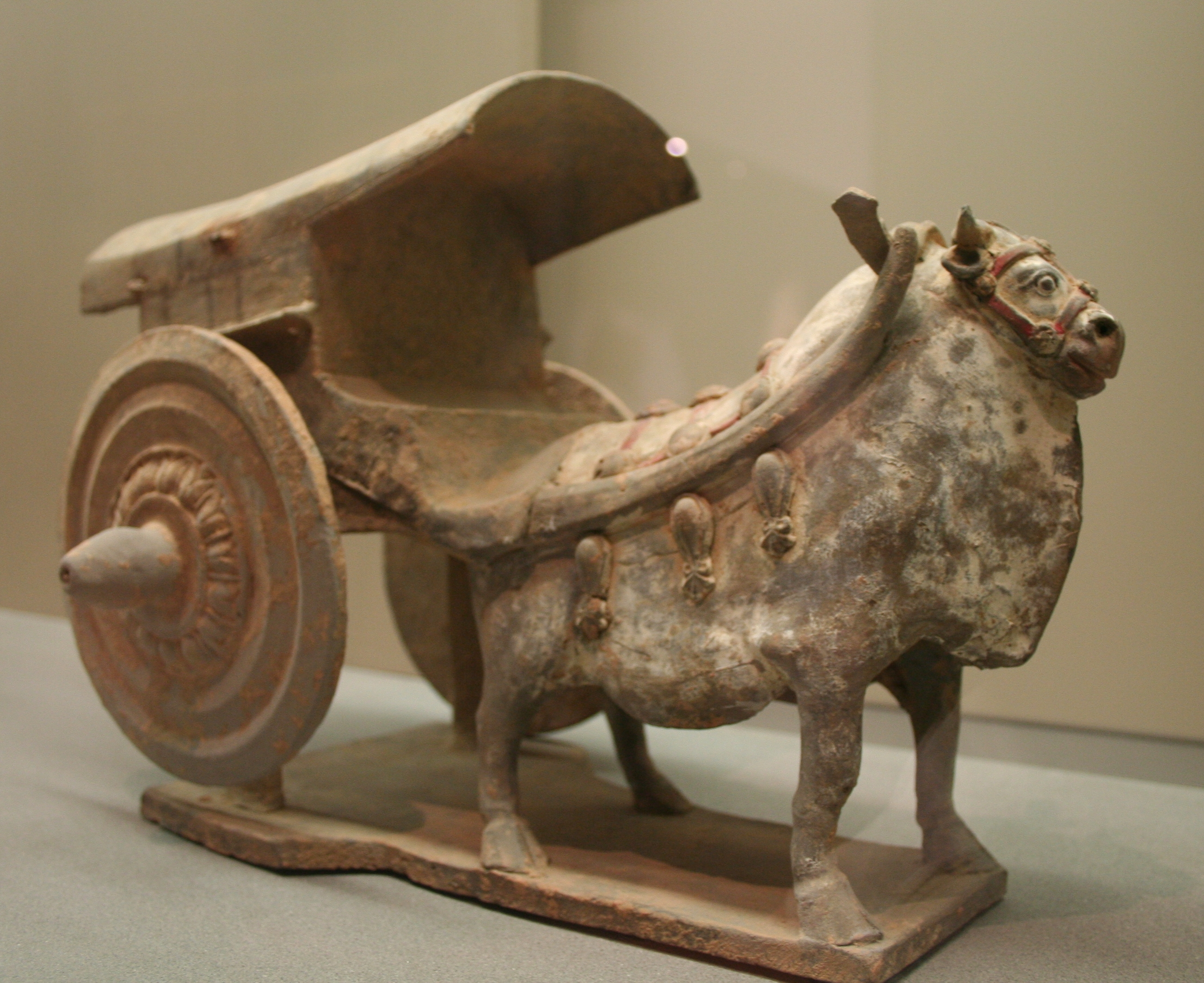
Арба, запряжённая буйволом, эпоха династии Суй (581—618 н. э.)

- Сбруя конская (ярмо, гуж, нагрудный ремень): Во всём древнем мире в качестве простейшей упряжки лошадей, которые тащили повозки, использовался «ошейник, обхватывающий горло». Он очень сильно ограничивал возможности лошади, поскольку оказывал постоянное сдавливающее воздействие на шею животного.[270][271] Живопись на лаковых изделиях царства Чу, датируемая IV веком до н. э., показывает первое известное использование ярма, помещённого на грудь лошади и привязанного к дышлу колесницы.[272][273] Жёсткое ярмо на груди лошади было постепенно заменено на нагрудный ремень, который часто изображается на резных рельефах и штампуется на кирпичах из гробниц эпохи династии Хань (202 до н. э.—220 г. н. э.).[274] Со временем в Китае был изобретён хомут, это произошло не позднее на V века н. э.[275][276]
- Свисток: Использовался в качестве игрушки и музыкального инструмента.

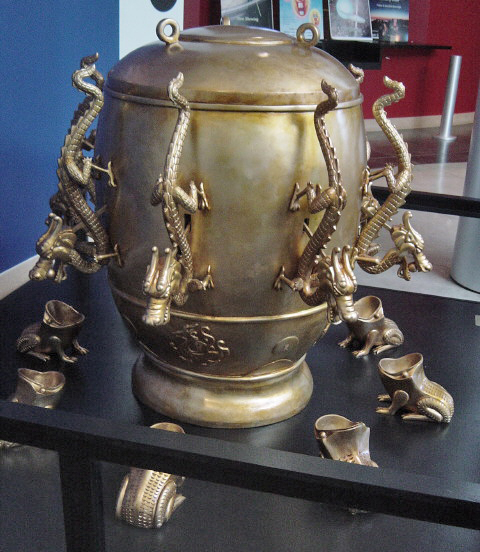
Реконструкция сейсмометра Чжан Хэна, использующего чувствительный к толчкам земли маятник. Размещённый в 133 г. в Лояне, он фиксировал землетрясения за 400—500 км в провинции Ганьсу.

- Сейсмометр: Первый сейсмометр изобрёл в 132 г. в эпоху династии Хань (202 до н. э.—220 н. э.) государственный деятель, астроном и математик Чжан Хэн (78—139). Это был металлический инструмент в форме урны, в котором был либо подвешенный, либо перевёрнутый маятник. Его действие основывалось на инерции движения маятника при толчках земли от землетрясений. Специальный рычаг выбивал металлический шар, который падал из пасти металлического дракона в пасть металлической жабе, указывая точное направление на очаг происшедшего землетрясения. По этому направлению государство отправляло оперативную помощь в пострадавшие районы. Несколько последующих воссозданий этого устройства служили китайскому государству вплоть до эпохи династии Тан (618—907), затем об использовании аппарата ничего не известно. Этот факт отметил даже писатель Чжо Ми в 1290 г., в эпоху династии Юань (1271—1368).[74][277][278][279][280][281][282][283]

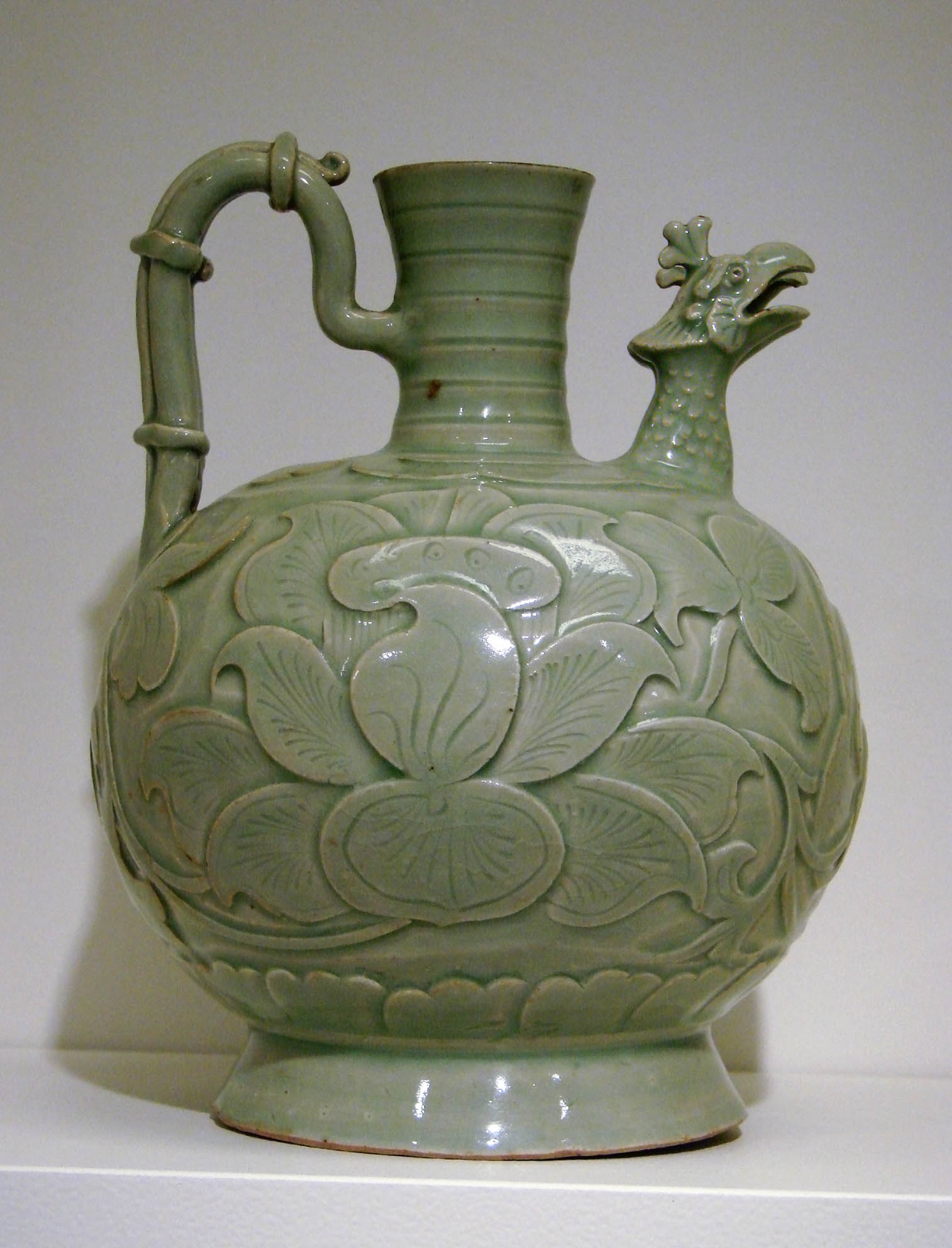
Кувшин конца X века из серого песчаника и селадоновой глазури, эпоха империи Сун (960—1279); носик в форме головы китайского феникса.

- Селадон: Ван Чжуншу (1982) утверждает, что осколки этого типа керамической глазури, найденные при раскопках гробницы Чжэцзян, были сделаны в Восточной династии Хань (25 — 220 н. э.). Он также утверждает, что этот тип керамики стал хорошо известен в эпоху Троецарствия (220—265).[284] Ричард Дьюар (2002) не согласен с этим, заявив, что настоящий селадон, который требует температуру обжига как минимум 1260 °C, оптимальный диапазон от 1285° до 1305 °C, и укороченный обжиг, не был создан до начала эпохи Северной империи Сун (960—1127).[285] Уникальная серая или зелёная глазурь селадона является результатом трансформации оксида железа из феррического состояния в ферроидное (Fe2O3 → FeO) во время процесса обжига. Изделия из лунцюаньского селадона, которые были впервые сделаны в эпоху Северной империи Сун, имели голубоватую, сине-зелёную и оливково-зелёную глазурь с высоким содержанием кремнезёма и щелочей. Похожими по составу позже были фарфоровые изделия из Цзиньдэчжэня и Дехуа.[286]
- Сеялка рядовая: Деревянная рядовая существует в Китае с III веке до н. э., а железная сеялка с несколькими семяпроводами изобретена во II веке до н. э., в эпоху династии Хань (202 до н. э.—220 г. н. э.).[287][288] Рядовая сеялка позволила более оперативно и равномерно распределять семена культур ровными рядами, вместо ручного разбрасывания их на крестьянских полях.
- Спички, зажигаемые без трения: Самые первые спички для разведения огня появились в Китае в 577 н. э. Их изобрели придворные дамы государства Северная Ци (550—577), которые отчаянно искали материалы для освещения, приготовления пищи и отопления, когда вражеские войска Северной Чжоу (557—581) и династии Чэнь (557—589) осадили город. Первые спички в Китае предназначались для зажигания от существующего пламени и переноса огня на другое место. Это были сосновые палочки, пропитанные серой и требовавшие лишь лёгкого касания пламени для зажигания. Об этом написано в книге Тао Гу Записи о божественном и странном в 950 г. (Эпоха пяти династий и десяти царств). Он также пишет, что когда-то спички называли «рабами, приносящими огонь», а уж потом они стали продаваться под названием «огненная дюймовая палочка». Самозагорающиеся от трения спички нигде не делали до 1827 г., когда их изобрёл Джон Уолкер.[289]

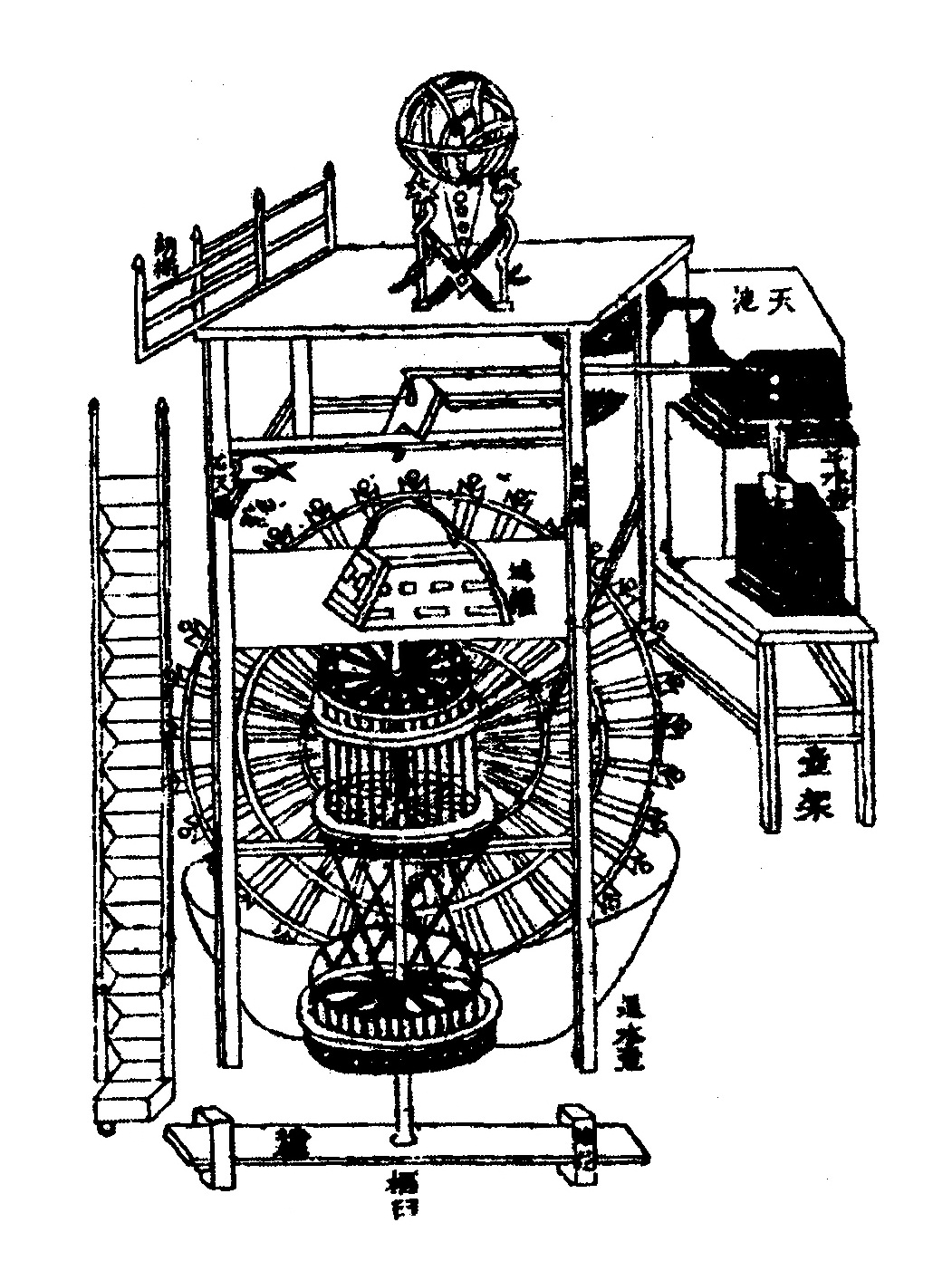
Иллюстрация 1094 г., показывающая внутреннее устройство курантов Су Суна (1020—1101), со спусковым механизмом и самой древней в мире цепной передачей

- Спусковой механизм часов: Хотя спусковой механизм для умывальника впервые изобрёл грек Филон Византийский,[290] для работы часов этот механизм впервые применил буддийский монах, придворный астроном, математик и инженер эпохи династии Тан (618—907) И Син (683—727) для водоприводного глобуса звёздного неба в традициях Чжан Хэна (78—139). Спусковой механизм использовали и в более поздних китайских часах, таких как куранты на обеих башнях Чжан Сысюнь (конец X века) или куранты Су Суна (1020—1101).[291] Спусковой механизм И Сина обеспечивал ежечасный автоматический звон колокола, а барабан бил автоматически каждые четверть часа, по существу это были часы с боем. В отличие от современных спусковых механизмов, в которых используется колеблющийся маятник, тормозящий и освобождающий своими крючками небольшую вращающуюся шестерёнку, ранние китайские спусковые механизмы использовали гравитацию и гидравлику.В курантах Су Суна на спицы водяного колеса (которое действует аналогично зубчатому колесу) закреплены ковши, которые по одному наполняются водой из цистерны. Когда вес воды в ковше достигает определённого предела, он перетягивает противовес, а тот в свою очередь поворачивает рычаг, позволяющий ковшу опрокинуться и вылить воду. Когда ковш опрокидывается, он зацепляет язычком и продвигает длинную вертикальную цепь, а она толкает балансирный рычажок, который тянет вверх маленькую цепочку, связанную с блокировочным плечом, последнее моментально освобождает задержанный ковш, после чего процесс повторяется. Китайский спусковой механизм с перетекающей рабочей жидкостью имеет только одинаковое название с механическим спусковым механизмом позднего Средневековья. По сути они сильно различаются: механический спусковой механизм обеспечивает непрерывные биения, в то время как водяной — дискретные перемещения.[292]
- Сталеплавильное производство: Первое несомненное письменное свидетельство о слиянии процессов производства ковкого железа и чугуна с целью получения стали восходит к VI веку до н. э. и касается даосистского кузнеца мечей Циу Хуаньвэня, который был назначен ответственным за арсенал в эпоху династии Северная Вэй.[293][294] Это назначение сделал генерал Гао Хуань (496—597), позже ставший императором Сяньу империи Северная Ци с 543 по 550 гг. до н. э. Однако и Роберт Темпл, и Джозеф Нидэм предполагают, что сталеплавильное производство могло существовать ещё ранее. Книга Новая реорганизация фармакопеи 659 г., эпохи династии Тан, также описывает процесс смешивания и нагревания ковкого железа и чугуна, заявляя, что сталь использовалась для изготовления серпов и мечей Дао.[293] В отношении последнего текста Су Сун (1020—1101) сделал аналогичное описание и отметил, что сталь использовалась для изготовления мечей.[293] В энциклопедии 1637 года эпохи династии Мин (1368—1644) её автор Сун Инсин (1587—1666) впервые описал этот процесс детально. Он пишет, что ковкое железо сначала рубят на маленькие тонкие пластинки, которые заворачивают в кованые железные листы, а сверху кладут чугунную заготовку, затем всё вместе нагревают и куют.[293] Чугун плавится первым, «просачивается и впитывается» сквозь ковкое железо. Соединённые вместе, они проходят стадии нагревания и ковки много-много раз.[293] Темпл и Нидэм констатируют, что эта технология предвосхитила мартеновские печи, изобретённые значительно позже Карлом Вильгельмом Сименсом (1823—1883).[294][295]

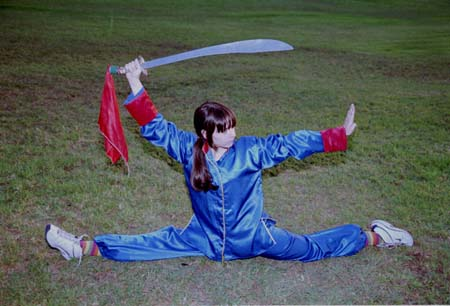
Китайский меч дао (сабля); комплексная сталь, смесь кованого железа и чугуна, использовалась для изготовления таких мечей, а также серпов, уже в VI веке.

- Сталеплавильный процесс: Китайцы, производящие чугун с конца Периода Весны и Осени (722—481 до н. э.), начали производство стали во II веке до н. э. методом обезуглероживания, то есть использованием мехов для закачки больших количеств кислорода (оксигенизации) в расплавленный чугун.[296] Впервые этот процесс был описан в эпоху династии Хань (202 до н. э.—220 н. э.) в трактате Хуайнань-цзы, составленном учёными во главе с принцем Лю Анем (179—122 до н. э.).[297] Китайцы называли этот процесс «методом ста очисток», поскольку процесс повторяется снова и снова, чтобы постепенно закалять сталь.[297] Тыльную сторону китайских мечей часто делали из более упругого кованого железа, тогда как передний край лезвия изготовлялись из прочной стали.[297] Для стали они использовали как закалку (например, быстрое охлаждение), так и отпуск (то есть медленное охлаждение).[297] Много позже, в 1845 году, американский изобретатель Уильям Келли (1811—1888) привёл в Эддивилл, штат Кентукки, четырёх китайских металлургов, чей опыт в металлургии повлиял на его идеи о подачи воздуха к снижению содержания углерода в железе. Его изобретения предвосхитили бессемеровский процесс, изобретённый Генри Бессемером (1813—1898).[298]

Принцип работы стенопа. Лучи света от объекта проходят сквозь малое отверстие и формируют перевёрнутое изображение.

- Стеноп: Древнегреческий философ Аристотель (384—322 до н. э.) заметил, что промежутки между листьями деревьев выступают в качестве крошечных отверстий, которые отбрасывают изображение частичного солнечного затмения на землю.[299] Он также использовал металлическую пластину с небольшим отверстием для проецирования изображение солнечного затмения на землю.[299] Древний китайский философ Мо-цзы (ок. 470—391 до н. э.), основатель моизма в ходе создания ста школ мысли, жил непосредственно перед временем Аристотеля. В его трактате Мо-цзы (возможно, собранном его учениками) сделано описание стенопа.[300] В трактате сказано, что «собирательное место» (небольшое отверстие) является пустой дырой, «подобной солнцу и луне, изображённых на императорском флаге», которая может перевернуть изображение в пересекающихся точках и которая «влияет на размер изображения».[300] Мо-цзы, как представляется, соответствует эпикурейской теории света, по которой свет направляется в глаз (но не наоборот, как в пифагореизме).[301] Мо-цзы утверждает, что отражённый свет светит дальше от «освещённого человека» и становится перевёрнутым при прохождении через маленькое отверстие, то есть «нижняя часть человека становится верхней частью изображения, а верхняя часть человека становится нижней части изображения»[300]. В своей Книге оптики 1021 г. Ибн ал-Хайсам (965—1039) писал о своих экспериментах с камерой-обскурой. После него об инвертированных изображениях китайских пагод писал Шэнь Ко (1031—1095), который, в свою очередь, ссылался на сборник Всякая всячина из Юяна танского писателя Дуань Чэнши (умер в 863 г.)[302].
- Стремя: Многие авторы указывают на отсутствие ясности в вопросе того, было ли стремя изобретено северными кочевниками или оседлыми китайцами.[303] Лю Хан приписывает изобретение стремени кочевым захватчикам Северного Китая.[304] Археологические свидетельства показывает, что всадники в Индии делали маленькую петлю на один палец, которая появилась примерно I веке нашей эры.[305] Тем не менее, первое реальное изображение стремени сделано на фигурке в китайской гробнице в 302 г. н. э. в эпоху династии Цзинь (265—420), но там изображено только одно стремя и, возможно, оно использовалось только для посадки на лошадь.[306] Находка была сделана в округе Чанша, провинция Хунань, неподалёку от северной границы.[307] Первое достоверное изображение всадника с парой стремян на обе ноги известно по фигурке из китайской гробницы от 322 г.[306] Первый реальный образец стремени происходит из китайского гробницы в южной Маньчжурии и датируется 415 г.[306] Стремя не получила широкого применения в китайской коннице до V века.[305][308] В VI веке использование стремени распространилось на запад до Византии, где были восприняты как стремена, так и кельтские подковы.[305]

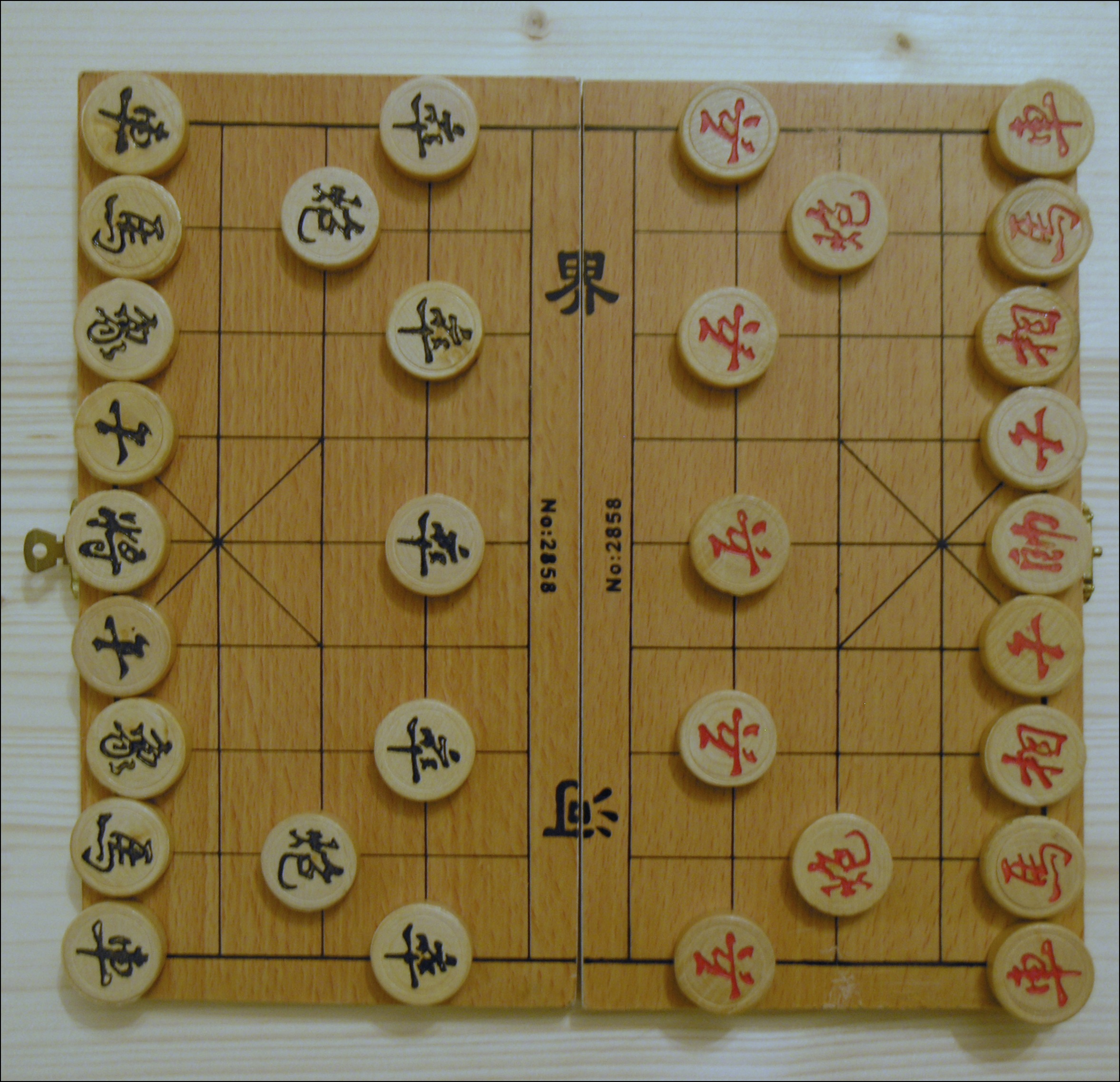
Настольная игра сянци.

- Сянци: Точное происхождение китайской игры в шахматы под названием сянци неизвестно. Историк Дэвид Ли утверждает, что её изобрёл известный военный деятель ранней династии Хань (202 до н. э.—220 н. э.) Хан Синь (ум. 196 до н. э.). Сам он стал жертвой чистки, произведённой императрицей Люй-хоу (ум. 180 до н. э.), которая обвинила его в попытке мятежа, поэтому сразу же новая настольная игра стала ассоциироваться с этим печально известным наследием.[309] Но затем, утверждает Ли, она была возрождена императором Северной Чжоу У-ди (правил 561—578) под другим завуалированным названием сянси. По сей день эти два слова являются взаимозаменяемыми синонимами для обозначения одной и той же игры.[310] Игра была запрещена в эпоху династии Суй (581—618), однако император Тай-цзун (правил 626—649) из династии Тан (618—907) стал энтузиастом игры, а некоторые поэты, например, Бо Цзюйи (772—846), даже посвятили ей стихи.[311] Игра включает варианты баньци и гиог.

### Т
- Тачка: Имеются скудные лингвистические доказательства того, что тачка (то есть hyperteria monokyklou, или «одноколёсник»), возможно, существовала в Древней Греции в конце V века до н. э., но общепризнанно, что тачка не применялась в Европе до XIII века н. э.[312] В то же время, её использование в Китае до I века до н. э., в эпоху династии Западная Хань (202 до н. э.—9 н. э.) подтверждается письменными доказательствами. Иллюстрации с использованием тачки были обнаружены на могильной фреске в Китае II века н. э., эпохи династии Восточная Хань (25—220 н. э.).[313][314]
- Тофу: Народные традиции, а также учёные эпохи династии Сун (960—1279), например, Чжу Си (1130—1200), приписывают изобретение тофу, вместе с соевым молоком, Лю Аню (179—122 до н. э.), императору династии Хань из Хуайнани. Однако, в трактате Хуайнань-цзы, составленном Лю Анем, никакого упоминания о тофу не найдено.[315][316][317] Попытки доказать существование тофу в эпоху династии Хань на основании рельефных изображений в гробницах и на основании объектов раскопок до сих пор не вполне убедительны.[318] Наиболее раннее упоминание тофу было сделано в книге Записки о необычном (Циньи лу, 清异录), в которой сообщалось о том, что тофу был продан в Циняне (провинция Аньхой).[319] Сунь Цзи (1998) считает, что хотя эту книгу приписывают Тао Гу (陶谷, 903—970 н. э.), она, вероятно, составлена кем-то ещё в начале эпохи северной династии Сун.[320] Самый ранний рецепт изготовления тофу приведён в книге Бэньцао ганму, написанной Ли Шичжэнем (1518—1593).[317] Согласно Шертлеффу и Аояги (2001), современные историки полагают, что тофу Лю Аня, как и современный тофу, изготавливался путём коагуляции либо с морской водой, либо с хлоридом магния, последний из которых на китайском языке называется лушуй (卤水).[315] По словам Лю Кешуна (1999), процесс изготовления тофу Лю Аня по существу совпадает с сегодняшним: «соевые бобы промывают и замачивают в воде, а затем фильтруют, чтобы сделать сырое соевое молоко. Молоко нагревают, затем добавляют коагулянт для формирования творога. Творог затем отжимают от сыворотки, в результате получают тофу».[321]
- Требушет: Самыми ранними типами китайских катапульт были тяговые требушеты, разработанные впервые в Китае в V или IV веке до нашей эры, в начале периода Сражающихся царств (403—221 до н. э.). Чтобы требушет сработал, группа мужчин должна была тащить за верёвки, прикреплённые к меньшему концу длинного деревянного бруса, закреплённого на вращающейся оси. После такого натяжения более длинный конец бруса мог сделать отскок вперёд и совершить бросок метательного снаряда. В IX веке н. э. появился гибрид тягового и противовесного требушета, использующий силу и поворотный вес. Он применялся на Ближнем Востоке, в Средиземноморье и в Северной Европе. В XII веке, в период правления династии Айюбидов в исламской Сирии и Египте был разработан более совершенный противовесный требушет, описанный Марди бен Али аль-Тарсуси. Он использовался в третьем крестовом походе. В XIII веке противовесный требушет нашёл своё применение в Китае эпохи династии Сун (960—1279) в борьбе против монгольских захватчиков под руководством Хубилай-хана (правил 1260—1294). Китайцы использовали его при осаде Сяняна (1267—1273).[322][323][324]
- Туалетная бумага: Туалетная бумага впервые упоминается в 589 г. государственным деятелем династии Суй (581—618) Янь Чжитуйем (531—591), и с полной очевидностью постоянно использовалась в последующих династиях.[325][326] В 851 году, в эпоху династии Тан (618—907), арабо-мусульманский путешественник из стран Ближнего Востока отметил, что китайцы используют бумагу вместо воды, чтобы очистить себя во время посещения туалета.[325] В середине XIV века, во времена династии Юань (1271—1368), сообщалось, что в одной только провинции Чжэцзян за год было изготовлено десять миллионов пачек, содержащих от 1000 до 10000 листов туалетной бумаги. Известно также, что императоры династии Мин (1368—1644) пользовались ароматизированной туалетной бумагой.[325]

### Ф
- Фальшфейер: Самое древнее, письменно зафиксированное использование вспышек света в качестве сигнала повествует о «сигнальных бомбах», применённых в эпоху династии Сун (960—1279) китайцами, когда войска возглавляемой монголами династии Юань (1271—1368) осадили Янчжоу в 1276 году.[327] Эти бомбы с мягкой оболочкой, рассчитанные к взрыву в воздухе и, возможно, имеющие цветную лопающуюся начинку, как современные китайские фейерверки, использовались для передачи дистанционных сообщений удалённым отрядам войск.

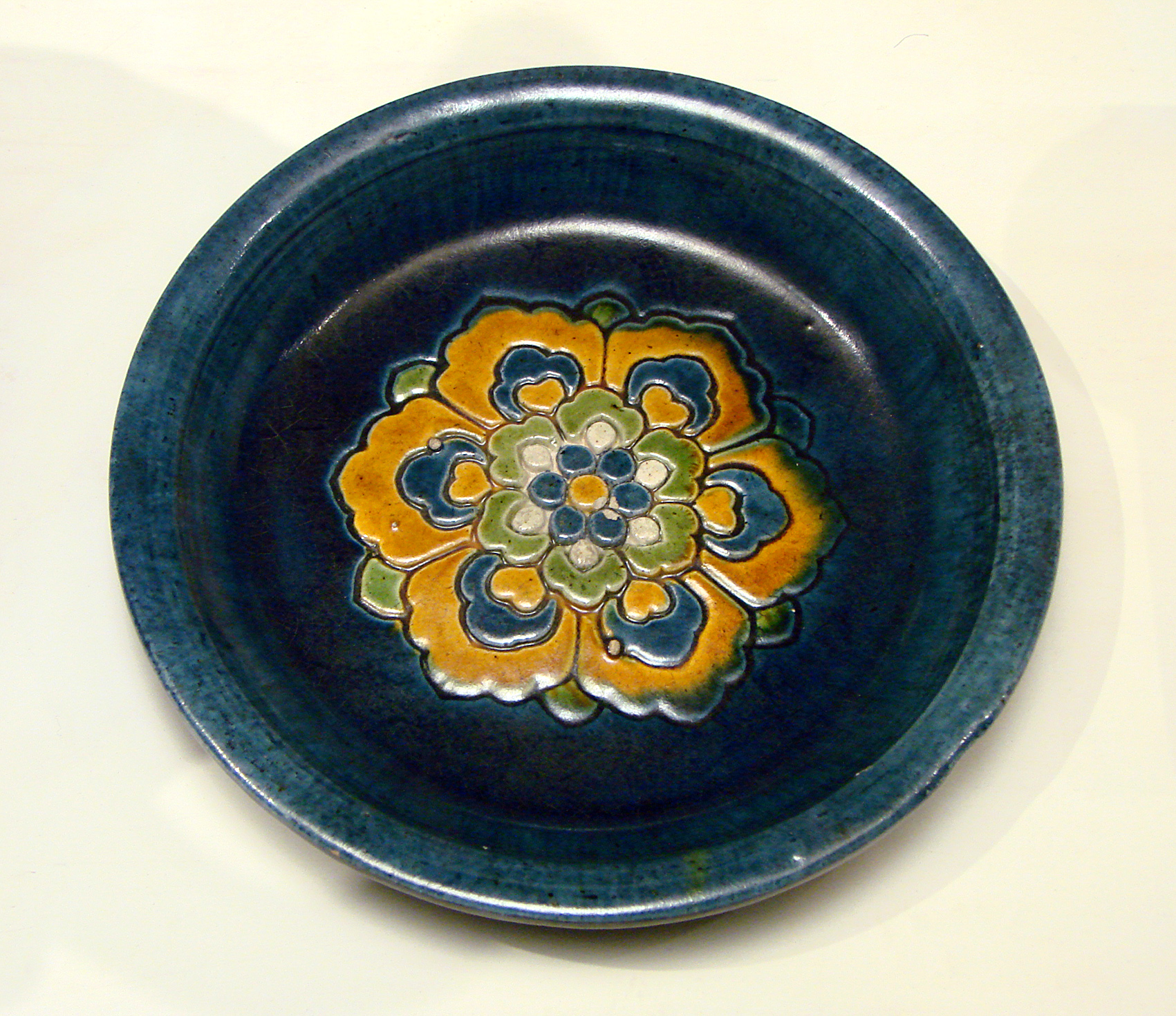
Блюдо из фарфора санкай, эпоха династии Тан, VIII в.

- Фарфор: Хотя глазурованная керамика существовала в Китае и раньше, С. А. М. Адшед пишет, что самый ранний тип стекловидной, прозрачной керамики, которую можно отнести к истинному фарфору, появился не ранее эпохи династии Тан (618—907).[328] Найджел Вуд утверждает, что истинный фарфор был изготовлен в Северном Китае примерно в VII веке, в начала правления династии Тан, а в Южном Китае он появился примерно 300 лет спустя, в начале X века.[329]

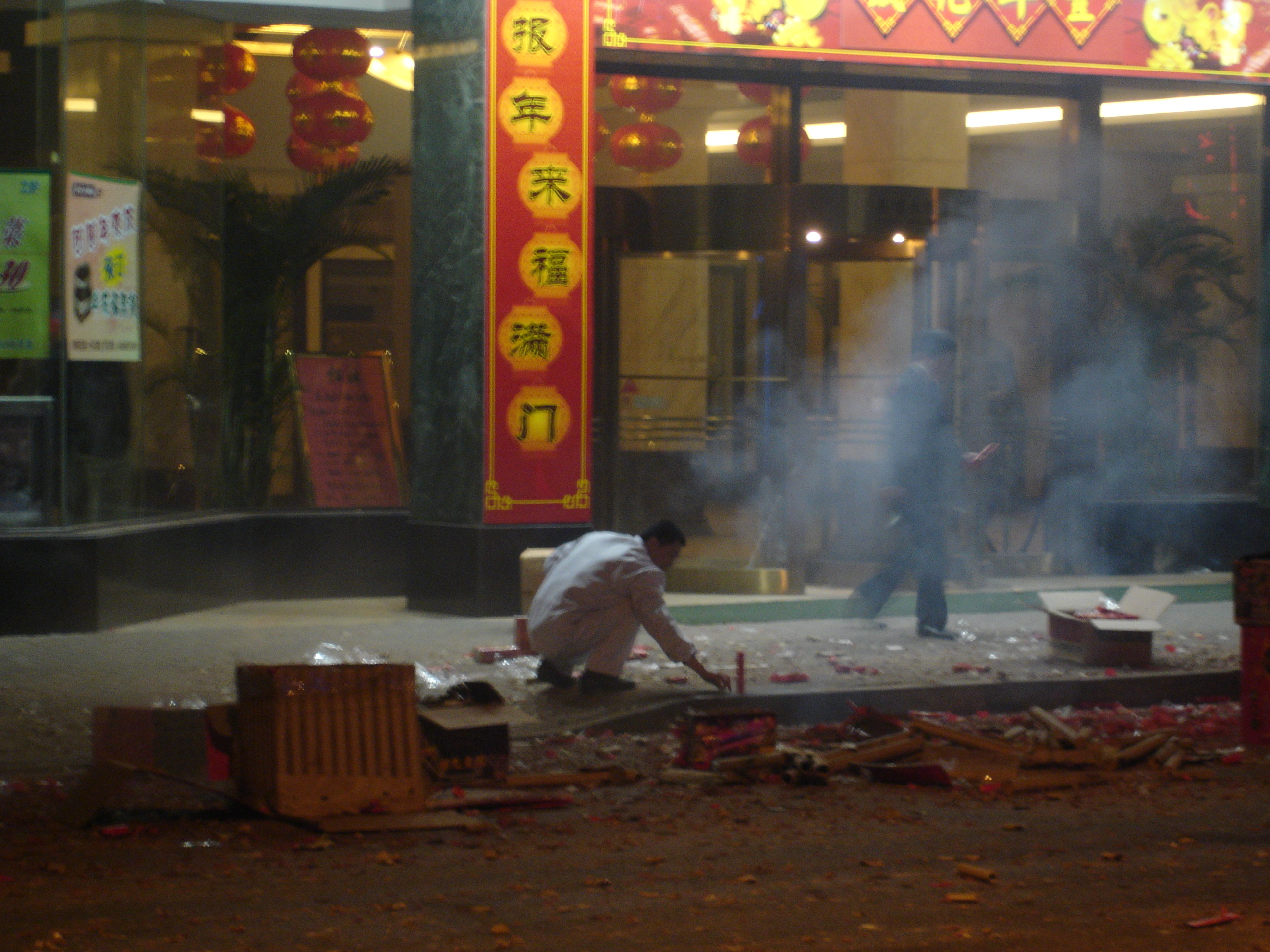
Установка фейерверков во время празднования китайского Нового Года в Шанхае

- Фейерверк: Фейерверки впервые появились в Китае во времена династии Сун (960—1279), на заре применения пороха. Простые люди в ту эпоху могли приобрести несложные фейерверки у торговцев. Они изготовлялись из бамбуковых палочек, начинённых порохом.[330] Иногда устраивались грандиозные шоу. В 1110 году во время военного парада для развлечения императора Хуэйцзуна (правил 1100—1125) и его свиты состоялся большой фейерверк, сопровождающийся выступлением танцоров, которые перемещались сквозь цветной дым.[331] В 1264 году вдовствующая императрица Гун Шэн испугалась во время праздника, состоявшегося в её честь (устроенного её сыном императором Лицзуном), когда быстрая реактивная «земляная крыса» отскочила в её сторону.[332] Вскоре ракетные двигатели стали применять в военных целях, и начиная с середины XIV века появилось много видов ракетных пусковых установок.[333]

### Х
- Химическое оружие с применением воздуходувных мехов, горчицы и извести: Как написал в IV веке до н. э. моист (последователь философии Мо-цзы (ок. 470—391 до н. э.)), в Период Сражающихся царств (403—221 до н. э.) китайцы применяли жжёные зёрна горчицы (не путать с современным ипритом или «горчичным газом») как смертоносное химическое оружие.[334] Во время осады войска, осуществляющие блокаду, часто рыли подкопы под стенами для разрушения укреплений защитников. Как пишет моист, защищающаяся сторона также рыла подземные тоннели, чтобы встретить противника под землёй, и там применялись воздуходувные меха для распыления токсичного дыма, содержащего жжёную горчицу и другие химические вещества растительного происхождения.[334] Чтобы подавить крестьянское восстание в 178 г. н. э., в конце династии Хань, императорские войска ставили на колесницы небольшие воздуходувные меха и распыляли известковый дым. В конечном итоге восставшие потерпели поражение.[246] Сухая известь использовалась также в бомбах со слезоточивым газом, в частности, в 1135 г., в эпоху династии Сун (960—1279), генерал Юэ Фэй (1103—1142) использовал их с большим успехом против бандитского лидера Ян Яо. Согласно отчёту о кампании, когда известь образовала в воздухе густой туман, «солдаты-повстанцы Яна Яо не смогли открыть глаза».[246]

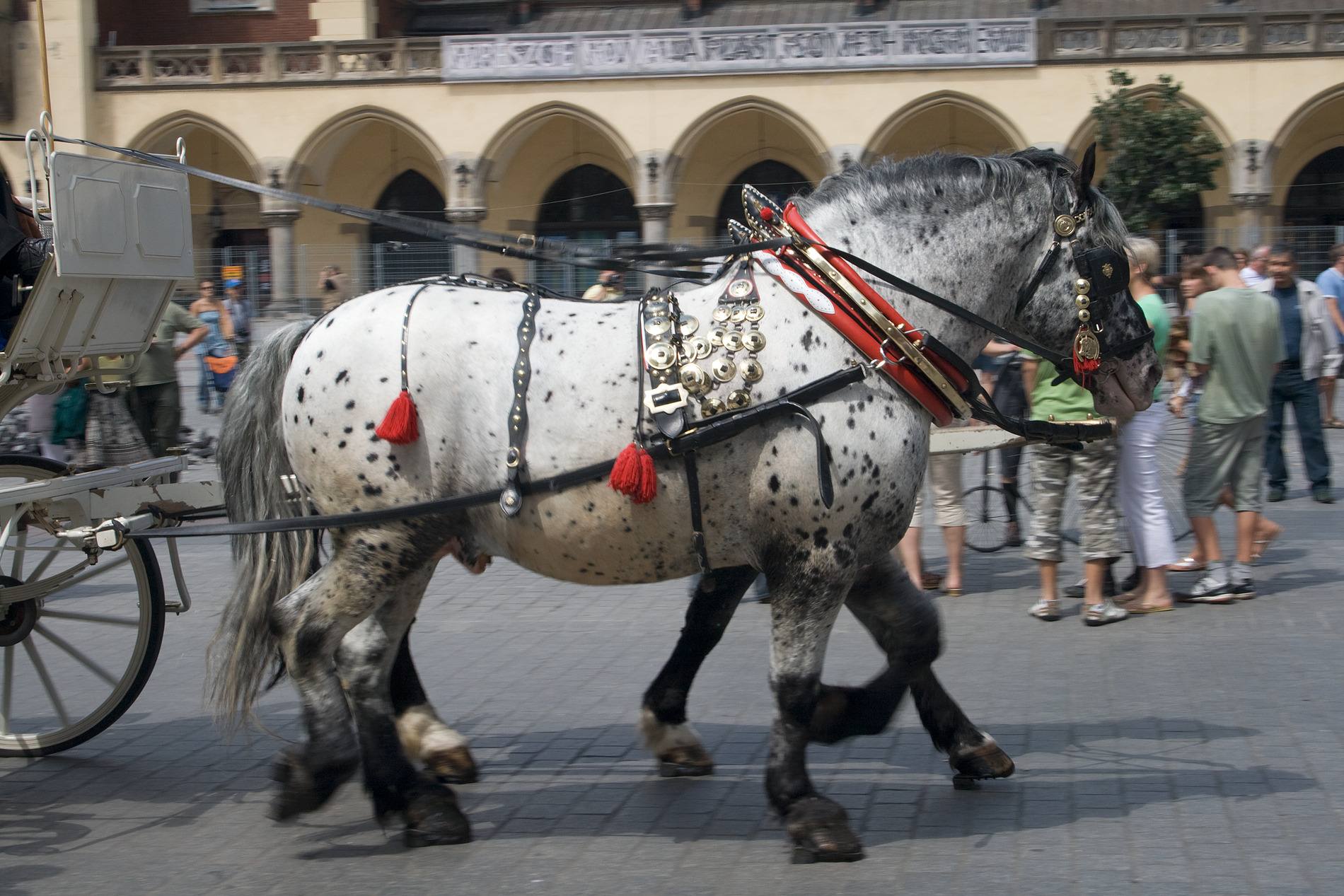
Лошадь в декоративной упряжи с хомутом. Китайцы использовали хомут уже в V веке, а возможно и раньше.

- Хомут (упряжь): Значительным улучшением древней упряжи для лошадей стало изобретение хомута. Роберт Темпл предполагает, что на кирпичах I века до н. э. эпохи династии Хань обнаружено самое древнее изображение хомута.[335] Хомут также, безусловно, изображён на росписи, сделанной в 477—499 в Дуньхуане, в эпоху династии Северная Вэй (386—534). На этом последнем изображении ещё отсутствует важный элемент хомута — смягчающая прокладка (хомутина) на деревянном остове, но на более поздней росписи, сделанной около 851 г. н. э., в эпоху династии Тан (618—907), эта мягкая прокладка отчётливо видна.[275][336] На картинах эпохи династии Суй (581—618) изображён хомут, похожий на сегодняшний, но применяют его на верблюдах, а не на лошадях.[337]
- Хром — применение: Хром впервые научились применять в Китае не позднее 210 г. до н. э. Это дата, когда недалеко от современного города Сиань была похоронена терракотовая армия. Археологи обнаружили, что бронзовые наконечники стрел от арбалетов в терракотовой армии за 2000 лет хранения не проявили никаких признаков коррозии, по той простой причине, что китайцы покрывали их хромом. Как известно, хром не использовался нигде до экспериментов Луи Воклена (1763—1829) в 1797—1798 гг.[338]

### Ц

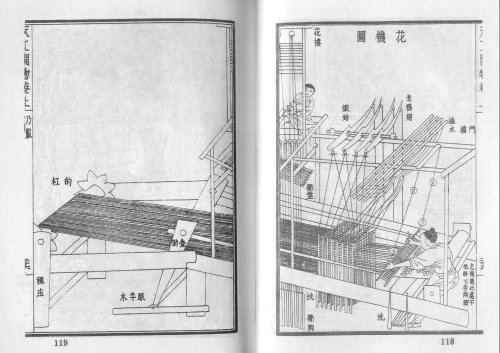
Гигантский ткацкий станок для художественного ткачества, из энциклопедии Тяньгун Кайву, опубликованной Сун Инсином в 1637

- Цветное ткачество: Самые ранние достоверные находки цветных тканей восходят к эпохе царства Чу и датируется около 400 г. до н. э.[339] Большинство исследователей приписывают изобретение цветного ткачества древним китайцам, хотя некоторые предполагают независимое изобретение его в древней Сирии, поскольку цветные ткани, найденные в Дура-Европос, датируются до 256 г. н. э.[339][340] Дитер Кун утверждает, что анализ текстов и текстильных изделий эпохи династии Хань (202 до н. э.—220 г. н. э.) доказывает, что узорчатые ткани той эпохи были также созданы с использованием цветного ткачества.[341] Цветное ткачество было также известно в Персии в VI веке нашей эры.[339] Эрик Брауди утверждает, что практически нет доказательств использования цветного ткачества в Европе до XVII века, хотя пуговичное цветное ткачество изобрёл Жан ле Калабриас в XV веке.[342] Мария Каролина Бодри выражает несогласие с этим, считая, что цветное ткачество использовалось в средневековом итальянском производстве шёлка.[341]

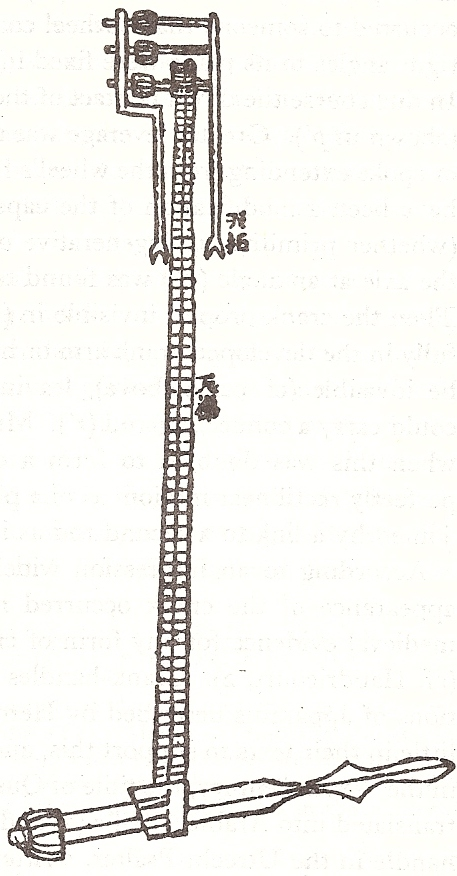
Цепная передача, из книги Су Суна 1094 г., описывающей куранты

- Цепная передача: Грек Филон Византийский (III или II в. до н. э.) описал цепной привод и ворот, которые использовались в работе полибола (скорострельной баллисты), но там цепной привод не осуществлял постоянную передачу энергии от вала к валу.[343][344][345] Постоянно действующий цепной привод впервые появился в XI веке в Китае. Возможно, на его изобретение вдохновил цепной насос, который был известен в Китае по крайней мере с эпохи династии Хань (202 до н. э.—220 г. н. э.), и впервые был упомянут китайским философом Ван Чуном (27—ок.100). Как бы то ни было, цепная передача с непрерывной передачей энергии была впервые использована в зубчатом приводе курантов в Кайфэне. Куранты построил в 1090 году офицер, математик и астроном Су Сун (1020—1101), в эпоху династии Сун (960—1279). В дополнение к спусковому механизму, изобретённому ранее, в VIII веке, цепной привод использовался для вращения армиллярной сферы, которая венчала куранты (армиллярная сфера имитировала движение звёзд по небесной сфере). За каждые 2 минуты и 24 секунды армиллярная сфера перемещала один из 600 зубьев шестерни, т.е каждый зуб шестерни соответствовал {\displaystyle {\tfrac {1}{600}}} интервалу суток. Каждый час появлялась одна из 133 фигурок, вращающихся по кругу перед открытыми окошками, через которые можно было видеть, как фигурки ударяют в гонги, барабаны, колокольчики, а в определённое время суток держат специальные декоративные диски.[346][347][348]

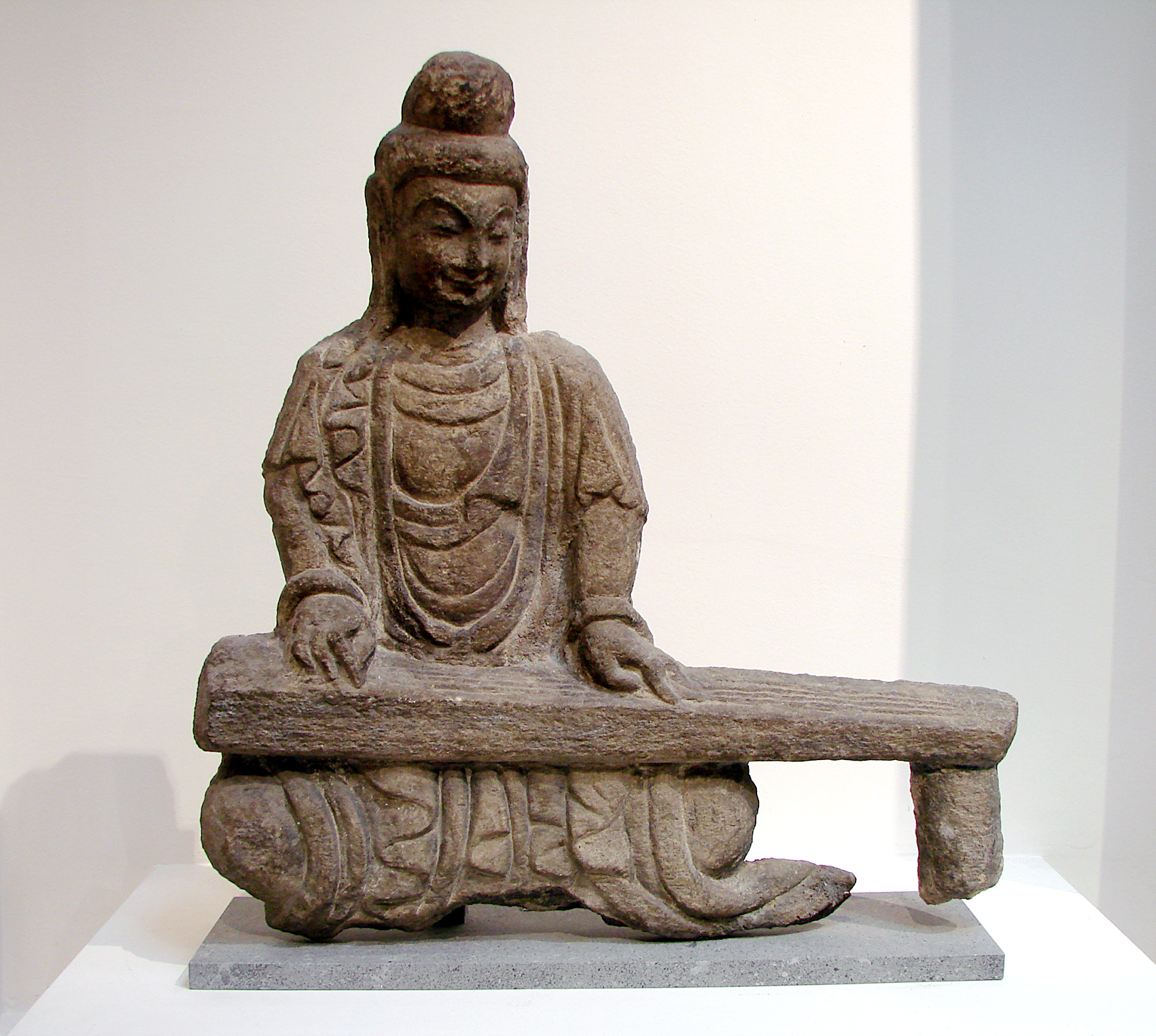
Бодхисаттва, играющая на цисяньцине, резьба по камню, эпоха династии Северная Вэй (386—534 н. э.)

- Цисяньцинь: Цисяньцинь (разновидность цитры) является одним из древнейших струнных музыкальных инструментов Китая и существует по крайней мере с эпохи династии Шан (ок. 1600—1050 до н. э.). Гадательные кости этой эпохи содержат иероглифические надписи с одним из старейших известных китайских символов для обозначения этого инструмента: Цинь (琴).[349] Самый древний образец цисяньцина найден в гробнице маркиза И (433 до н. э.). Бо Лавергрен утверждает, что этот инструмент мог быть создан из арф Среднего Востока, аналогично кунхоу, который был найден в округе Цемо, район Синьцзян, и датируется ок. 400—200 до н. э. Цисяньцинь быть популярен в эпоху династии Чжоу (1050—256 до н. э.), хотя старейшая письменная табулатура для цисяньцина восходит к эпохе династии Хань (202 до н. э.—220 г. н. э.).[349] Цисяньцинь стал музыкальным инструментом китайского «сословия учёных мужей», когда оно было возвышено и стало одним из привилегированных четырёх сословий, а также одним из «девяти дворянских гостей», описанных Шэнь Ко (1031—1095). Его изображение попало даже на иллюстрации, например, такие как изображение императора Хуэйцзуна XII в., играющем на цисяньцине.

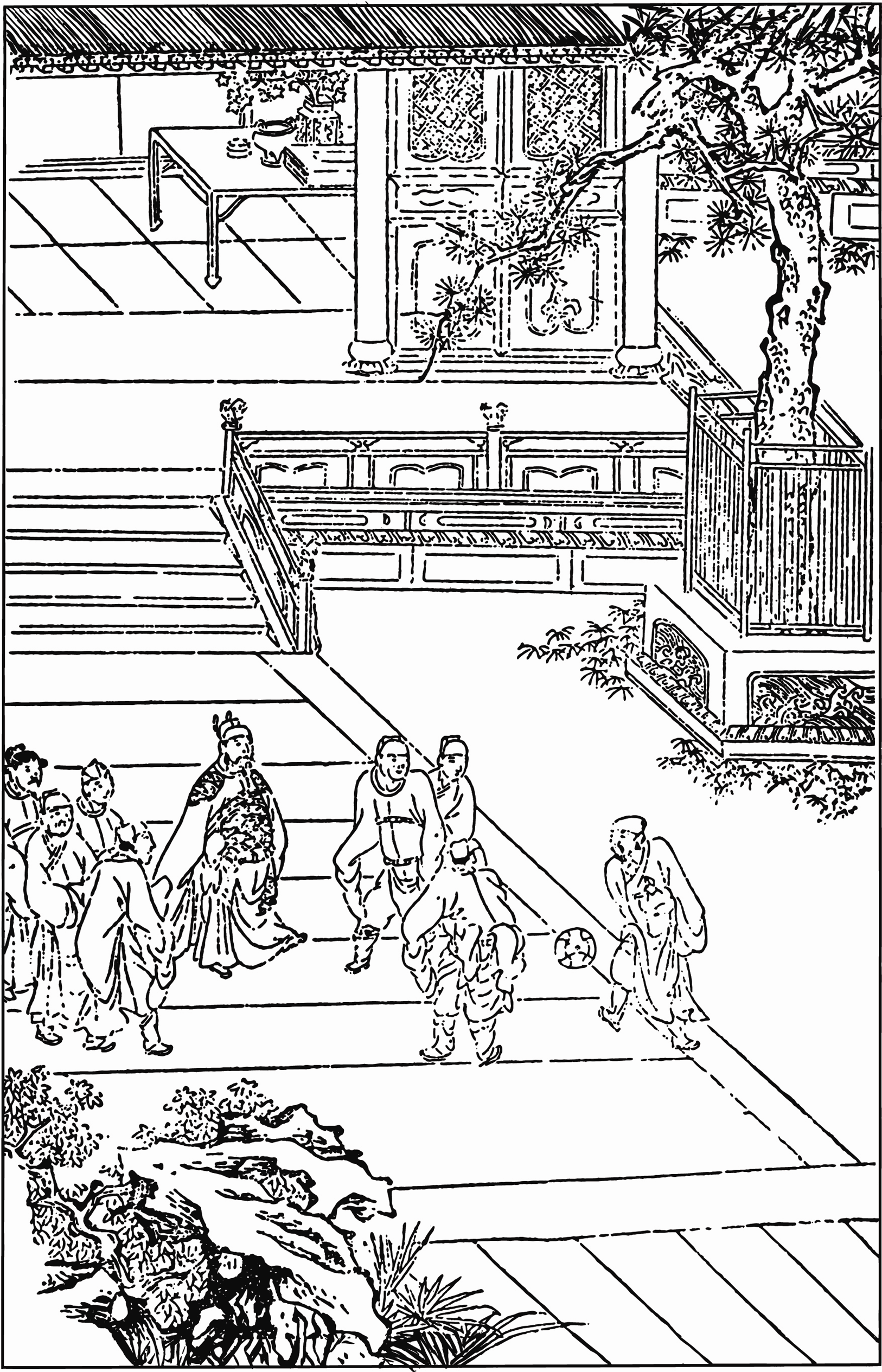
Гравюра по дереву XV столетия эпохи империи Мин по новелле Речные заводи, изображающая игру в цуцзю.

- Цуцзю — китайский футбол: Игра в футбол, известная как цуцзю, впервые упомянута в Китае в двух исторических текстах: в Чжань Го Цэ (Стратегия воюющих государств), составленном с III по I век до н. э., и в Ши цзи, опубликованном в 91 г. до н. э. Сыма Цянем (145—86 до н. э.).[350] Оба текста сообщают, что в Период Сражающихся царств (403—221 до н. э.) народу города Линьцзы, столицы царства Ци, нравилось играть в цуцзю, наряду с участием во многих других развлечениях, таких как петушиные бои. Помимо того, что этот спорт был развлечением, игра в цуцзю рассматривалась также как военная тренировка и средство для поддержания физической формы у солдат. Как и Сыма Цянь, Бань Гу (32—92 н. э.) в своей книге Ханьшу пишет, что генерал Хо Цюйбин (140—117 до н. э.), после возвращения своего войска с севера из похода на кочевников хунну, разрешил солдатам построить игровое поле для цуцзю.[351]

### Ч
- Чай: Родиной чайного куста являются западные районы провинции Юньнань.[352] С середины II тысячелетия до н. э. чай потреблялся в провинции Юньнань в лечебных целях.[353] Около II века до н. э. из Сычуани он распространился в районы северного Китая, а также среднего и нижнего течения реки Янцзы. Чаепитие уже стало установившейся традицией в повседневной жизни в этих регионах, о чём написал Ван Бао в 59 г. до н. э. в книге Договор с рабом.[354] Это письменное подтверждение показывает, что чай, используемый в качестве напитка, а не как лекарственная трава, появился не позднее I века до н. э. Первая китайская чайная культура появилась во времена династии Хань (202 до н. э.—220 г. н. э.) в Южной и Северной династиях (420—589), когда чай широко использовало китайские дворянство, но приобрела свою нынешнюю форму во времена династии Тан (618—907).[355] Чайные чашки без ручек, которые впервые появились в эпоху Восточной Цзинь (317—420), стали популярными среди любителей чая в эпоху династии Тан. Первую книгу о чае под названием Ча цзин («Чайный канон») написал Лу Юй (733—804).[356]

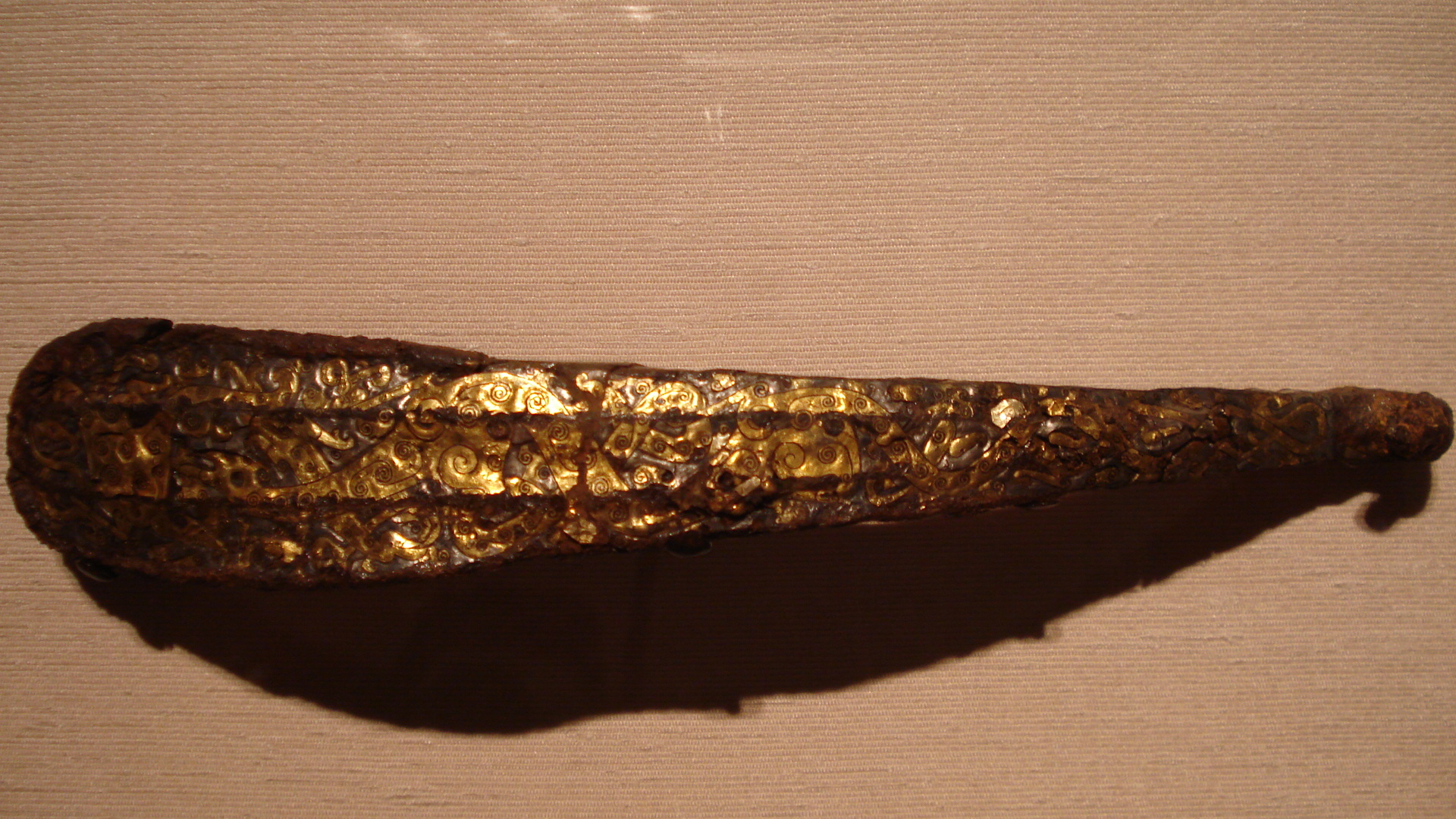
Чугунная застёжка с золотой и серебряной фольгой, династия Чжоу, IV век до н. э.

- Чугун: Согласно археологическим данным, чугун, полученный плавкой чугуна в чушках, был впервые произведён в Китае в начале V века до нашей эры, в эпоху династии Чжоу (1122—256 до н. э.). Самые старые образцы чугуна найдены в гробнице в уезде Лухэ провинции Цзянсу. Однако, большинство ранних доменных печей и вагранок, обнаруженных в Китае, датируются эпохой после введения государственной монополии на железо, которую ввёл в 117 г. до н. э. император У-ди (ок. 141—87 до н. э.), в эпоху династии Хань (202 до н. э.—220 г. н. э.). Дональд Вагнер утверждает, что возможная причина того, что до сих пор не обнаружено никаких древних китайских сыродутных печей, является то, что монополия на железо, которая продолжалась до I века до н. э., когда она была отменена для частного предпринимательства и местного административного использования, уничтожила всякую необходимость применения менее эффективных сыродутных печей, которые продолжали использоваться в других частях мира.[106][357][358][359][360] Вагнер также утверждает, что наиболее ходовые железные инструменты в древнем Китае были сделаны из чугуна, учитывая относительно небольшие экономические расходы на его производство, тогда как большинство военного оружия изготовлялись из более дорогостоящего кованого железа и стали, что означает, что «высокое качество для оружия совершенно необходимо», поэтому для него предпочтительнее более дорогие материалы.[361]

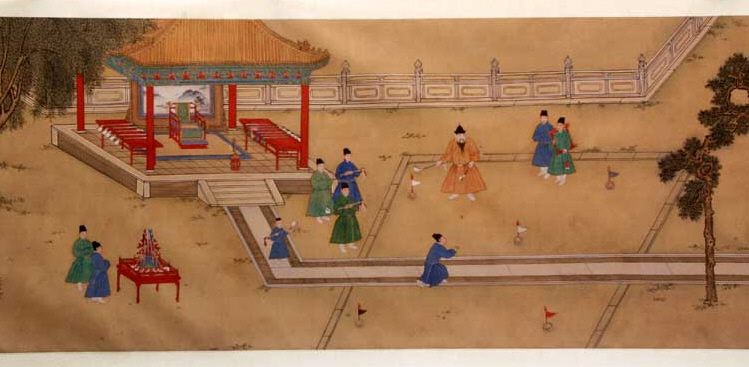
Император Чжу Чжаньцзи (правил 1425—1435) играет в чуйвань со своими евнухами

- Чуйвань (китайский гольф): Чуйвань — игра похожая на гольф шотландского происхождения, впервые упоминается в Китае Вэй Тайем (ок. 1050—1100) в своём труде Записки Дунсюаня (东轩录).[362] Во времена династии Сун (960—1279) и династии Юань (1279—1368) игра была популярна как среди мужчин, так и женщин, а в период династии Мин (1368—1644) она стала популярна среди мужчин в городах, подобно тому, как теннис был городской игрой европейцев в эпоху Возрождения (согласно Андрею Лейбсу).[363] В 1282 году Нин Чжи опубликовал Книгу чуйваня, в которой описываются правила игры, оборудование и игровое поле чуйваня, а также включены комментарии мастеров по освоению тактики игры. Клюшки для чуйваня, по 10 штук для каждого игрока, хранились в парчовых чехлах. Императорские клюшки были богато украшены золотом и инкрустированы нефритом. Игра шла на плоском наклонном травяном поле и — очень похоже на стартовую зону «ти» современного гольфа — имелась «базовая» зона, в которой наносились первые три удара.[364]

### Ш
- Шверц: Чтобы во время плавания избегать дрейфа в подветренную сторону, мореплаватели изобрели шверцы. При опускании по тому борту, который противоположен направлению ветра, шверц помогает судну сохранять курс и оставаться в вертикальном положении. Роберт Темпл указывает, что первое письменное свидетельство шверца датировано 759 г. н. э. и найдено в книге писателя эпохи династии Тан (618—907 н. э.) Ли Цюаня «Руководство по белой и тёмной планете войны». Ли пишет, что шверцы на военных судах эффективны даже тогда, когда «ветер поднимает яростные волны, корабли не движутся боком и не переворачиваются».[365] Шверцы выгравированы на картине, найденной возле монумента Боробудур, построенном в эпоху династии Сайлендра в Центральной Яве, Индонезия. В западном мире шверцы впервые применили голландцы в XV—XVI веках (их использовали на ранних голландских коггах, возможно, под влиянием китайских образцов).[366]

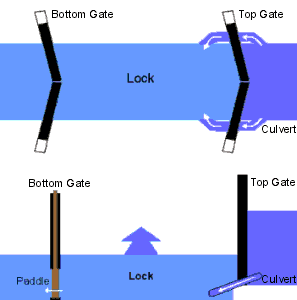
План и вид сбоку шлюза. Двое ворот регулируют уровень воды в камере канала для безопасного прохода судов. Впервые изобретён в X в. инженером Цяо Вэйю при строительстве Великого канала Китая.

- Шлюз: Хотя одноворотные затворы на каналах существовали в Китае давно, двухворотный шлюз изобретён в Китае в 984 г. инженером и государственным деятелем из округа Хуайнань Цяо Вэйю в начале эпохи династии Сун (960—1279). Теперь суда стали безопасно проходить водными путями по каналам, сегментированным на камеры, с воротами, и уровень воды в них можно было регулировать. Экономические и транспортные преимущества этого нововведения были описаны эрудированным государственным деятелем и изобретателем Шэнь Ко (1031—1095) в своей книге «Записки о ручье снов».[367][368][369]
- Шёлк: Самый древний кокон шелкопряда был найден в неолитическом поселении северной провинции Шаньси (ок. 2200—1700 гг. до н. э.), а первые фрагменты шёлковой ткани в одной из гробниц южного Китая, времён Борющихся царств (475—221 гг. до н. э.).

### Э

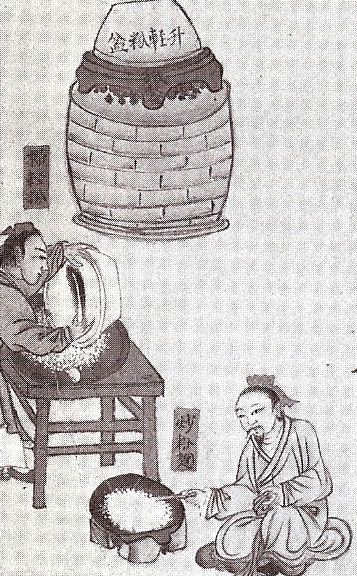
Иллюстрация эпохи империи Мин (1368—1644), показывающая процесс сублимации каломели. Мужчина слева соскабливает кристаллы с сублимационной крышки с помощью пера.

- Эндокринология: В китайском медицинском труде 1110 г. отмечено использование гипса (содержащего сульфат кальция), а также сапонинов из бобов гледичии китайской для извлечения гормонов из мочи. В этом процессе использовалось природное мыло, которое не было известно до открытия дигитонина Адольфом Виндаусом (1876—1959) в 1909 году.[370] В 1927 году Селмар Ашейм (1878—1965) и Бернхард Зондек (1891—1966) обнаружили, что моча беременных женщин содержит высокую концентрацию половых гормонов. Последующие открытия показали, что в моче содержатся половые гормоны андрогены и эстрогены, а также гормон гипофиза гонадотропина.[371] В современной медицине экстракция этих гормонов из мочи является обычной практикой, но за сотни лет до этого китайцы использовали эту процедуру для лечения гипогонадизма, импотенции, сперматореи, дисменореи, лейкореи и даже для стимулирования роста бороды (так как они знали, что кастрация приводит к потере способности отращивать бороду).

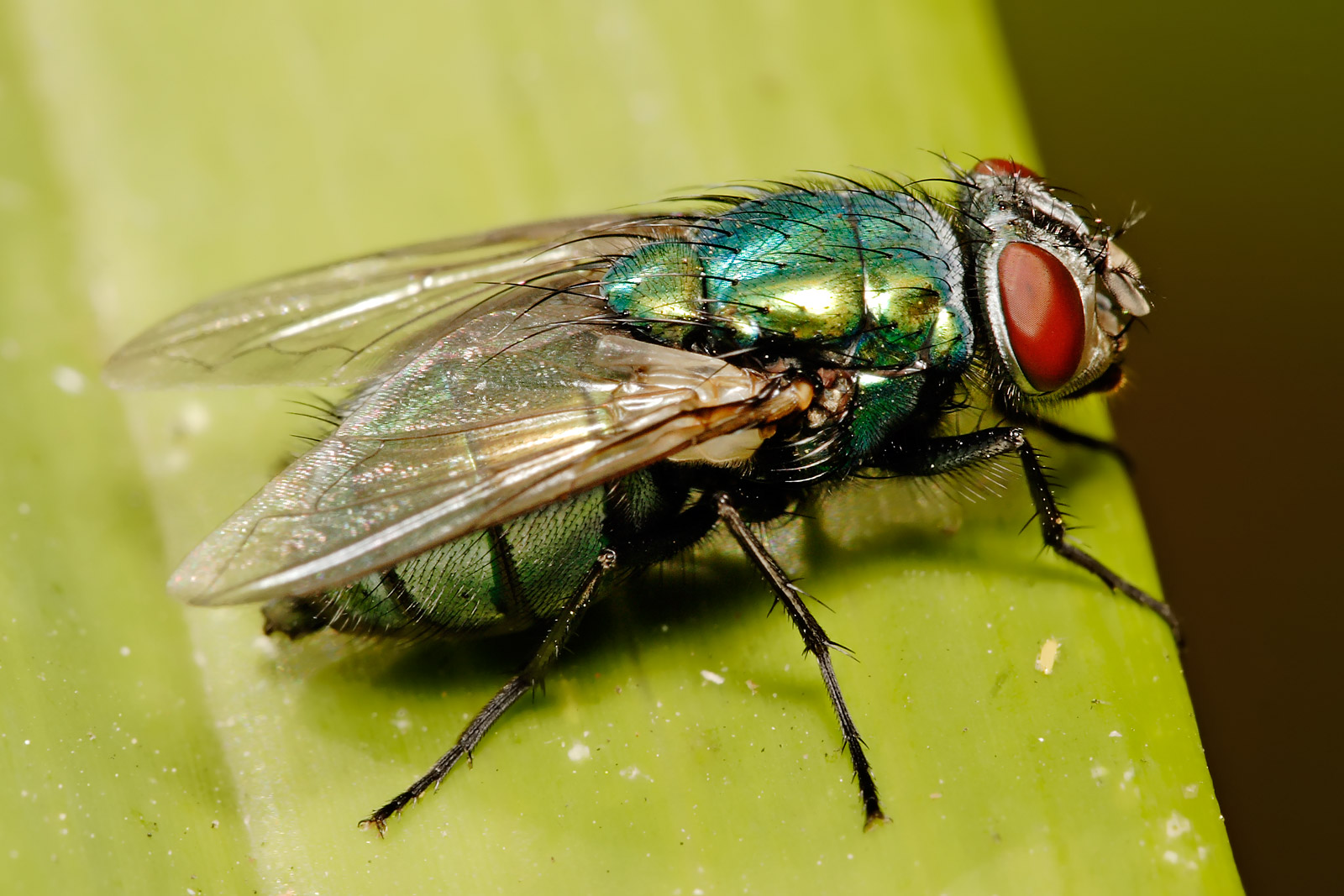
В XIII веке, на заре судебной энтомологии китайцы использовали мясных мух при решении дел об убийствах.

- Энтомология судебно-медицинская: В труде по судебно-медицинской экспертизе эпохи династии Сун (960—1279) Сборник случаев по исправлению судебных ошибок, опубликованном Сун Цы в 1247 г., содержатся самые древние известные случаи по использованию судебной энтомологии.[372] В деле об убийстве в 1235 г. был зарезан житель деревни. Расследование установило, что раны были нанесены серпом, инструментом, используемым для срезания риса во время уборки урожая. Этот факт привёл следователей к подозрению крестьян, работавших на уборке риса вместе с убитым. Местный магистрат собрал жителей деревни на городской площади со своими серпами, их положили на траву и отошли в сторону. Через несколько минут масса мясных мух собралась вокруг только одного серпа, привлечённые запахом следов крови, невидимых невооружённым глазом. Всем стало очевидно, что владелец этого серпа является виновником, последний, моля о пощаде, был задержан властями.[372]

### Я

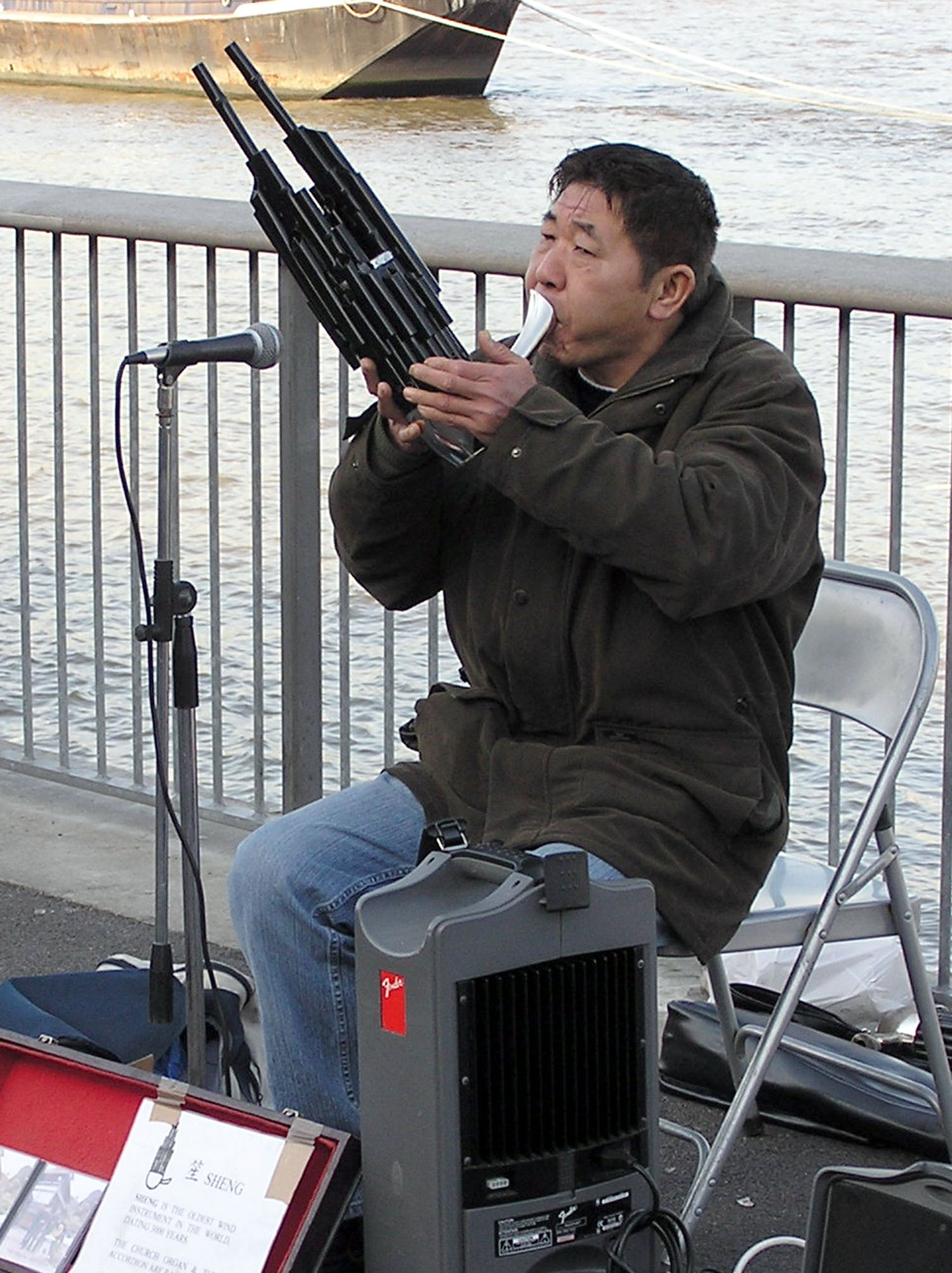
Исполнитель на шэне Го И на берегу Темзы, Лондон, Англия

- Язычковые музыкальные инструменты: Музыкальный трубный орга́н с использованием металлических поршневых мехов имеет в Западном мире большую историю. Он был изобретён в греческой Александрии и был описан в мельчайших подробностях древнеримским инженером Витрувием в конце I века до н. э., хотя в настоящее время он чаще всего ассоциируется с христианской литургией.[373] Однако, в западном трубном орга́не не используются язычки, которые издают звук в древнем китайском орга́не типа губной гармоники. Такой китайский инструмент называется шэн. Традиционно сделанный из бамбуковых труб, он был впервые упомянут в книге Ши цзин эпохи династии Чжоу (ок. 1050—256 до н. э.). Китайский шэн считается предком губной гармоники, фисгармонии, концертины, гармони, баяна и всех других язычковых музыкальных инструментов. Язычковый орга́н был изобретён в арабском мире в XIII веке, а немец Генрих Траксдорф из Нюрнберга (жил в XV веке) построил такой инструмент ок. 1460 г. Считается, что классический китайский шэн попал на Запад через Россию в XIX веке, как об этом писали затем в Санкт-Петербурге.[373]